# 魔彈之王與戰姬角色列表
此列表是《魔彈之王與戰姬》內的登場人物的介紹，中文譯名以東立出版社之繁體中文版為準。

## 主要人物
堤格爾維爾穆德·馮倫
本作的主角。為管轄布琉努王國北部邊境及其故鄉、環山圍繞的亞爾薩斯的伯爵。擁有著一頭暗紅色的秀髮。名字是繼承自其祖先兼馮倫家首任當家，由於名字對於布琉努人而言過長，因此身邊的人在大多數情況下都稱呼他比較習慣的暱稱「堤格爾」。
祖先曾經是獵人，在協助先帝的征戰中贏得功績而晉升為伯爵並獲得領地，有一把傳承下來的「漆黑」之弓。在第一部以前的兩年前從過世的父親烏魯斯手上繼承爵位。而母親蒂亞娜是在王宮服務的園丁之女。
個性隨遇而安的樂天派，繼承爵位那天向村鎮代表面前表示「船到橋頭自然直」，即使被艾蓮俘虜、失憶以下當馬夫仍表現得輕鬆自在。在亞爾薩斯深得民心，雖然偶爾會以領主身分對他們下達強硬要求，但一直獲領民服從和追隨；當有難得機會經過亞爾薩斯時都會受其領民如英雄般歡迎。儘管沒有野心而不追求名利，但對於其領地同時也是故鄉的亞爾薩斯以及當地的人民們有著無比的重視和深厚的感情，成為了他被擄以後希望回到亞爾薩斯的動力，即使艾蓮邀請他成為她的部下也拒絕了。最初對於他而言，亞爾薩斯就已經足夠的大了，對於仕途升遷方面也完全不在意。但隨著時間發展，終於克服了父親和巴多蘭的擔心，目光已經拓展到亞爾薩斯以外的地方；而就算多度表示沒有想過成為王，卻被奧爾嘉認為擁有「王者的從容」；到了維克特王脫口說出請他成為國王時，更感覺到兩者之間的分量不可同日而語，這時沒有追求名利的野心以及對自己本來是邊境貴族的身分的自卑反而被視為是其弱點以後，開始試著去思考成為國王的事。
特技是睡覺，被許多女性覺得其熟睡的臉很可愛，睡著後就很難叫醒，但亦有察覺到任何危險的氣息就會驚醒的能力。
目前未知是運氣的好壞，也未知是否表面裝傻而骨子裡還挺精明的，總是會遇上男人夢中的「幸運色狼事件」。當中包括意外地抓住、貼近女性胸部，或是撞見女性戲水、入浴、更衣的事故（亦不乏是由女性主動的例子），甚至被要求自己幫助女性擦背和被女性摸到了下半身，因而要拼死抑制著自己某一部分身體的反應。傑拉爾亦認為他有著哄騙美女的才能及相當的女人緣，這遠比人望來得珍貴，在小劇場中甚至被傑拉爾稱作「王之後宮」。凡倫蒂娜認為他具有引導成為戰姬的女性表現出其原來面貌的能力。
自與艾蓮發生關係以後，又希望蒂塔等女性在身邊，開始對自己像沒有節操的花花公子感到苦惱。從蘇菲與米拉得知佛瑪的生平以後，開始試圖從吉斯塔特獲得認可。在說服蕾琪讓他成為兩國之王時，終於承認自己是個貪婪之人。
一開始並無當國王的意願，但其實最重大的原因是擔心自己「手握大權以後就會變成另一個人」。隨著接連立下無人能比的戰功、被一些人找自己討論或者自己找人訴說，並被表達支持或者提供意見、蕾琪女王的告白和請求、加上宰相玻德瓦判斷不管是在公開場和方面還是私人場和方面，堤格爾是當上國王的不二人選；經歷以上各種因素，也開始思考這方面的事情，包括自己想打造怎麽樣的一個國家。以後與尤金稍談中，認知到要登上王位，除了要繼承前人作法，還要加上自己的意志，讓他更踏實地決心成為國王。
弓術極為優秀，當中一部份可說是遠超正常範圍。自小時就經常拿著弓箭玩，而父親看到以後亦教他如何使用弓箭。從9歲時與父親及同行者陪同到12歲開始獨自外出打獵以後，便每天在亞爾薩斯開始進行狩獵，因而具有一雙視力過人的眼睛、從狩獵中鍛鍊出來的許多技術以及優秀的射箭技術。曾狩獵過的最大型獵物是孚日山脈的雪豹和大熊。自14歲起能夠將一般最大射程只有250阿爾昔（約250公尺）的弓準確無誤地射中300阿爾昔（約300公尺）以外的目標，在夜戰和混戰之中仍僅以一發殺敵，在地面奔馳的馬上射往二樓並穿過狹小的細縫再擊中手，以至同時射出好幾支箭射穿數名敵兵（他本人宣稱是靠練習的）。面對由堅硬橡樹製成的盾牌，也能以4箭完全射中同一點以將其貫穿。在與長弓部隊交戰時亦展示出與長弓部隊匹敵的實力；甚至將從超過300阿爾昔飛來的箭矢一箭擊落。在小說第14卷末，終於將弓射中400阿爾昔（約400公尺）之外的目標。為了將弓術的威力發揮到最大，除了經常保養弓箭，還具有能夠將敵人逼入絕境的一流戰術頭腦和優秀的內政技能。在小時候亦曾經利用地形獨自射殺過一頭約60至70切特的地龍。在拿起馮倫家的黑弓以後，現已能夠將黑弓進行完全的覺醒，得到超越龍技、可與戰姬匹敵的力量。被渥加諾伊認為若單純以弓術來說能列入歷代黑弓使用者前兩名。除了弓箭以外最擅長的武器就是弩，雖然因太機械性而不會在戰爭期間使用。必要時還會以撕下的衣服做出簡易型投石索並將石頭射出。相反的是除了弓箭以外的武器則是一竅不通，他的本領在重視騎士突擊戰術而蔑視弓箭的布琉努王國中一直不被承認更經常被人嘲笑；隨著他的戰功增加，敵視他的布琉努貴族的恨意更深。
除了弓術以外，亦具有敏捷而輕巧的身手。自小就經常瞞過父親的耳目溜出宅邸。能藉由樹叢裡的樹枝減緩衝擊力以協助降落至地面。亦單獨穿越被冰雪覆蓋而且沒有道路的山地到了塔特拉山堡壘附近。另雖然不擅長刀劍長槍，但卻有著徒手打倒流氓和企圖欺負他的馬夫的近身搏鬥實力。
據蒂爾·納·法所言，他與從她獲得黑弓的先祖很像。
在第一部初迪南特戰役之中敗走期間一度墜馬昏迷，醒來以後遭遇到艾蓮和她的護衛們。雖然他將對方的逃路封死之後企圖對艾蓮射擊，但仍然不敵艾利菲爾的力量以及艾蓮的劍術而失敗，被艾蓮抓為战俘。48天後，從巴多蘭得知泰納帝軍開始侵略並企圖燒毀亞爾薩斯一事以後，為了保護領民而向艾蓮借兵。在得到艾蓮幫助以下終於趕回亞爾薩斯，從蒂塔手中接回家傳黑弓以後，在莫爾塞姆平原成功擊退泰納帝軍並以黑弓的力量射殺薩安。之後為了從布琉努內亂中保護自己的領地而開始進行奮戰。
在小說第3卷開始成為「銀色流星軍」的總帥。先後戰勝了率領納瓦拉騎士團團長「黑騎士」羅蘭以及墨吉涅軍「赤鬍」克雷伊修而逐漸顯露頭角。在經過了奧爾梅亞會戰之後得到了「流星落者」（SeVrash）的稱號。在失去了巴多蘭以後亦在艾蓮協助以下很快從悲痛中重新振作並加強了要擊敗泰納帝公爵的決心，並在梅勒維爾草原決戰中以黑弓的力量射殺泰納帝公爵。因抵抗外敵入侵、平定了內亂和拯救了公主而洗脫了反叛罪並成為了救國英雄，並且被垂死的國王法隆賜予「月光騎士」（Lumière）的稱號。
布琉努內亂以後以客將的身分遣送至吉斯塔特並在萊德梅里茲暫住並在三年期限過後將俘虜契約一筆勾銷。期間除了為將來返回亞爾薩斯後能把領地治理得更完善而努力學習，亦為了熟悉萊德梅里茲的地理環境而前往山區並在狩獵的嗜好中度過一整天。隨著時間發展，與艾蓮產生了特殊的情愫。但由於這是不能公開的感情而且兩人都有各自的立場，不允許他們以感情為優先。
在第二部初遣送至萊德梅里茲半年後（小說第6卷），從艾蓮手中收到維克特王的請託信件並擔任密使前往亞斯瓦爾王國。在莎夏的安排協助下登上榮耀白海豚號時遇上持續旅行的奧爾嘉·塔姆。其後在與奧露嘉一同被卷入亞斯瓦爾內亂之中支持塔拉多，並且救出蘇菲，讓蘇菲與桂妮薇亞公主締結友好關係。
但回吉斯塔特時被托爾巴蘭操控海龍襲擊，在負傷以下以黑色箭矢射殺海龍，墜海後被水流沖入船身大洞而失蹤。雖然獲蒂爾·納·法所救並借其力量回到吉斯塔特，但其後失去黑弓和記憶以下，留落到萊格尼察公國的一條漁村中，只記得自己名為「烏魯斯」及一些零星的記憶。隨著時間發展，失去的記憶亦漸漸的恢復過來。其後被莉莎賞識而被招攬並成為她自行招攬的首名部下。以後以其隨從的身份一同前往阻止伊爾達並與萊德梅里茲軍會合時重遇艾蓮。艾蓮與莉莎為了提格爾的事而差點造成軍事内鬨，這時提格爾對莉莎提議解決糾紛。在軍事會議上指出敵軍用雪橇在山區快速行軍，最終順利逮捕敵軍逃亡的將軍。
回路伯修公國後升為見習騎士，以後排除薩布爾和塔爾納巴兩村居民的不滿並順便狩獵了山裡的熊而獲莉莎晉升為戰姬顧問。莉莎與其私下到一座芭芭·雅加的神殿時先後受到被不滿堤格爾的公宮騎士和芭芭·雅加的襲擊而墜落地底，以後還被雙頭龍襲擊。這時獲蒂爾·納·法相助並以暫時獲得的擬似黑弓射殺雙頭龍，並恢復了關於亞爾薩斯的記憶，但隨即被芭芭·雅加襲擊。雖然莉莎阻止，但被傳送至某森林並且先後被強盜們和達馬德襲擊。躲過後者的刺殺以後，與其達成暫時合作協議並回到公都。在公都先後遇上馬斯哈伯爵、蒂塔和莉姆並與達馬德分開後回到公宮，卻從那姆和拉扎爾得知莉莎企圖破壞芭芭·雅加的所有神殿以後，與馬斯哈伯爵和莉姆同加入尋找莉莎的行動。以後與芭芭·雅加打賭中只以其弓術得勝。但當企圖逃離時，卻與試圖保護他的艾蓮一同被黑蛇吞没。在絕體絕命之時再次獲得黑弓，射出黑色箭矢射殺黑蛇並在擊敗了芭芭·雅加的同時回復記憶。即將與莉莎分開以前向曾向其提供物資的她道謝，並承諾如有需要就馬上趕到其身邊。但不久收到卡薩柯夫伯爵入侵路伯修的消息後隨即加入支援。一連串事件以後終於可以回到萊德梅里茲。
在第三部初出席吉斯塔特王都舉行的太陽祭。第二天得知布琉努正遭受薩克斯坦舉兵進犯以後，表明返回布琉努對抗薩克斯坦，因而得到艾蓮與凡倫蒂娜支援。途經故鄉亞爾薩斯並追加六十兵力，以後先後到特裡托爾和南方並與馬斯哈伯爵以及布魯烈克伯爵和夏耶的布琉努軍會合，並且組成月光騎士軍。其後獲凡倫蒂娜協助攻陷山丘要塞並且射殺漢斯，然而不知道自己已被凡倫蒂娜陷害，更與蕾琪女王一同成為敵視他倆的布琉努貴族的抹殺目標。
在小說第12卷帶領月光騎士軍到王都尼斯謁見蕾琪女王。晚宴中與馬斯哈交談時一度想出偷走杜蘭達爾的目的。然後晚上隨即與葛斯伯、廬里克與艾蓮、莉姆抵抗布琉努叛亂貴族的襲擊，期間受到慕奴隆的襲擊（並察覺到其魔物氣息），葛斯伯和盧里克都被擊倒後在凡倫蒂娜的協助下擊退他；以後藉艾蓮的龍具之力與艾蓮先後突入謁見大廳救出蕾琪等人。第二天拜祭奧古斯特以後，與一眾月光騎士軍將領商討對付施密特軍的方案，以後與艾蓮說明他到王都任職的未來計劃。以後與雷翁哈特在布羅瓦爾平原一戰，因亞斯瓦爾軍在後方出現而停戰。隨後與升為公爵的塔拉多單獨會面，並說服他放棄與薩克斯坦聯手，迫使施密特軍從布琉努狼狽的撤退。
但回王都尼斯途中遇到葛雷亞斯特操控的科提亞爾軍與安迪卡軍襲擊而敗北，表面上在混戰之中下落不明，事實是為了搶救艾蓮而孤軍奮戰。可途中第二度被渥加諾伊襲擊，這時得米拉的協助下再度擊退他。得知墨吉涅軍第二度入侵以後加強了他救出艾蓮的決心，並且在葛雷亞斯特軍到了蒙圖爾一帶時與米拉一同搶救艾蓮。以後與葛斯伯以至月光騎士軍再度會合後，在蒙圖爾之役當中以反制策略擊敗葛雷亞斯特軍。
在小說第13卷末向艾蓮告白並且發生關係。以後回到王都尼斯隨即受蕾琪女王所令，討伐墨吉涅軍，奪回南部的領土。
在小說第14卷，墨吉涅軍第二度入侵的作戰會議上提出兵分兩路，分別由守備隊守住王都，和分隊繞路迂回到敵軍後方並突襲敵方本隊。離開王都前向蒂塔告白。首先率領兩萬分隊進攻賽維拉克要塞。以後掌握墨吉涅軍的補給線，並讓柯方前去南部港都們破壞船隻，同時北上返回王都。在王都攻防戰第40天及時趕回並從後突襲克雷伊修。但遲遲無法接近克雷伊修300阿爾昔的範圍時挑戰自己，將箭矢射向更遠的400阿爾昔（約400公尺），並於多輪射擊以後終於擊倒了克雷伊修。以後與王都守備隊、蘇菲的騎兵隊正式會合。
在小說第15卷慶功宴晚在庭園被蕾琪告白，並且被請求當上國王；最後因種種難處，承諾最晚在一年內給個答覆。隨後與艾蓮交流如何勝任一國之王的職責，開始研究自己要如何治理布琉努王國。以後為了調查與黑弓、蒂爾·納·法以及魔物的情報而與眾人造訪布琉努王宮書庫，以後亦與蒂塔到柳貝隆山頂的神殿書庫調查。晚上與蒂塔發生關係。以後身為使節團正使出發，前往吉斯塔特王都席雷吉亞。期間，先後在亞爾堤西姆受到多勒卡伐克與其操縱的地龍及火龍的襲擊；在萊格尼察公國與奧爾嘉重逢同時與菲尼莉雅會面時，因其嘲諷而有感厭惡並得知艾蓮與菲尼之間的關係。終於來到吉斯塔特王都席雷吉亞與莉莎重逢後謁見盧斯蘭王子。第二天得知維克特國王駕崩以後，以蕾琪的代理人身分出席喪禮；並決定讓使節團的士兵們先回去，自己與副使們留在王都。與米拉和奧爾嘉在城外鎮四處蹓躂打聽情報時，救下受了重傷的莉莎與逼退菲尼莉雅。以後制止了企圖向菲尼莉雅尋仇的艾蓮，並與眾人下了讓盧斯蘭王子和尤金伯爵重修舊好的結論；與盧斯蘭王子交談中，提出召開狩獵大會。以後與被軟禁的菲尼莉雅會面，詢問其襲擊莉莎的原因。
在小說第16卷狩獵大會中首先有所截獲，因王子遇刺未遂而離開狩獵場期間與尤金稍談，並且整頓為自己成為國王的事。不久探望恢複過來的盧斯蘭王子，沒想到離開時被凡倫蒂娜帶到其宅邸，以後拒絕與她「利益一致」或堅守中立。參與尤金的會議並得知墨吉涅軍入侵與多格修公爵、波爾斯伯爵舉兵叛亂後，代表布琉努王國支持盧斯蘭殿下與尤金伯爵。離開會議室後被米拉帶到無人庭園並且被她告白。為艾蓮等人送行後不久，收到嘉奴隆的恐嚇信，不得不前往路伯修東南方的劄岡。期間也發現天空一度變異。
在小說第17卷的旅程途中在大衛和蕾娜的村莊投宿，當晚卻隨即受到人類變成的魔物所襲擊，他不得不將包括大衛在內、由人類變成的魔物一一擊斃，第二天再度走上劄岡之路。直到數天後來到劄岡，並且在一座損毀的蒂爾·納·法神殿以內與嘉奴隆交戰，其後得從奧爾嘉起一眾戰姬的增援。但中了嘉奴隆戰前設下的陷阱而被其變成「魔之蒂爾·納·法」的容器。變成魔之蒂爾·納·法以後以瘴氣生成的箭矢與亂神的怪力失控地攻擊艾蓮等人，但期間本尊的意識仍試圖反抗；其後被米拉擊破左手黑弓，因而被嘉奴隆吞噬魔之蒂爾·納·法的剩餘力量，但也因而變回原狀。最後以自身「力量」加上各戰姬龍具與人之蒂爾·納·法之力生成的箭矢擊破瘴氣防護膜以後，再以留在地上的箭矢將嘉奴隆射殺。
在小說第18卷與剩餘的眾人駐足雷緒農時表明他與凡倫蒂娜開戰的決心，確定聯合軍隊為黑龍旗軍，並遙訪米拉並向她告白。第二天起程與葛斯伯、達馬德和納姆離隊潛入王都救出尤金。行動中負責潛入，並且在眾人被發現時與葛斯伯向帕耳圖逃出，抵達以後與尤金談起以前發生過的事。被尤金請求當上吉斯塔特的國王時一度感到震驚，在艾蓮協助以下很快冷靜下來，並且回到房裏向尤金宣誓「在不放棄布琉努的王位以下成爲吉斯塔特的國王」。來到尤金生前的領地利托米什爾並且參與其葬禮過後，正式發出其稱王布告。當蕾琪女王前來興師問罪時，說服她讓自己成為兩國之王並請求她出手協助。米拉亦抵達利托米什爾以後展開的會議中決定將姜蓓爾格定為與凡倫蒂娜軍決戰之地，並終於在第二次姜蓓爾格之戰得勝而且得到蘇菲的協助。以後收到了盧斯蘭的急使的傳話，獨自前往王都席雷吉亞並且受瓦雷利引導至盧斯蘭所在的離宮。從盧斯蘭得知凡倫蒂娜和米隆的死因，並告知他稱王的理由與以後的事後，得其托付吉斯塔特與其子瓦雷利。以後春季的太陽祭上以篡位者之身加冕為吉斯塔特國王，並且預定返回布琉努舉行和布琉努國王加冕典禮合辦的光輪祭。
在本編結束時，正式成為布琉努及吉斯塔特兩國之王。期間並不常待在王宮裏頭，而是經常外出跑行程。在莉姆的協助以下，吉斯塔特方面的治世亦總算浮現出安定的徵兆；可布琉努方面還要為解決許許多多的問題，因而定期往來布琉努和吉斯塔特兩國之間，可他反而對這樣的狀況樂此不疲。與艾蓮育有一子貝雀爾，最後與艾蓮、路尼耶和貝雀爾站站在位于亞爾薩斯中央一帶的一處丘陵上。
馮倫家的黑弓（Vorn Black Bow，聲：桑島法子）
堤格爾所偏好的武器，以漆黑、尖銳的弓柄而得名。與堤格爾優秀的箭術結合之下發揮出強大的力量。
艾蕾歐諾拉·維爾塔利亞（Eleonora Viltaria，聲：戶松遙）
本作的女主角。吉斯塔特的七戰姬之一。16歲（第一部）→17歲（第二部）→18歲（第三部），擁有一頭銀髮、寶石紅的瞳孔和巨乳，暱稱「艾蓮」。和堤格爾所管轄的亞爾薩斯相鄰的現任萊德梅里茲公國領主。在成為戰姬之前是傭兵團「白銀疾風」的僱傭兵之一，於第一部以前的兩年前從前任已故萊德梅里茲戰姬手上繼承戰姬職位。
擁有一把大劍型龍具，名為「銀閃」艾利菲爾，能操控風，別名「降魔之斬輝」。由於經常在戰場上衝鋒陷陣而得到了「銀閃的風姬」和「劍之舞姬」的別名。以「能打上一場值得驕傲的戰爭」作為行動準則，個性穩重好戰，亦具備著大膽明確的戰術指揮能力。即使不依靠艾利菲爾的力量也能夠將射向自己的弓箭擊飛，自身的武藝也很高超。有時更有單人突擊的傾向，但亦因而在葛雷亞斯軍突襲時被誘至反龍具鎖鏈的陷阱，在被孤立以下被俘虜。
除了具有卓越軍事能力以外，亦是一名出色的執政者。儘管她的統治政策不算是完美無缺，也曾經犯下錯誤或失敗，但她不會置之不理並且從失敗中記取教訓並糾正自己的錯誤，希望能做得更好。
能夠在無意之中通過語言擺弄著身邊的人。與副官莉姆是在傭兵時期的好友。曾經因為莉姆被七鎖的刺客襲擊中了蛇毒而分心，因而被米拉批評「臣子受了傷就慌成這樣，妳不配當戰姬。」在戰姬方面與蘇菲、莎夏關係良好。但認為吉斯塔特國王維克特過分謹慎而有所蔑視，一開始亦與米拉、莉莎關係不佳。每次和米拉相見都會引起吵架，還被其他人形容為「狼與狐狸的感情都比她們還好」。而對於莉莎更是差劣到極點。
雖然身上散發出壓倒人的氣勢，但其實有許多平凡女孩的一面。在傭兵時期曾在城鎮或村子裡成長。非常討厭無聊，有時會打扮為普通少女在街上閒逛，弱點是黑色昆蟲。
在迪南特戰役時為吉斯塔特五千兵力的指揮官。在戰役之中將分為兩組，只帶著少量士兵繞到敵人後方，先後夜襲後衛及從前方發動攻擊，並取得壓倒性勝利。之後，對想要取下自己性命的堤格爾的弓術一見鍾情而把他抓為俘虜，希望他成為她的部下。
由於布琉努的內亂導致泰納帝軍開始侵略亞爾薩斯，為了防止經過亞爾薩斯而波及萊德梅里茲作為藉口同意了堤格爾的借兵並且幫助他。事實上，她一開始的目標其實只有孚日山脈，試圖利用介入布琉努內亂擊敗泰納帝並從布琉努取得的財富光明正大地整頓孚日山脈山道，以開拓連接亞爾薩斯和萊德梅里茲的山道。同時亦他評價為一個「可愛的人」同時在她內心裡有著更為深厚的感情。
在堤格爾遣送至萊德梅里茲半年後，收到國王發出的請託信件並通知堤格爾擔任前往亞斯瓦爾王國的密使，並且指示莉姆協助他以及在他將離開公宮時秘密送行。但在約一個月後，從莎夏的親筆信中得知堤格爾落海失踪以後受到重大打擊而變得頹喪。其後收到來自莎夏的侍從寄來的信以後，接受莉姆的提議趕去利普諾，陪著莎夏走完人生的最後一程。
以後的冬季受王令指示保護尤金，與莉莎的軍隊會合時與失憶的堤格爾再遇。為了奪回自己重要的事物而不惜將劍尖再度指向莉莎，但被堤格爾制止以後，由於無奈地無令人信服「烏魯斯」是堤格爾的證據而唯有暫時收手。之後向尤金說明情況同時借來騎兵，並在增援莉莎時擊敗了伊爾達。
回萊德梅里茲後向莉姆、蒂塔和從布琉努趕來的馬斯哈說明堤格爾仍活着。當收到莉姆等人寄來的證實信以後起程前往路伯修，並在堤格爾等人與芭芭·雅加交戰時趕來支援，擊敗泥土人並與隨即出現的旺賈諾伊交戰。但當堤格爾企圖逃離黑蛇的追擊時，卻為了保護他而一同被黑蛇吞没。在蛇腹內快要昏迷前感嘆自己當戰姬的格不足。最後獲重獲黑弓的堤格爾所救。
堤格爾回復記憶以後，終於得以把堤格爾帶回萊德梅里茲。在這以前還協助莉莎擊敗波爾斯軍並將卡薩柯夫伯爵斬殺。
在吉斯塔特王都舉行太陽祭時帶著堤格爾、副官莉姆以及蒂塔出席。第二天得知布琉努正遭受薩克斯坦舉兵進犯以後，受維克特指名支援堤格爾。回萊德梅里茲以後率兵支援布琉努。得勝以後亦有參與凱旋儀式。以後籍遊庭園賞花揪出跟蹤著自己的賽沛特男爵，並發現跟蹤自己的另一人是凡倫蒂娜。然後晚上布琉努叛亂貴族組織襲擊時，在蕾琪女王的寢室與堤格爾等人會合，與堤格爾先後突入謁見大廳救出蕾琪等人。
以後的布羅瓦爾平原一戰中，幾乎殺到雷翁哈特眼前，因亞斯瓦爾軍在後方出現而撤退。但回王都尼斯途中遇到葛雷亞斯特操控的科提亞爾軍與安迪卡軍襲擊而敗北，表面上在混戰之中下落不明，事實是被塗有麻痹毒性的刀刃擊中。在被凱倫俘虜時受到長時間非禮，忍受達十天後獲堤格爾和米拉所救。以後在蒙圖爾之役當中擊敗葛雷亞斯特軍，一洗被俘時蒙羞之恥。但葛雷亞斯特死後仍無法脫離被其非禮而在精神上的痛苦，這時接受接受堤格爾的告白並發生關係。
在對抗墨吉涅軍第二度入侵的作戰會議上，受堤格爾所命作為分隊領軍。在賽維拉克之役中將阿布夏爾斬殺。在王都攻防戰第40天時為堤格爾開路，期間擊倒包括達馬德所內眾多墨吉涅兵，並且見證堤格爾將箭矢射向400阿爾昔的克雷伊修。
在與使節團同行而經過盧堤迪亞的核心都市亞爾堤西姆時受到地龍與火龍的襲擊時擊殺地龍，隨後也協助堤格爾擊斃多勒卡伐克。
得知菲尼莉雅成為萊格尼察公國的戰姬後感到在意，直到在公宮看到本人並受其嘲諷時直接將不滿情緒發洩了出來。
堤格爾來到吉斯塔特王都席雷吉亞的第二天，登門造訪堤格爾的使節團的宿舍，告知他倆國王駕崩的消息。以後造訪王宮時拜訪尤金並得知菲尼的動向。
因莉莎受重傷而照料她時，得知菲尼莉雅的戰鬥方式以及正式相認為在鄉下貧寒農村裡救下她的年幼傭兵。當前去尋找菲尼莉雅時被堤格爾制止。
在狩獵大會中陪在尤金和盧斯蘭王子的身邊並充當兩人的護衛。
得知凡倫蒂娜脫離軟禁以後，在參與尤金的會議中得知菲尼莉雅亦已逃跑，受尤金所命對付後者。以後回萊德梅裏茲的公宮率兵進攻萊格尼察，並且在布洛斯洛地區與菲尼莉雅交戰。期間被菲尼莉雅擊傷，一度擊倒時回想起莎夏和韋沙隆以後，做出覺悟並翻轉戰局，最終擊敗了菲尼莉雅。菲尼莉雅自盡後，呼籲萊格尼察軍投降。療傷期間問莉姆是否喜歡堤格爾，以及向莉莎道謝。第二天得知奧爾嘉前來會合時，發現天空一度變成異常的紫色。
前往王都期間從莉姆得知她所做的夢後，與她、莉莎及奧爾嘉一同前往劄岡並與米拉、蘇菲與蒂塔等人會合。抵達劄岡後，隨奧爾嘉以後找到堤格爾以及與其交戰的嘉奴隆。因堤格爾被嘉奴隆變成魔之蒂爾·納·法而不得不與其交戰，期間率先發現堤格爾的意識仍試圖反抗魔之蒂爾·納·法；堤格爾變回原狀後轉而對付變成巨人的嘉奴隆與其生成的無數魔物，莉姆也變成戰姬後代表萊德梅裏茲向嘉奴隆宣戰，並在眾戰姬合力的多度攻勢中擊破其握持杜蘭達爾的右手。嘉奴隆被擊斃以後，最先發現艾利菲爾失去力量。
回萊德梅裏茲軍以後，與剩餘的眾人駐足雷緒農，並且與奧爾米茲軍、路伯修軍組成黑龍旗軍。在巴休平原之役迎擊蠻族時，追加裝甲、配備無鍔短劍兩柄、大型短劍與長劍應戰；以前更正式向率領的萊德梅裏茲軍宣告艾利菲爾使用不能的事實。戰鬥中毫不猶豫地扔棄斷劍、接過士兵長槍或長劍繼續作戰。得知愛荻萊妲舉兵反叛的消息而推測出目標是帕耳圖以後，接受莉莎的兵分兩路提議，並與莉姆兩人先行趕往帕耳圖。以後也被葛斯伯帶到澤蔔傑見瀕死的恩師最後一面。在利托米什爾並且參與尤金葬禮過後，向帕耳圖周遭諸侯發出有著萊德梅裏茲的印記的信。在第一次姜蓓爾格之戰當中遇上凡倫蒂娜時，無力制止眾多萊德梅裏茲士兵送命，更一度被奧斯特羅德士兵追擊，這時得堤格爾所救。第二戰時仍然站在最前方，並且堅持到波利西亞軍的到來。以後出席春季的太陽祭並且見證堤格爾成王以後的宣言。
在本編結束時（三年間），與堤格爾育有一子貝雀爾。（推斷在堤格爾成兩國之王近一年間懷上的）即使如此仍未懈怠鍛煉，其劍技進步到更高的層次，並一如以往那般站在戰場最前方奮戰。最後與堤格爾、路尼耶和貝雀爾站站在位于亞爾薩斯中央一帶的一處丘陵上。
蒂塔（Teita，聲：上坂堇）
堤格爾的侍女。15歲（第一部）→16歲（第二部）→17歲（第三部），比堤格爾小一歲。
特徵是以緞帶綁成雙馬尾的栗色頭髮、一張娃娃臉、嬌小的身軀和與同齡女孩無異的身材。個性很有活力，對於堤格爾而言是有如妹妹般存在的青梅竹馬。內心堅強，即使在泰納爾迪耶軍襲來的時候也不離開領主宅邸。
原為一名巫女的女兒，自身也是為了要成為巫女而進行修行，但對在神殿學習閱讀寫字或是詠唱獻給神明的讚歌沒大興趣。相對地很喜歡去在領主宅邸中工作的伯母那裡，以此為契機和堤格爾關係變得很親密。在11歲的時候因向母親表達想要成為女僕的願望而被母親反對，結果由堤格爾幫她說話而實現了她的夢想。最後她答應修習巫女的所有必備學問、禮儀和祈禱咒術，還有為保持巫女的聖潔而必須每十天去神殿祈禱這兩個條件，在這個前提下成為了侍女。以後長期在堤格爾的宅邸中工作的女僕只有她一個人，一手負責著照顧堤格爾的工作，而且一直無微不至的照顧著他。
雖然現身為堤格爾的女僕，但其本身巫女的背景，卻令她從第一部起成為人之蒂爾·納·法的附身對象。
雖然喜歡堤格爾，但因為身份的不同而自覺地將自己的感情停留在作為一名女僕來盡全力侍奉的程度。直到得知堤格爾被擄後才為贖回堤格爾而努力，並在堅信堤格爾一定會回來以下拒絕避難。在艾蓮出現以後也開始變得不安起來。
之後即使堤格爾決定投身於更大的戰鬥之中而建議她先去馬斯哈那裡避難，也下定決心要一直跟隨在他的身邊。在堤格爾受傷後亦是由她照料着他。亦很受士兵們歡迎。在奧爾梅亞會戰以後全權負責照顧蕾琪的工作，並且在談論堤格爾的過程中成為朋友。
布琉努王國內亂以後，跟隨著堤格爾到萊德梅里茲公宮工作。當堤格爾準備擔任密使前往亞斯瓦爾王國以前亦向她告知，並希望她協助掩飾行蹤。但得知堤格爾落海失踪以後，悲痛得要莉姆安慰並讓她暫時退下了。
直到艾蓮回到萊德梅里茲而馬斯哈也來到萊德梅里茲後才從艾蓮得知堤格爾仍活著並以「烏魯斯」之姿身在路伯修，並接受艾蓮的提議，與羅達特伯爵和莉姆前往路伯修以確認「烏魯斯」是否堤格爾。期間於一座廢棄神殿為堤格爾祈禱時，再被人之蒂爾·納·法附身。直到路伯修公都才遇上剛好到來但已失憶的堤格爾。一連串事件以後終於可與堤格爾回到萊德梅里茲。
在吉斯塔特王都舉行太陽祭時亦有出席。太陽祭第二天得知布琉努正遭受薩克斯坦舉兵進犯以後，與堤格爾一起回國。
布琉努首度擊退薩克斯坦的凱旋儀式當晚，布琉努叛亂貴族襲擊時逃進地道避難，中途以直覺判斷走通往王宮外頭的右邊通道會很危險，眾人逃往通往谒見大廳的左邊通道，沒想到還是被梅莉桑德帶領的叛亂貴族組織攔截，因堤格爾與艾蓮先後突入謁見大廳而得救。
即使月光騎士軍被葛雷亞斯特軍襲擊敗北而堤格爾表面「失蹤」、實質單獨行動，仍為莉姆製作熊布偶安慰、並接受她相互安慰。
於小說第14卷分隊離開王都前接受堤格爾的告白，並於第15卷發生關係。這時卻再被人之蒂爾·納·法附身。
以後跟隨堤格爾的使節團從布琉努王都尼斯到吉斯塔特王都席雷吉亞，並且與蘇菲在席雷吉亞的宅邸的侍者們工作。直到堤格爾突然離開王宮而不知、又無從追查去向以後，向蒂爾·納·法尋求神谕；在城門全敞開而離開王都、朝著西北方前進的途中受強盜集團襲擊，因米拉屬下偵察的士兵前來而得救。以後一同去劄岡尋找堤格爾時與艾蓮、莉莎及奧爾嘉等人會合。
抵達劄岡之後分頭行動，並隨奧爾嘉以後找到堤格爾以及與其交戰的嘉奴隆。在照顧變回型而昏迷的堤格爾時向人之蒂爾·納·法祈禱，並再被其附身。隨著嘉奴隆被擊斃，人之蒂爾·納·法亦解除了對她的附身。
在姜蓓爾格之戰當中在士兵的護衛以下在離戰場有段距離的位置觀戰。以後春季的太陽祭以上協助堤格爾穿上王服。
在本編結束時（三年間），成為蕾琪王妃的隨身侍女，並且長高至與米拉相仿。雖然也曾提議過拔擢爲侍女長，但被本人拒絕。最後是蕾琪出面，以邀她作爲自己侍女的方式，讓她能留在王宮之中。預定一年以後，就能前往吉斯塔特王宮。
莉姆亞莉夏（Limalisha，聲：井口裕香）
艾蓮的副官，暱稱「莉姆」。19歲（第一部）→將滿20歲（第二部）→21歲（第三部），比艾蓮大三歲。在艾蓮成為戰姬以前的僱傭兵時期就已經與她是好友，在13至17歲期間都在當傭兵，在政務和戰術方面都具備相當淵博的知識。
個性冷淡，總是維持冷冰冰的表情，對所有事情都要求嚴格，經常為自己的主子感到頭痛。令人意外的有喜歡收集可愛的熊玩偶的一面，會對自己的熊玩偶一一取上名字並充分溺愛著它們，亦不容許其他人碰她的熊玩偶。不過亦曾把熊玩偶作為護身符送給堤格爾。
被艾蓮認為沒有男人緣，並請求堤格爾需要時幫艾蓮照顧她。
在迪南特戰役之中為坐騎被堤格爾射中的兩人之一，以及將被擄的堤格爾拉上另一頭馬的騎士。
最初對於艾蓮把堤格爾抓為俘虜這一件事很不滿，對待他很苛刻，甚至向艾倫進言要將他殺掉。直到在看到擊退泰納帝軍時的英勇奮戰以及被刺客襲擊後被堤格爾所救，對他開始改變了看法。期間亦逐漸對堤格爾持有著濃厚的興趣，儘管她自己則是解釋說那只是「為了她的主人」而已。但從艾蓮親口得知堤格爾與她的關係，並且被其問及試著交往的對象時，卻最先想到堤格爾。
在艾蓮要暫時從銀色流星軍離隊時，亦跟隨她回吉斯塔特。然後亦與艾蓮趕回並與堤格爾重逢，並要他說明琉德米拉出現的原因。
在戰術模擬課程中曾經教導堤格爾關於焚村的基本知識，成為了堤格爾首度於戰爭中發動焚村作戰的關鍵。
在堤格爾擔任前往亞斯瓦爾王國的密使時，給予他旅行時的行李與所需要的物資。但從莎夏的親筆信中得知堤格爾落海失踪以後也受到了相當大的打擊。但是為了艾蓮而保持冷靜並為陷入頹喪狀態的艾蓮作敷衍的掩飾，另一方面亦仍相信堤格爾還活在世上。其後又收到來自莎夏的侍從寄來的信以後，代替艾蓮到南方去處理警戒工作。
艾蓮阻止比多格修並回到萊德梅里茲後最先從艾蓮得知堤格爾仍活著並以「烏魯斯」之姿身在路伯修，並接受艾蓮的提議，與蒂塔和羅達特伯爵前往路伯修以確認「烏魯斯」是否堤格爾。來到路伯修公都後遇上剛好也來到公都但失憶的堤格爾。來到路伯修公宮不久堤格爾又為了尋找莉莎而出發時亦以士兵的身分與其同行。堤格爾等人發現莉莎以後，以精神鞭笞穩定路伯修士兵士氣並與芭芭·雅加的泥土人軍隊交戰，但連所使用的劍也損毀，因趕來的艾蓮而得以保命。一連串事件以後終於可與堤格爾回到萊德梅里茲。
在吉斯塔特王都舉行太陽祭時亦有出席。支援布琉努的作戰得勝以後亦有參與凱旋儀式。然後晚上布琉努叛亂貴族組織襲擊時，在蕾琪女王的寢室與堤格爾等人會合。第二天與一眾月光騎士軍將領商討對付施密特軍的方案。在亞斯瓦爾軍在月光騎士軍後方出現後，擔任使者與亞斯瓦爾軍交涉。
但回王都尼斯途中遇到葛雷亞斯特操控的科提亞爾軍與安迪卡軍襲擊敗北而主君艾蓮被虜以後，作為萊德梅裏茲軍代理總指揮官。
在對抗墨吉涅軍的作戰會議上，受堤格爾所命作為守住王都的守備隊。在王都堅守至40天，終於等到堤格爾的分隊歸來。
曾詢問艾蓮和堤格爾之間發生的事，並在得知以後要求米拉和蘇菲不要過度戲弄堤格爾，卻因被蘇菲反問堤格爾向她告白而不知所措。
在萊格尼察公國公宮看到成為戰姬的菲尼莉雅後露出了錯愕的神情。
戰姬內鬥事件後，與堤格爾一同會面被軟禁的菲尼莉雅。
在狩獵大會中與艾蓮陪在尤金的身邊。
得知凡倫蒂娜脫離軟禁以後，一路跟隨艾蓮回萊德梅里茲直到布洛斯洛之役。可在交戰以前吩咐盧裏克指揮軍隊，自己介入艾蓮與菲尼莉雅的戰鬥。期間擊飛菲尼莉雅右手的紅色短劍後為防她奪回而抓住它，但亦因而被其火焰燒傷；隨著紅色短劍回歸菲尼莉雅而停止灼燒，她倒地並失去了意識。醒來以後被艾蓮問到喜歡堤格爾。朝著王都行軍期間燒傷正在愈合，並在做夢中看到莎夏和菲尼莉雅和聽到「去劄岡」的聲音，並在告知艾蓮等戰姬們後與她倆同行與米拉、蘇菲與蒂塔等人會合。
抵達劄岡之後分頭行動，並隨奧爾嘉以後找到堤格爾以及與其交戰的嘉奴隆。以後為了保護變回原狀的堤格爾和蒂塔而與無數魔物交戰，但期間所使用的劍也損毀。在絕望中希望得到能與艾蓮一同奮戰的力量時，短暫地得到「煌炎」巴爾格雷，並且瞬間消滅大量魔物。代表萊格尼察向嘉奴隆宣戰以後也藉其力量對付變成巨人的嘉奴隆。嘉奴隆被擊斃以後，巴爾格雷自行離去，不知所蹤。這時被艾蓮提議離開萊德梅裏茲，到其他地方發展。
回萊德梅裏茲軍以後，與剩餘的眾人駐足雷緒農。在巴休平原之役中仍擔任艾蓮的分隊指揮，並且將分派給她的六百騎兵分為一百誘餌與五百本隊。在艾蓮首度後退時，從拔茲拉夫西北方突襲並將其擊殺。得知愛荻萊妲舉兵反叛的消息而推測出目標是帕耳圖以後，接受莉莎的兵分兩路提議，並與艾蓮兩人先行趕往帕耳圖。以後也被葛斯伯帶到澤蔔傑見瀕死的恩師最後一面。返回利托米什爾時唯一並無參與其葬禮而埋首於編制軍隊，這時堤格爾前來並且接受尤金之事的詢問。在第二次姜蓓爾格之戰時一度偽裝為波利西亞援軍。在太陽祭結束以後，卸下艾蓮副官的身分，並且隨侍在堤格爾左右。
在本編結束時（三年間），以宮廷顧問官的身分待在吉斯塔特王宮，身穿吉斯塔特王國的武官制服，並不再綁發辮。這時除下私下以外，判斷為是公務中時會稱堤格爾為陛下。進了王宮約一個月以後，就與堤格爾發生關係。三個月前，婉拒了再來的巴爾格雷。最後親自造訪王都尼斯。
琉德米拉·露利葉（Ludmilla Lurie，聲：伊瀨茉莉也）
吉斯塔特的七戰姬之一。16歲（第一部）→17歲（第二部）→18歲（第三部），有著藍色齊肩短髮的嬌小少女，暱稱「米拉」。身上套著和髮色相同的藍色綢衣。露利葉家的曾祖母四代都是戰姬，負責管轄著在萊德梅里茲南部、墨吉涅王國北部的奧爾米茲公國。在第一部以前的兩年前從母親手上繼承戰姬職位。
擁有一把短槍型龍具，名為「凍漣」拉斐亞斯，能操控冰霜，別名為「破邪的穿角」。因此她持有「凍漣的雪姬」和「槍之舞姬」的別名。在戰姬當中特別擅長防守戰。此外也會使用弓箭，雖然只在狩獵時使用。第三部起戰鬥時追加白銀護胸，在白裙下襬鑲上補強的金屬片並且穿上鐵靴。
十分認真聰明，並且以自己是戰姬而引以為豪。無論是作為執政者還是軍隊的指揮者都擁有著不俗的實力，但是由於自身有些高傲，也有著蔑視地位低下的人的傾向。實際上她的內心善良且待人真誠。在與堤格爾相識並喜歡上他後，不時能窺見溫柔和撒嬌的情緒。她也對自己的變化有所察覺，並暗自對此感到歡迎。
儘管戰姬的地位並非世襲的，露利葉家卻是極其罕見地能夠一直繼承戰姬地位的家族，因此她也接受了相應的培養教育並最終於14歲成為了戰姬，家族的榮耀使她平時態度高傲，對戰姬的身份拉不下臉。這導致她認為鄉下出身的艾蓮沒有品味、禮儀和貴族風範而心生厭惡，初期對爵位為伯爵的堤格爾亦帶有一絲輕蔑；而艾蓮亦因米拉以家世來炫耀以及高傲自負的態度，認為她是沒見過世面的大小姐而討厭著她。
另一方面，米拉的父親是在公宮任職的文官。在其母親因病過世之後，顧慮到自己的立場可能會為米拉帶來的負面影響，因而離開公宮並在城外鎮開設旅館。
與當時剛成為戰姬而不熟悉宮廷禮儀的艾蓮見面時曾大打出手，兩人可說是水火不容。由於身高比艾蓮矮了一個頭，身材也比艾蓮稍遜，因此經常被艾蓮所嘲諷，而她本人亦相當在意。由於領土靠得太近同時彼此心中都懷有強烈的競爭意識，格外在意對方的一舉一動。直到目前仍與艾蓮關係不佳，每當兩人見面都會大吵一番。隨著堤格爾的出現，兩方不合的關系有所軟化。
過去與莉莎鮮少有機會說話，在太陽祭上藉機從堤格爾開始打開話題，感覺到在某方面的思考模式相當接近，並且成為相互鬥嘴的摯友。
喜歡的東西是添加了自製果醬的紅茶，興趣則是親自泡茶給自己喝。堤格爾也表示其紅茶很好喝。通常把紅茶跟果醬罐掛在腰間，只在王都時不帶在身上。
家裡代代都和泰納帝公爵家有著持續了80年的聯繫，因此被拜託援助他討伐堤格爾。雖然事實上她不喜歡泰納帝公爵，甚至可以說是很討厭他。
從王都起為了與堤格爾會面而來到萊德梅里茲並在艾蓮與堤格爾、莉姆重逢期間突然出現，並對於現在的泰納帝公爵把奧爾米茲製造的各款裝備轉交給盜賊們使用一事感到怒不可遏，但這時把這份情感壓制了下去。
回到奧爾米茲以後按照與泰納帝公爵談好的計劃攻打萊德梅里茲，並以原定計劃在布羅科內平原短暫交鋒後退守塔特洛山堡壘，於堡壘堅守數日令堤格爾等人陷於苦戰。期間某天狩獵時遇上為偵察而偽裝為獵人並使用假名的堤格爾，其後發現時直接將不滿情緒發洩了出來。但亦因為這件事以及在與艾蓮單騎決鬥中從七鎖的最後一名刺客手中救下自己而對他有所中意，於是答應對於布琉努內亂保持中立立場，並故意的告知堤格爾厭倦了艾蓮時就隨時過來。
在墨吉涅對布琉努進行侵略之時，為了了解艾蓮等人如何突破堡壘城門而率兵救援銀色流星軍，並以告知她關於黑弓的事情為條件從而成為合作關係。在奧爾梅亞會戰中與堤格爾一起擊退克雷伊修。對於一起在嚴酷的戰鬥中拼搏過來的堤格爾產生了明確好感，以後亦擊破向兩人襲來的旺賈諾伊，兩人便開始互相稱呼對方的暱稱。
當艾蓮和莉姆歸隊以後充當監視者的角色直到布琉努內亂結束。
在堤格爾遣送至萊德梅里茲的半年來曾三度造訪公宮並試圖拉攏堤格爾。亦曾經教導堤格爾關於攻城的基本知識，成為了堤格爾攻下路克斯堡壘的關鍵。但在萊德梅裏茲使者轉交堤格爾的土產時得知堤格爾落海失踪以後，也因而不禁其悲傷。
在吉斯塔特王都舉行太陽祭時亦有出席，堤格爾前來問候時抱怨紅茶並非親自送來，可其實很高興能夠再度會面。太陽祭第二天受維克特王指名針對墨吉涅的可疑動向展開戒備。回到公宮並且收到福德尼要塞對於墨吉涅五千大軍的行動後，親自率兵抵達要塞。
撐過了墨吉涅精銳部隊的猛攻以後才察覺到墨吉涅的意圖，但受命令所限而待命；這時從龍具得知布琉努出現魔物以後，轉以戰姬的身份橫跨大半個布琉努，並因而救下堤格爾及再度協助他擊破旺賈諾伊。以後協助堤格爾搶救艾蓮，並順勢成為月光騎士軍的客將。
最先發現堤格爾與艾蓮發生關係，但並無即時告發。可也導致她與堤格爾與艾蓮的私下關系僵化，以及避免談論兩人的傾向；對兩人有著羨慕與嫉妒的複雜感情的同時，亦對自己產生自我厭惡。直到後來才向蘇菲告知這事時，卻被她表示可先于她向堤格爾告白。
在對抗墨吉涅軍第二度入侵的作戰會議上，受堤格爾所命作為守住王都的守備隊。在壕溝被突破以後，負隅頑抗當中擊退爬上城牆的敵兵以及弄塌敵方挖至城門下方的地道。堅守至40天，終於等到堤格爾的分隊歸來。
在王宮書庫中調查資料時，從一本關于妖精的書本中偶然地發現旺賈諾伊（異形魔物）顛覆世界的目的。
在與使節團同行而經過盧堤迪亞的核心都市亞爾堤西姆時受到地龍、火龍的襲擊時擊殺火龍，隨後也協助堤格爾擊斃多勒卡伐克。
國王駕崩後在城外鎮四處蹓躂打聽情報。以後也協助堤格爾救下受了重傷的莉莎。
得知凡倫蒂娜脫離軟禁以後，第二天在會議中得知墨吉涅軍入侵吉斯塔特，並受尤金所命擊退敵軍。離開會議室後將堤格爾帶到無人庭園並且向他告白，而與蘇菲商討敵軍的對策後也告知她自己向堤格爾告白的事。回奧爾米茲公國後率兵並在齊敘巴達迎擊哈基姆。
可惜與蘇菲一同領軍前往王都後才發現凡倫蒂娜己搶先奪下王都，在這期亦發現天空一度變成異常的紫色。並得知尤金被打入大牢、米隆當上了代理統治者，以及堤格爾不在王都後，率領軍隊向西方前進以與艾蓮會合。期間屬下偵察的士兵從強盜集團手中救下蒂塔、葛斯伯與傑拉爾，並得知蒂塔方面的消息後一同去劄岡尋找堤格爾時與艾蓮、莉莎及奧爾嘉等人會合。抵抵達劄岡後，隨奧爾嘉以後找到堤格爾以及與其交戰的嘉奴隆。因堤格爾被嘉奴隆變成魔之蒂爾·納·法而不得不與其交戰，期間被其擊破護胸，但隨後以全力一擊擊中其左手。堤格爾變回原狀後轉而對付變成巨人的嘉奴隆與其生成的無數魔物，莉姆也變成戰姬後代表奧爾米茲向嘉奴隆宣戰。
回奧爾米茲軍以後，與剩餘的眾人駐足雷緒農。堤格爾潛入王都而離隊以前接受他的告白。在巴休平原之役迎擊蠻族。得知愛荻萊妲舉兵反叛的消息而推測出目標是帕耳圖以後，接受莉莎的兵分兩路提議，並隨艾蓮和莉姆以後前往帕耳圖。期間派出的偵察隊發現凡倫蒂娜軍。在二次姜蓓爾格之戰當中都率領奧爾米茲軍，並且堅持到波利西亞軍的到來。以後亦有出席春季的太陽祭。
在專屬特典當中，在本編結束前的三年間，在奧爾裏茲公國宮殿的私人房間與前來的堤格爾發生關係。
蘇菲亞·歐貝達斯（Sophia Obertas，聲：茅野愛衣）
吉斯塔特的七戰姬之一。20歲（第一部）→21歲（第二部）→22歲（第三部，遇襲後救活），卻已經是在戰姬中年齡排行第三的前輩。擁有一頭呈現柔和波浪狀的淡金色秀髮和綠寶石色的瞳孔的美女，暱稱「蘇菲」。負責管轄著波利西亞公國。
擁有一把造型相當奇特的錫杖型龍具，名為「光華」薩德，能操控光，別名「退魔的祓甲」。因此她持有「光華的耀姬」的別名。而由於擁有的龍具看起來更像是神器或祭祀道具等物品而非具有攻擊性的武器，因此很難以繳械為由將它沒收，亦使她適合以使者身分走訪外國。就算不得不在人們面前發動龍技，也可宣稱那是咒術。必要時龍具甚至會呼應她的意志，橫越空間回到她身邊。
與艾蓮、米拉、莎夏關係良好。尤其將艾蓮視為相當重要的朋友。主要原因是蘇菲特別喜歡路尼耶而頻繁拜訪萊德梅里茲，對龍族的熱愛程度亦讓艾蓮也不禁瞠目結舌。在莎夏發病以後，艾蓮和米拉兩人吵架時主要是她替兩人進行裁決，必要時更會毫不客氣地以錫杖向兩人的頭敲下去。另外由於年齡的關係，蘇菲和莎夏之間的友情和艾蓮的形式有點不大一樣，但同艾蓮一樣因莎夏的離世而悲痛。
有好奇心旺盛的一面，對任何事物都很有興趣，雖然很少以話語表達出來。與從艾蓮口中得知幫助堤格爾的原因只因為「他挺可愛」而與他首度會面以後也開始對他感興趣。另外也有喜歡捉弄人的一面，以前堤格爾曾經被她從身後遮住眼睛問他是誰，要勸她別開玩笑大概很困難。
儘管從外表看來是很難想像的，但其實很善於收集信息。曾接受艾蓮的委托以調查其他戰姬或權貴的情報以及泰納帝陣營會調教龍的人的來歷。在莉莎的貴族父親的貪污事件中負責調查此事，數日內便看穿羅吉翁即為主謀並掌握了證據。另外亦擅長武術，在以使者的身分拜訪布琉努王國時，將原來襲擊馬斯哈、然後攻擊目標改為她的刺客們以鍚杖一擊打飛。但相較於艾蓮或琉德米拉，她的持久力卻明顯不足。
由於較其他戰姬經常造訪王都與收到出使他國的任務，不但在王都擁有自己的宅邸，還經常會利用指令書交給其部下發號施令。
艾蓮晉見維克特以後不久，由於布琉努王國並無傳來消息而國王維克特亦等得不耐煩，而命令她以國王使者的身分到布琉努王國拜訪。在拜訪布琉努王國完畢以後，出手救下受到刺客襲擊的馬斯哈後，與堤格爾等人會面並通知他們堤格爾已經犯下反叛罪。其後亦與艾蓮等人聯手對抗羅蘭。
回到吉斯塔特不久又被國王下令擔任特使以召回艾蓮，在布琉努國王法隆垂死時協助他完成布琉努與吉斯塔特之間的協議。
布琉努內亂結束的半年後，以官方派遣的使者身分前往亞斯瓦爾島與艾略特訪問，但中了他的陷阱而被艾略特囚禁。後來艾略特軍敗退時反抗墨吉涅士兵而受傷，最終獲堤格爾所救。這份感激之情因而開始轉變為戀情，之後開始稱呼堤格爾的暱稱。
回波利西亞公國以後調查關於魔物的資料期間意外發現關於「魔彈之王」的資料。
在吉斯塔特王都舉行太陽祭時亦有出席，堤格爾前來房間問候時已確定對他的好感，並毫不猶豫的將他緊緊摟在懷裡。晚上與堤格爾、一眾戰姬提出關於對抗魔物的事。太陽祭第二天受維克特王指名針對墨吉涅的可疑動向展開戒備。
在墨吉涅軍第二度入侵時，收到米拉離奧爾米茲的信件請求以後，率領騎兵隊增援。並在阿尼亞斯攔截試圖抵達克雷伊修的墨吉涅騎兵隊時，發現重要訊息以後帶兵前往布琉努。並且在王都尼斯堅守至40天的最後，月光騎士軍試圖離開戰場時，將試圖攔截他們的墨吉涅兵擋下。
感覺到堤格爾和艾蓮之間的距離更近後，從米拉得知堤格爾與艾蓮發生關係。
在布琉努王宮調查與黑弓、蒂爾·納·法以及魔物的情報時，從堤格爾得知他轉而調查神殿當晚的消息以後，終於歸納出了魔物們的真正目的。
在與使節團同行而經過盧堤迪亞的核心都市亞爾堤西姆時受到地龍、火龍的襲擊時支援堤格爾，隨後也協助堤格爾擊斃多勒卡伐克。
國王駕崩後造訪王宮時接觸與尤金、伊爾達不什熟識的貴族和官僚等對象，並在思考著凡倫蒂娜的真正目的與有著能阻止其陰謀的實力的主君時，隨即受到凡倫蒂娜的襲擊，被其擊中大腿，因盧斯蘭王子的制止而得救。
得知凡倫蒂娜脫離軟禁以後率先派使者確定，第二天在王宮門口與米拉等待堤格爾等人，並得知墨吉涅軍入侵吉斯塔特，受尤金所命擊退敵軍。與米拉商討敵軍的對策時亦得知米拉向堤格爾告白的回報。表面上就此回波利西亞公國，實則悄悄地折返回來，並在一間酒館的包廂裡與堤格爾交談「魔彈之王」的話題時說明她判斷堤格爾是魔彈之王，以及談到蒂爾·納·法與魔彈之王之間的關係。其遙距指揮的三千波利西亞軍打敗了趁亂反叛的舒托維軍。
但與米拉一同親自領軍前往王都後，才發現凡倫蒂娜己搶先奪下王都；在這期亦發現天空一度變成異常的紫色，並因而導致兩軍一部份士兵身體不適時，以龍技驅除他倆所中的邪氣。以後率領軍隊向西方前進以與艾蓮會合，並得知蒂塔方面的消息後一同去劄岡尋找堤格爾時與艾蓮、莉莎及奧爾嘉等人會合。
抵達劄岡以後分頭行動，並隨奧爾嘉以後找到堤格爾以及與其交戰的嘉奴隆。因堤格爾被嘉奴隆變成魔之蒂爾·納·法而不得不與其交戰。堤格爾變回原狀後轉而對付變成巨人的嘉奴隆與其生成的無數魔物。莉姆也變成戰姬後代表波利西亞向嘉奴隆宣戰。與萊德梅裏茲軍和路伯修軍會合後，獨自思考無法使用龍具的處理方案，意外地發現凡倫蒂娜，並且被其斬中。
在她遇襲以後，艾蓮等人刻意為她舉辦葬禮，以掩飾她傷重的事實。其率領的波利西亞軍亦離另外三軍而去。直到返回波利西亞才恢複意識。以後更著重於收集情報，直到在第二次姜蓓爾格之戰時，負傷下率領三千兵力的真波利西亞軍從凡倫蒂娜軍後方襲來，並且在得勝後願助堤格爾為王。以後亦有出席吉斯塔特的太陽祭並且與莉莎、奧爾嘉一同向堤格爾告白而成為其情人之一。
雖然本編中並無說明其成為戰姬以前的背景，但據在MF文庫J網站已公開的現場作者採訪中所透露，蘇菲亞的故鄉為奧爾米茲公國和波利西亞公國之間的盧布林鎮（ルブリン）。其父親為一名事奉當地領主的騎士（本編第十一卷首度提及），擅長事後處理和談判事項。父母是在同僚作媒之下結婚。因父母都忙碌而被要求交由爺爺照顧，並且在那時學會了讀書識字以及使用棍棒防身術。
伊莉莎維塔·法米那（Elizavetta Fomina，聲：小林優）
吉斯塔特的七戰姬之一。17歲（第一部）→18歲（第二部）→19歲（第三部），擁有異色瞳（左青右金）、留著一頭鮮豔的及腰紅髮的少女，暱稱「莉莎」。負責管轄著萊格尼察北部的路伯修公國。在第一部以前的三年前（15歲）從前任路伯修戰姬手上繼承戰姬職位。身穿由數層紫色調的布料疊合而成、並大量使用皺摺和花邊裝飾的禮服。
擁有鞭子型龍具，名為「雷渦」沃利茲夫，能操控雷，別名為「碎禍之閃霆」。因此她持有「雷渦的閃姫」、「鞭之舞姬」的別名，但由於異色瞳而常有人用「異彩虹瞳」稱呼她。
小時候為不知道自己是貴族的私生女，於將異色瞳視為兇兆的鄉下貧寒農村里被撫養長大。因而在成為戰姬後養成了只要心血來潮就會找人詢問的習慣，以及痛恨欺淩別人的所為。故事第一部的七年前的冬季（十歲時）被村里的孩子欺負時，由受到當地領主雇用而投宿村子的傭兵團「白銀疾風」裡工作的艾蓮所救，開始有著挺身對抗欺淩的意志。三個月後因原本預定要繼承爵位的兒子因病去世而被父親接了回去，但仍然未受到良好待遇。直到第一部的兩年前兩人都以戰姬之身再次相遇，可艾蓮遺忘這事而沒有認出她。
據蘇菲所言，她與泰納帝公爵以及嘉奴隆公爵來往密切。但對她而言只是前任戰姬留下來的政策，僅僅達到禮儀上交流。而她認為這麼做並無損失才會延續執行。而得知堤格爾以後即認為他有得勝的可能而試圖趁機與他締結友好關係，展現其獨到的眼光。可惜她在奧爾席納海戰以後認為堤格爾已死，即使堤格爾以「烏魯斯」之姿近在身邊也毫不察覺，即使心有烏魯斯是堤格爾的可能亦以無明確證據敷衍過去。直到堤格爾恢復記憶後終於接受事實。
艾蓮一開始時非常厭惡她，對她的作為相當不以為然。因為在故事第一部的一年前某村發生的瘟疫中拒絕艾蓮的幫助以下下令滅村以及同時間其貴族父親的貪污問題，以至兩人之間有些恩怨。但那年對她而言可是又忙又倒楣。在其父親被艾蓮討伐以後，她以「再怎麽樣也是自己的父親」向艾蓮提出提出決鬥申請，卻完全不敵而戰敗了。以後某天出門散步時發現了芭芭·雅加的神殿，並且在芭芭·雅加以力量為誘惑以下與其締結契約，因而獲得超越人類的驚人怪力。
過去與米拉鮮少有機會說話，在太陽祭上藉機從堤格爾開始打開話題，感覺到在某方面的思考模式相當接近，並很快達到相互鬥嘴的摯友的等級。
獲得怪力以後有著舉起甲胄及捏扁護手的實力，並決定只在需要時使用怪力。雖然連怪力的一成都不能施展，但僅憑藉著臂力就可以壓制住艾蓮。而龍具並沒有因而抛棄她。
成為路伯修的戰姬時，負責政務的官吏、統帥士兵的將軍和騎士的數量都無缺額，而且是前任戰姬費盡心思招募和培養的精英。儘管在其幫助以下免去尋找人才的麻煩，但由於他倆會拿前任戰姬的表現與自己比較，因而令彼此之間存在隔閡。尤其在處理政務方面把握不大，在仰賴他倆輔佐的同時也變得不擅長應付他倆。
儘管在政務和軍務方面有著才華，但納姆認為她在戀愛方面可說是無知得一場糊塗，從不坦承過其心意。
在動畫版當中亦有出席由艾蓮謁見國王的聽證會。
為了引誘艾蓮趕來萊格尼察並與她交戰以測試獲得怪力的自己的力量，以與莎夏出兵討伐沿岸海盜中的紛爭為藉口，出兵攻佔萊格尼察的堡壘並等待艾蓮的前來。結果在兩人以龍技決戰仍被艾蓮擊敗，而路伯修軍亦被莉姆的部隊突襲擊敗。但亦因關於泰納帝、嘉奴隆和墨吉涅的情報，艾蓮為了趕回堤格爾而同意與她簽訂誓約書。
托爾巴蘭率領海盜突襲吉斯塔特時，斥責企圖將海盜大軍推給莎夏處理的部下並且下令出兵。在奧爾席納海戰中搭乘旗艦瑪格麗特塔號參戰，並且與莎夏一起討伐由托爾巴蘭率領的海盜。討伐戰之後、莎夏去世的隔天才抵達利普諾，海岸散心時遇上了失憶的堤格爾。由於發現堤格爾驚人的弓術和喜歡他對異彩虹瞳的回答，得到其賞識而招攬他為其屬下部下。由於兩人是因爲偶然而認識，加上因身份不明而被孤立而對他產生可聯想到自身的同情和親切感，對首次靠自己的力量找到的部下有著各種情緒等因素重疊的堅持，並對於堤格爾有著強烈的執著心。
在伊爾達要向尤金報仇時受王令指示前去阻止伊爾達。與艾蓮的軍隊會合時，從艾蓮口中得知「烏魯斯」極有可能就是堤格爾。為了保護所重視的事物而卷入與堤格爾、艾蓮之間關係的衝突，因堤格爾的制止而作罷。其後與艾蓮一起阻止比多格修。以後告訴自己烏魯斯和堤格爾是不同的人，對於作為新來部下的烏魯斯給予了前所未有的待遇，並為了留下他而不惜種種努力。但這樣亦留下了不滿堤格爾的公宮騎士被芭芭·雅加教唆而叛變的隱患。
由於芭芭·雅加的怪力令自己惡夢連連，只帶著堤格爾來到芭芭·雅加的神殿。但先後被不滿堤格爾的公宮騎士和芭芭·雅加襲擊並且墜落地底，以後還被雙頭龍襲擊。在提格爾的奮戰下擊殺雙頭龍後，芭芭·雅加企圖把提格爾帶走。雖然不惜一切阻止，但提格爾仍消失於眼前。
好不容易回到公宮以後下定決心親手除掉芭芭·雅加，並再度出發以破壞路伯修境內芭芭·雅加的所有神殿中的石像，直到第十座時與主動現身的芭芭·雅加交戰，但因使用非慣用的左手戰鬥而不敵，提格爾到來時更被芭芭·雅加控制。在提格爾的打賭中，雷渦沃利茲夫卻反而纏著其右手而被提格爾僅以弓術擊中右臂，終於在力量方面得到醒悟並脫離其控制。芭芭·雅加被消滅以後，右手的力量與功能一併消失。
堤格爾恢復記憶以後，終於同意將堤格爾「歸還」艾蓮，並得以與艾蓮和解。以後波爾斯軍向路伯修襲來時，在堤格爾與艾蓮協助下擊敗波爾斯軍。
在吉斯塔特王都舉行太陽祭時亦有出席。與堤格爾握手時，正在恢復的右手握力與小孩無異。得知堤格爾與一眾戰姬（包括米拉和蘇菲）的感情已經達到相互稱呼暱稱以後燃起對抗心理，並請求與堤格爾相互稱呼暱稱。太陽祭第二天受維克特王指名對亞斯瓦爾戒備。菲尼莉雅成爲萊格尼察的統治者一個月後，親自來到萊格尼察公國與菲尼莉雅及剛回吉斯塔特的凡倫蒂娜會面。
得知堤格爾的使節團前來王都席雷吉亞，先到王都等待直到使節團到來，並察覺到堤格爾和艾蓮發生過某些事。以後告知眾人伊爾達死於意外的消息。國王駕崩後接觸認識伊爾達的人、他的朋友或是交情甚篤的貴族，期間為接近凡倫蒂娜而來到某廣場時受到菲尼莉雅的伏擊，被其擊中左肩重創，因堤格爾趕來而保著一命。醒來以後與照料她的艾蓮說明菲尼莉雅的戰鬥方式以及正式相認為鄉下貧寒農村里帶眼罩的女孩。
得知凡倫蒂娜脫離軟禁以後，返回領地路伯修以防艾戈爾和菲尼莉雅。十天後的布洛斯洛之役中率領三千步兵，利用雪橇從萊格尼察軍右後方出現，並且對萊格尼察軍的後方作一次打擊。戰後接受艾蓮的道謝。第二天從前來會合的奧爾嘉得知她擊敗艾戈爾後，從艾蓮得知天空一度變異。
在前往王都期間從莉姆得知她所做的夢後，與她、艾蓮及奧爾嘉一同前往劄岡時與米拉、蘇菲與蒂塔等人會合。抵達劄岡之後分頭行動，並隨奧爾嘉以後找到堤格爾以及與其交戰的嘉奴隆。因堤格爾被嘉奴隆變成魔之蒂爾·納·法而不得不與其交戰，期間一度被其一拳撂倒。堤格爾變回原狀後轉而對付變成巨人的嘉奴隆與其生成的無數魔物，莉姆也變成戰姬後代表路伯修向嘉奴隆宣戰。得知龍具失去力量的原因以後，最先開導堤格爾。
回路伯修軍以後，與剩餘的眾人駐足雷緒農並與鎮長打照面。黑龍旗軍組成以後，向奧斯特羅德公國行軍時，得知北方蠻族的入侵以後，來回皮瓦與黑龍旗軍營地並且告知眾人蠻族的首領換人的消息。以後在巴休的結冰河川上擔任迎擊蠻族的總指揮官。以後向眾戰姬和莉姆說明愛荻萊妲舉兵反叛的消息，並且提出把軍隊分開：她和奧爾嘉留下守護比多格修，而艾蓮和米拉前往帕耳圖進行救援的主張。以後亦有出席吉斯塔特的太陽祭並且與蘇菲、奧爾嘉一同向堤格爾告白而成為其情人之一。
凡倫蒂娜·葛林卡·埃斯堤斯（Valentina Glinka Estes，聲：原田瞳）
吉斯塔特的七戰姬之一。22歲（第二部）→23歲（第三部，背叛，後死於內訌），與蘇菲同為最年長的戰姬，直稱「凡倫蒂娜」或「蒂娜」。第三部最终頭目。負責管轄著萊格尼察以至吉斯塔特王國東北的奧斯特羅德公國。出身於貴族之家。在第二部以前的五年前（17歲）從前任奧斯特羅德戰姬手上繼承戰姬職位。留著一頭帶有些許藍色的黑長髮、包裹著纖細身體的純白禮服、裝飾在頭髮及禮服上的玫瑰狀假花、優雅的舉止，還有柔弱的美貌，讓她看起來就像是一位清純嬌弱的深閨大小姐。
擁有一把長柄的巨大鐮刀型龍具，名為「虛影」艾薩帝斯，能扭曲空間以一瞬間前往任何地方，別名「封妖之裂空」。因此她持有「虚影的幻姫」的別名。凡倫蒂娜偷偷找人打造了其赝品，以備不時之需。
據蘇菲所言，她的公國在戰姬中是距離布琉努最遠的，所以她推斷往來與嘉奴隆公爵及泰納帝公爵都不密切。但布琉努結束以後即秘密地將嘉奴隆與葛雷亞斯特帶到奧斯特羅德公國。而艾蓮僅和她有過一面之緣，並沒有什麼交情，對她的為人也不甚詳細。但在討論會以後，卻被艾蓮認為有點在意。相對地，她一直瞧不起艾蓮，並且清楚她的本質是戰士。但正因艾蓮將堤格爾帶來吉斯塔特，並使得眾多戰姬們眾志成城，因而視艾蓮為野心之路的妨礙。
平常總是以健康狀況不佳為由不常出國。就算偶爾出現在眾人面前也會以身體不適等理由很快就回去了。就算被下令出兵也可以生病為由拖延到極限，開戰後打了一會就馬上下令退兵將士兵損害徹底性控制到最小。被傳喚到王宮的時候也可以報告患病爭取時間，盡可能的收集情報之後再面對危機。全部都是為了讓被人以為自己是個沒什麽了不起的人，讓人大意。但正如蘇菲仍沒有獲得明確證據所想，這只是一種偽裝。事實上，蘇菲認為她的實力可與艾蓮或米拉匹敵；收集信息能力亦與蘇菲相當。
將年幼時偶然發現，瑟菲莉雅女王使亞斯瓦爾的版圖大幅擴張並記錄了戰鬥過程的『瑟菲莉雅戰記』成為了她的愛書。加上她在調查中發現自身也流著薄弱王室血脈，持有王位繼承權。因而賦予了她既可謂夢想也可謂野心的想法：自己也想總有一日能夠成為女王，成為統治並且擴張吉斯塔特王國的存在。就算不知道需要多少時間、到什麽時候，她認為總有一天一定會實現的。而龍具亦並沒有因而抛棄她。但這思想無疑地是叛變，亦使她逐漸走火入魔。隨著情節的發展，她的野心被堤格爾和尤金所察覺。
埃斯堤斯家為歷史悠久之外毫無可取之處的弱小貴族。姓氐「埃斯堤斯」意味著為王室旁系家族，但他們沒有代代相傳的領地，僅有的是王都以內一棟小型宅邸與每年王宮提供足夠讓家族衣食無憂的金錢。在家族無法獲得擁有權力的王公貴族喜愛的力量以下，成為戰姬以前一直努力加強其教養和勤於練習武藝。這時成為女王的野心早在更久之前就孕育在她的體內。
出于維克特希望能有個人待在妹妹的身旁爲她分勞解憂的考量，她在7至12歲期間於娜塔夏的宅邸裏度過，並從她與前來的訪客獲得各種的知識。其中一名訪客是前來探望時化名「沛特羅夫」的盧斯蘭，並以看書為契機變得親近。12歲以後就有人接替了她的職務，即使如此還是至少一年一次的造訪娜塔夏。
前任的奧斯特羅德戰姬雖然在征戰的時候總是發揮出鬼神般強大的力量並立下顯赫戰功，卻從未積極地想讓奧斯特羅德變得更豐饒。但奧斯特羅德領地和軍隊對於她而言卻是無可替代的寶物。成為戰姬後的五年內想盡辦法想讓奧斯特羅德變得更富庶，同時以各種理由默默地反抗國王命令以保全實力（除面對在其領地內的盜賊時派兵鎮壓），讓其富饒程度為五年前所不能比。
在太陽祭晚上對抗魔物的討論會上唯一表示沒有遇上魔物，但其實知道魔物的情報量要比想像的多。知道多勒卡伐克和嘉奴隆公爵兩人都是魔物，以及魔物的數量和戰姬人數一樣是七隻。
在動畫版當中亦有出席由艾蓮謁見國王的聽證會。
在銀色流星軍於佩爾許堡壘駐紮時利用龍具的力量，在數天內不斷潛入佩爾許堡壘以近距離窺看堤格爾的臉龐。而且完美地隱藏其氣息，連堤格爾也無從察覺。亦導致堡壘中盛傳有白衣女鬼出沒的謠言。
有意讓堤格爾成為自己的同伴，透過重臣向維克特國王提議讓堤格爾作密使前往亞斯瓦爾。打算根據堤格爾的態度和性格來決定，表明就是自己推薦他成為密使以此來賣人情或反過來批判維克特讓他以為自己是同伴。雖然想在堤格爾出使亞斯瓦爾之前在布榭普斯鎮見上他一面，但在莎夏的暗中安排下而錯失機會。
亞斯瓦爾內亂結束以後，在持有王位繼承權的尤金和伊爾達兩邊煽風點火。並收買伊爾達的佣人下毒，企圖使兩人步向滅亡甚至企圖使吉斯塔特分裂成多個勢力，從中取得主導權並奪取登上王位的機會。但被制止以後，為減輕國王的懷疑而向其說明是她建議伯爵送酒並試圖參與兩人的調停。另外亦讓嘉奴隆與葛雷亞斯特再前往布琉努以引發新混亂，讓他們達成其令最少半數的戰姬無法自由行動的計畫。
在吉斯塔特王都舉行太陽祭時亦有出席。時為堤格爾首度真正與她會面。雖然早已得知尤金是下任國王，當國王正式宣佈帕耳圖伯爵成為新任王儲最先給予掌聲。太陽祭第二天得知布琉努正遭受薩克斯坦舉兵進犯以後，受維克特王指名支援堤格爾。以後在月光騎士軍與漢斯率領的薩克斯坦軍首戰以後單獨一人來到月光騎士軍，提出向敵軍提出會談的要求。以後作為使者與漢斯會面，當中誣衊堤格爾背叛布琉努並轉投吉斯塔特王國以換取漢斯的信任。第二晚再臨山丘要塞後故意讓他帶到丘陵頂上，然後以玫瑰狀假花放火把要塞燒掉，自己卻輕易地從被看守的營帳中逃出。在波瓦爾平原決戰中在馬車裡休息。得勝以後亦有參與凱旋儀式。
在與蕾琪女王問候時唯一追問她以後的行動方針。以後偷偷溜出房間以了解布琉努王宮的構造時跟蹤艾蓮，並在她揪出賽沛特男爵後才走出來詢問她。回房後寫信再度誣衊堤格爾背叛布琉努並且寄給賽沛特以造成動亂，儘管沒想到與她目的相同之人已在暗中行動。以後的叛亂貴族襲擊時，當葛斯伯和盧里克被嘉奴隆擊敗後現身協助他擊退嘉奴隆，並且發現黑弓本身以及將龍具能力附加到箭矢上以後由射手控制的力量，事後在斜坡以下與嘉奴隆交談。第二天與一眾月光騎士軍將領商討對付施密特軍的方案時，卻提出從水源下毒的方案。
在月光騎士軍敗北、而馬斯哈謁見蕾琪女王後，與馬斯哈、玻德瓦宰相、奧傑子爵、莉姆的秘密會談中隱瞞對嘉奴隆所知之事並表示回奧斯特羅德公國。但也在蒙圖爾之役當中背襲葛雷亞斯特軍。以後才與月光騎士軍的眾人告別帶兵回國。剛回吉斯塔特後隨即與新任戰姬菲尼莉雅及莉莎會面。
以後造訪王都席雷吉亞，回報布琉努和薩克斯坦之間的戰事後，便在表面上回到了奧斯特羅德，實際上躲在王都內超過一個月。並且等到天色變暗之後潛入盧斯蘭王子所在的神殿，為其餵飲治愈心靈的藥物。直到秋季帶著康復的盧斯蘭王子進宮向維克特王謁見，以後作為輔佐王子的戰姬而與盧斯蘭形影不離。但亦因此加上伊爾達的身亡，被眾戰姬倆察覺她將王宮成爲其所有的企圖。
國王駕崩後改變計劃為先讓盧斯蘭成爲國王，然後由她成為女王。為了排除其計劃中的敵人而煽動朱利安並且拉攏菲尼莉雅，並在以後突襲身在王宮的蘇菲；但蘇菲作出反擊而被其擊中左臂，因盧斯蘭王子的制止而不得不作罷，並且受交出龍具與禁足的處分。第二天沛迦門男爵前來沒收龍具時，故意交出假的艾薩帝斯，而真貨仍然在她以下。期間利用隨從和侍女與外界取得聯系以繼續收集情報，並在掌握沛迦門男爵的個人資訊後，誘使他離開宅邸以後溜出宅邸。以後在夜晚一間酒館中與布拉特及哈基姆的使者密會，計劃由哈基姆軍入侵吉斯塔特、舒托維子爵趁機舉兵，最後由她擊破各戰姬的軍隊。回到宅邸後遇上為不速之客前來的嘉奴隆。
盧斯蘭王子病倒後以後出現在堤格爾面前，並利用龍具的力量將他帶到其宅邸。以後向他說明襲擊蘇菲亞的原因、一部份嘉奴隆的事與盧斯蘭的事，但亦因而被堤格爾拒絕與她「利益一致」或堅守中立。以後真正地逃出王都，並在順利返抵奧斯特羅德公國後率領五千兵力，展開第二次吉斯塔特內亂。先在王都附近擊破比多格修軍，以後奪下政局陷於泥淖的王都，自稱為第一王子輔佐官並施行好幾項政策恢復秩序。並將計劃改為先扮演盧斯蘭的忠臣以擊斃所有潛在的敵人後，接過盧斯蘭的位子以成為這個國家的女王。堤格爾擊斃嘉奴隆以後，偵察堤格爾等人的營地的陰影處打探狀況，並且伏擊獨自走出萊德梅裏茲軍營地外頭的蘇菲。回王都處理北部蠻族時，還透露其南部滋事的計劃。
第18卷被盧斯蘭王子托以照顧其子瓦雷利，同時從兩份報告書得知黑龍旗軍和蠻族開戰後的結果與切因貝爾和艾芮克舉兵反叛的消息。隨著愛荻萊妲軍歸順于她的麾下而堤格爾發出稱王布告以後，親自率領前愛荻萊妲軍、奧斯特羅德軍以及西部諸侯聯軍所組成的一萬兩千兵力大軍攻打帕耳圖。在第一次姜蓓爾格之戰當中向艾蓮襲來並且擊殺眾多萊德梅裏茲士兵，擊潰了黑龍旗軍的右翼；並且企圖擊殺前來營救的堤格爾。第二戰時專注在後方指揮全軍，並擊退從後襲來、黑龍旗軍偽裝的波利西亞援軍，但沒想到隨即真的波利西亞援軍襲來而兵敗。撤回王都席雷吉亞後企圖請盧斯蘭殿下舉辦加冕典禮以力挽狂瀾時，卻隨即得知瓦雷利被米隆挾持以後，不得不趕往城牆。雖然在極為疲憊以下救出瓦雷利，但也被米隆刺穿了腰間，最終失血過多而死。瀕死時終於向艾薩帝斯道出了自己的野心，並在失去戰姬身分以後才死去。遺言是：「謝謝你……」凡倫蒂娜死後，其遺體與點燃離宮自焚的盧斯蘭王子一同燒掉。
奧爾嘉·塔姆（Olga Tamm）
吉斯塔特的七戰姬之一。14歲（第二部登場時）→15歲（第三部），負責管轄著吉斯塔特王國東部的布列斯特公國。擁有一頭稍嫌凌亂的薄紅色頭髮和一雙如缺乏光澤的黑珍珠般的瞳孔大眼，臉的輪廓也與她的年齡相符有點微圓，仔細一看會發現她擁有讓人驚豔的美貌。
由於一開始披著有點骯髒的斗篷，兜帽幾乎蓋住了他的臉，只看見一部分五官，令人誤以為是旅行的少年。
擁有掛在腰間的斧頭型龍具，名為「羅轟姆瑪」，能改變大小和形狀並操控土，別名「崩咒之弦武」。因此她持有「羅轟的月姫」的別名。
據蘇菲所言，她只留下了「想旅行一陣子」的訊息，便帶著龍具失踪了。而艾蓮僅和她有過一面之緣，並沒有什麼交情，對她的為人也不甚詳細。而且由於治理的領土較遠，艾蓮對她亦不太感興趣。而奧爾嘉在去王都的時候亦曾與蘇菲見面，對蘇菲的印象並不差，因此得知蘇菲有難時決定出手。但當蘇菲獲救以後，難免因妒忌蘇菲與堤格爾的關係而有些討厭她。意外地很快就與蒂塔打成一片。
所在故鄉是在吉斯塔特東部位於布列斯特東方的廣闊草原。吉斯塔特在近百年前和東方騎馬民族交戰中征服了他們。王國賦予騎馬民族的放牧用土地，條件是每年都會收取羊和丝绸作為租稅。小時候為騎馬民族族長的孫女，被包括自己在內的人認為會成為下代族長的輔佐又或是下下代族長，為此就學習了許多相關知識。直到12歲的時候被姆瑪選為戰姬，首度離開了自己成長的草原。來到王都獲得維克特國王的認可，正式成為戰姬以後前往佈列斯特公國。本認為有眾多支持自己的人，只要運用為了團結騎馬民族而學習的思想和方式，再加上他們的輔佐的話，一切應該都會很順利的。决定成為一名統治者的她看了自己要管治的布雷斯特的地圖和吉斯塔特王國全體的地圖以後，深深體會到生活了12年的草原真是非常非常的小以及自己的自大。感到那樣小孩子的夢想，又怎麽可能在布雷斯特這樣大的世界裡行得通呢。她這麽想就覺得無比可怕，便以成為出色的戰姬為理由去旅行學習為藉口逃走了。在旅行期間思考並追求什麼才是王和究竟該如何進行統治。
持續約二年的旅行使她年紀輕輕卻已經很習慣旅行，態度亦如一般大人一樣相當沉穩。同時學懂了騎乘馬匹的技術、打獵的技巧、出色的戰鬥技巧等求生技能。戰鬥時以驚人身手手持姆瑪將敵人一斧兩斷，單人戰鬥能力不下於艾蓮或米拉。亦曾經將體格健壯、比自身高上一倍還穿著鎧甲的騎士狠狠地摔倒在地上，展現相當的徒手搏擊實力。此外也會使用弓箭，雖然不如堤格爾那麼厲害。然而一開始無率領軍隊的經驗，沒有立刻明白與軍事相關的意思。有喜歡獨自一人把所有問題解決掉的習慣，而被視為小孩時亦會顯得孩子氣，為了助堤格爾一臂之力而在路克斯堡壘侵略戰中獨行獨斷展開危險的暗杀行動，事後被堤格爾斥責時哼了一聲將頭撇向一邊並以沉默堅持自己並未犯錯，顯露出與年齡相稱的稚氣一面。
在堤格爾擔任密使前往亞斯瓦爾王國並且準備登上榮耀白海豚號時遇上。一開始隱藏著姓氏，直到杰梅因士兵襲擊村落事件以後堅持與堤格爾同行才公開身分。其後在與堤格爾一同被卷入阿斯瓦爾內亂之中支持塔拉多，她的勇敢表現甚至令騎兵掉頭相助。在阿斯瓦爾之中與堤格爾一起行動中漸漸受到他所吸引，亞斯瓦爾內亂結束以後決定回吉斯塔特。
在吉斯塔特王都舉行太陽祭時亦有出席。堤格爾前來房間問候時一把撲上來抱住他，並與多名戰姬問候。宣告堤格爾是「理想的王」的答案，甚至想要為他生小孩，讓當場眾人驚訝。最後堤格爾說服她等待四年。太陽祭第二天受維克特王指名針對墨吉涅的可疑動向支援米拉和蘇菲。
當堤格爾的使節團來到萊格尼察公國公宮時已親自來到萊格尼察公國，並一同與菲尼莉雅會面。
國王駕崩後在城外鎮四處蹓躂打聽情報。以後也協助堤格爾救下受了重傷的莉莎。
凡倫蒂娜脫離軟禁以後與莉莎一同前往路伯修。並受莉莎的協助，率領兩千士兵突襲波魯斯，擊敗艾戈爾·卡薩柯夫；以後穿越路伯修並於布洛斯洛之役第二天與莉莎等人會合。
在前往王都期間從莉姆得知她所做的夢後，與她、艾蓮及莉莎一同前往劄岡時與米拉、蘇菲與蒂塔等人會合。抵達劄岡之後分頭尋找堤格爾時，率先發現他與嘉奴隆激戰並協助他。因堤格爾被嘉奴隆變成魔之蒂爾·納·法而不得不與其交戰，期間被其擊飛而左手骨折。堤格爾變回原狀後轉而對付變成巨人的嘉奴隆與其生成的無數魔物，莉姆也變成戰姬後代表布雷斯特及騎馬民族向嘉奴隆宣戰。
回路伯修軍以後，與剩餘的眾人駐足雷緒農。黑龍旗軍組成以後，向奧斯特羅德公國行軍時，得知北方蠻族的入侵以後，來回皮瓦與黑龍旗軍營地並且解釋首領換人與蠻族入侵的關係。在巴休平原之役迎擊蠻族。當愛荻萊妲舉兵反叛時與莉莎留下守護比多格修，而艾蓮和米拉前往帕耳圖進行救援。以後亦有出席吉斯塔特的太陽祭並且與蘇菲、莉莎一同向堤格爾告白而成為其情人之一。
雷格那斯·艾斯帝爾·盧瓦爾·巴斯堤安·多·夏立爾（Regnas Loire Bastien do Charles，聲：藤井幸代）
國王唯一的兒子，16歲（第一部）→17歲（第二部）→18歲（第三部）。深受國王所寵愛，被看作是下一任國王。
真正身份是女性，本名為蕾琪（Regin）。因在布琉努王國，無生下兒子的王妃會被輕視；而公主可說是無王位繼承權，為了母親和她本人而假扮成王子。在這期間並無做出什麽事情，只能對未來抱持著淡淡的不安並渾渾噩噩地過著日子。在道明其身份以前只有她、母親尼娜、父親法隆、泰納帝公爵和嘉奴隆公爵知道這件事。
有著金色的短髮和天藍色的眼珠，相貌看來相當中性又柔和，給人纖細的印象。堤格爾認為她看起來不太適合打仗。
曾經在故事第一部六年前尼斯東部地區文森狩獵場上與堤格爾見面並成為可稱呼其暱稱的青梅竹馬。當時堤格爾脫隊單獨行動以後，沿着森林邊緣行走時遇上了背着護衞偷溜出來的她，並輕易地射下了一隻野禽給她看以及讓她品嚐，而雙方都為了避免招惹麻煩而保密，成為一件只有兩人知道的事件。可是她以真身在最初向堤格爾說明時卻令他對此完全沒有印象，因為他只知道那時自己是與雷格那斯王子相遇。
在首次出征的迪南特戰役中，法隆為了讓她的初戰贏得漂亮，不只派出了王國直屬騎士團，連領土位於迪南特平原附近、包括堤格爾和馬斯哈的貴族們也收到了出兵的命令。可是其首戰就被艾蓮擊敗。被認在迪南特戰役中陣亡。
事實上在迪南特戰役中，當吉斯塔特軍發動奇襲時，數十名刺客向其營帳襲擊。在護衛們保護下，好不容易跟著貞德逃出了迪南特，並且被泰納帝公爵和嘉奴隆公爵刻意對外宣稱她已戰死沙場上。後來雖然曾經考慮過返回王都，但卻被嘉奴隆公爵所阻撓而無法進入，更因此失去了貞德。而當時堤格爾已經被虜。完全失去依靠以下只好憑藉貞德教她的許多事情下勉強獨自一人逃到貞德生前的故鄉阿尼亞斯的某個村落。
直到堤格爾偵察入侵至阿尼亞斯的墨吉涅大軍期間，從墨吉涅偵察兵手中將她救下。再次出現時身披厚厚的斗篷並在胸前牢牢系緊，連眼睛也以兜帽蓋住。被堤格爾發現時身體相當虛弱，雖然無性命危險但還是睡睡醒醒，醒來時就連喝湯都得費上一番力氣。在堤格爾忙得不能抽空以下將她交給能夠信賴並略懂藥學的士兵照顧。
醒來後對堤格爾進行「考驗」。奧爾梅亞會戰後道明身份並向堤格爾等人求助。在梅勒維爾草原決戰時更代替堤格爾成為銀色流星軍統帥。最後在堤格爾一行的幫助下見到了自己垂死的父親法隆最後一面。
布琉努王國內亂以後從過世的父親法隆手上繼承王位，成為新統治者和布琉努王國首位女王。雖然眾貴族諸侯們認為她不會因堤格爾在布琉努王國內亂中所救而使恩情升華為愛戀並思慕著堤格爾，但其實在讓堤格爾遣送至萊德梅里茲暫住三年時已頗為不滿；得知堤格爾落海失踪以後，亦很快從震驚中恢復過來並相信他仍然存活。
得知杜蘭達爾被偷走後，下令準備一把品質較為粗劣的杜蘭達爾贗品擺在王座後面，和一把經過裝飾、幾可亂真的劍。
小說第12卷以統治者的身份問候堤格爾等人過後，與堤格爾私下見面並問到其先前的經歷並請求他到王宮任職，晚宴後亦與堤格爾一同泡澡並說出其真心話。然後晚上布琉努叛亂貴族襲擊時逃進地道避難，中途出現岔路時相信蕾琪的直覺而往左走，沒想到還是被梅莉桑德帶領的叛亂貴族組織攔截。儘管受到第二把假寶劍都粉碎的打擊，仍然爭取時間到堤格爾等人的到來，並在梅莉桑德親自刺殺時以火把反擊了她。
小說第13卷接受逼退了舒密特軍、但回途途中遇到葛雷亞斯特軍操控的科提亞爾軍與安迪卡的襲擊而敗北的月光騎士軍代理總指揮官馬斯哈的謁見。隨即需要處理墨吉涅軍第二度入侵時提出大膽的策略，以後才從玻德瓦得知堤格爾單獨行動的事。堤格爾終於回到王都以後隨即向其下令討伐墨吉涅軍。
小說第14卷時，當克雷伊修發出勸降宣言以後現身城牆，並向布琉努及吉斯塔特宣言要擊敗墨吉涅軍。堅守至40天，終於等到堤格爾的分隊歸來。收到墨吉涅軍撤退的報告後，正式發表了布琉努的戰勝宣言。
在小說第15卷慶功宴晚在庭園向堤格爾告白，並且請求他當國王。跟堤格爾討論過後，最後給予他最晚一年的時間等待答覆。以後與玻德瓦宰相商議中決定由堤格爾擔任出使吉斯塔特的使者。
在小說第17卷收看由侍女偶然的手記，並從伊西德爾得知發現通往聖窟宮的樓梯以後，親自前往亞爾堤西姆。當證明自己是繼承夏立爾血脈之人而打開門扉，並且發現當中是讓蒂爾·納·法降臨於世的方法與黑弓的真相以後，轉而前往吉斯塔特。這時右手還浮現著一道發光的圖紋。
但在小說第18卷得知堤格爾稱吉斯塔特之王的布告以後，來到利托米什爾並且以逼人氣勢向堤格爾興師問罪。但被其說服讓他成為兩國之王並首度受到他的協助請求以後才退下怒意，並告知堤格爾聖窟宮的事。在第一次姜蓓爾格之戰當中在士兵的護衛以下在離戰場有段距離的位置觀戰，以後要求堤格爾與凡倫蒂娜召開一場會談以為她爭取一些時間，並且說服布萊特伯爵退兵；還在第二戰中再擺出兩把假的杜蘭達爾。以後出席吉斯塔特的太陽祭。
在本編結束時（三年間），成為王妃。而在堤格爾登基之前，蕾琪發布的人事命令當中，包括月光騎士亦核可了此項命令。結果接二連三地冒出與月光騎士相關之事。

## 布琉努王國

### 王族
蕾琪
詳見雷格那斯·艾斯帝爾·盧瓦爾·巴斯堤安·多·夏立爾
夏立爾
王國的建國君主（已故）。
據嘉奴隆的記憶，是個留著短發、面容粗獷的男子。眼神和聲線能夠打動人心，讓人忍不住想出手扶持。
建國神話中，他在亞爾堤西姆地底獲得天啟，立誓成為國王，隨後在柳貝隆山遇見聖靈，獲得寶劍杜蘭達爾與神駒貝亞德，在戰爭多次獲勝後建立了布琉努王國。他感謝神恩，故在柳貝隆山頂興建神殿，並在山腰建造王宮。他死後，魂魄由貝亞德載往天際，遺體安葬在山頂的神殿。
實際在約25歲時遇上嘉奴隆時，已是一名英勇的傭兵，同時也是出色的指揮官。他除配備寶劍外也帶著黑弓。他曾討伐於聖窟宮的蒂爾·納·法信徒，並將祭壇交給時為神官的嘉奴隆封印。建國成王後先後封嘉奴隆爲神官和公爵，並聽從其建言扔掉黑弓。現在除嘉奴隆外已無人得知他曾用過弓。
名字來自法国11世纪的史诗《羅蘭之歌》的查理大帝。
法隆·蘇勒由·路·布蘭維爾·多·夏立爾（Faron，聲：子安武人）
王國的前任統治者，41歲（已故）。
在繼位前憑優異的內政及外交手腕，在貴族勢力不斷增大下維持國內的和平。
據皮埃爾宰相所言，他早已知悉兒子（女兒）與堤格爾在文森狩獵場的事，曾打算將堤格爾招入王宮。可由於烏魯斯在那時亡故，堤格爾繼承爵位而不了了之。
察覺到嘉奴隆深不可測，如同一位超過百歲的老人。
可是，在迪南特戰役之中失去了自己唯一的兒子和繼承人雷古納斯王子後，變得十分消沉，不再處理政務。在第3卷時更一直縮在自己房間裡玩著積木，宰相玻德瓦對外宣稱他臥病在床。
在堤格爾凱旋來到王都尼斯時，已因為嘉奴隆公爵的毒藥而導致精神和身體變得衰弱，全身肌肉萎縮，皮膚變為土黃色，連頭發也有一半變成了灰色。在凱旋儀式結束數天後駕崩。
尼娜
布琉努王國的前王妃，蕾琪的母親，國王法隆深愛的對象。
因為她在生下蕾琪後不久便去世了，所以國王法隆很想補償她。

### 亞爾薩斯
堤格爾維爾穆德·馮倫
詳見堤格爾維爾穆德·馮倫
蒂塔
詳見蒂塔
烏魯斯·馮倫（Urz Vorn，聲：小杉十郎太）
堤格爾的父親。在第一部以前的兩年前已經過世。
從堤格爾小時就教導他領主是為了讓居民能夠平和地生活下去而存在。
從堤格爾可知他其實不怎麼使弓，關于黑弓也只留下“只能到了緊要關頭的時候再使用”的訊息而已。
在堤格爾需要掩飾身份時，就是使用他父親的名字。
蒂亞娜·馮倫
堤格爾的母親。在他九歲時過世。
在第一部之初已被提及，但本名直到小說第15卷才從神殿長口中說出。
她生於王都尼斯，父親是前任宮廷園丁的學徒。為人文靜溫柔，喜歡說話。但因體弱多病，從未步出家門。堤格爾初時對母親的身世一知半解。
小時喜歡跑往綠地或是山上。由于鮮少離開王都，因此她常常穿梭在王宮裏的庭園，或是沿著登山步道來尼斯柳貝隆山頂的神殿玩。
在失去親人、無依無靠以下，王室仍然允許她留在王宮，並維持她的活動範圍。這時在王宮的一座庭園結識並隨後嫁給了烏魯斯。烏魯斯身邊之人認為他們是相愛的，或是對她放心不下。
每晚都陪在幼時的堤格爾身邊講述各種童話和歷史故事，但從不提起自己身世或其他家人、或黑弓的事。
巴多蘭（Bertran，聲：菅生隆之）
堤格爾的侍從，50多歲（KIA）。在烏魯斯時期開始參戰。他視堤格爾如己出，稱他為「少主」，在烏魯斯在世時則是「小少爺」。
戰爭經驗豐富，受過馬術訓練，槍藝精湛。，而且棋藝和牌技都很高明，擅於出老千。曾教堤格爾玩牌。
認為蒂塔是最相配堤格爾的人，不喜歡艾蓮。雖然很感激艾蓮幫助堤格爾和亞爾薩斯，但還是盡可能和她保持距離。
在迪南特戰役中存活後，為告知堤格爾泰納爾軍開始侵略亞爾薩斯一事而不惜潛入艾蓮的公宮。其後與堤格爾、艾蓮率領的吉斯塔特軍一起趕回阿爾薩斯並成功進行防衛。之後為了在內亂中保護亞爾薩斯而奮戰。在聖窟宮捨身保護堤格爾，受到斯堤德的致命刀傷而傷重死亡。遺言中多度提及烏魯斯。巴多蘭死後，遺體按堤格爾的指示運回亞爾薩斯安葬。
艾爾班
蕾琪指派的代理領主。外表消瘦，將一頭黑髮捆在腦後。外貌年約30歲，一張寬闊的臉龐卻已經長出了幾條皺紋。
給堤格爾得到是個非常誠懇的人的印象，因而令堤格爾認為亞爾薩斯可以放心交給他管理。

### 奧德
馬斯哈·羅達特（Marthus Rodante，聲：飯島肇）
布琉努國王北部奧特地區作為自己領地的伯爵，臉上帶有灰色的鬍子，身體矮胖，剛進入老年的男性。55歲（第一部）→56歲（第二部）→57歲（第三部）→60歲（本編結束時）。有一位名叫莉莉安妮的妻子和兩名兒子。
堤格爾的父親烏魯斯的好友，同時也是在各方面都對堤格爾照顧有加的恩人以及監護人，更是能提供寶貴意見的諮詢對象。亦由於年長而有見識又具備威嚴，人數增至兩萬人時期的銀色流星軍才不至於瓦解。
可過去意外地曾經有一陣子沉迷在占卜之中的一面。但是對於他本人來說卻是想要忘掉的黑歷史。
在堤格爾被吉斯塔特擄走後，曾為贖回堤格爾而努力，試圖借助自己的人脈向其他貴族借錢籌集相應的贖金，可惜卻是徒勞無功，反而招來泰納帝公爵侵略亞爾薩斯之禍。因而深切體會到自己的無力，感到萬分懊惱，始終對烏魯斯心懷愧疚。
在堤格爾擊退泰納帝軍以後親自到堤格爾的宅邸登門拜訪，其後為了向國王解釋說明堤格爾和吉斯塔托軍共同行動的原因而奔波。同時在他所寫的介紹信牽引之下讓奥杰子爵成為了堤格爾的同伴。
在王都尼斯與宰相玻德瓦相談後，受到刺客襲擊時得到蘇菲所救。後來請蘇菲先行出發，而他返回奧德帶兵前去與對納瓦拉騎士團首戰戰敗的銀色流星軍會合，在決戰中有效地破解了納瓦拉騎士團的「新月」陣型。在奧爾梅亞會戰後為銀色流星軍一大將領。
在奧爾梅亞會戰後告知堤格爾收到在這軍營裡看見了長得與雷格那斯王子十分相似的人的報告，並在得知雷格那斯王子的真正身份以後一度被嚇呆。
布琉努王國內亂以後，讓其兒子繼承爵位和領地，自己接受蕾琪女王和宰相玻德瓦的請求到王宮擔任國策顧問。經常和宰相玻德瓦互相指責對方的不是。
當堤格爾落海失踪以後，受蕾琪女王所命來到萊德梅里茲了解事件時從艾蓮得知堤格爾仍活著並以「烏魯斯」之姿身在路伯修後，接受艾蓮的提議，與蒂塔和莉姆前往路伯修以確認「烏魯斯」是否堤格爾。來到路伯修公都後遇上剛好也來到公都但失憶的堤格爾，因堤格爾為了尋找莉莎而出發時亦以士兵的身分與其同行。堤格爾等人發現莉莎以後，以謊言穩定了路伯修士兵的軍心並與芭芭·雅加的泥土人軍隊交戰，但連所使用的劍也破損，因趕來的艾蓮而得以保命。一連串事件以後前往席雷吉亞，謁見維克特王好好談談（抱怨）之後先行啟程返國。
布琉努正遭受薩克斯坦舉兵進犯時帶領著三千人的部隊，並在與堤格爾會合以後，提議由堤格爾擔任總指揮官；同時告知堤格爾杜蘭達爾被偷走了。得勝以後的晚宴中慨嘆這原本亦是慶祝堤格爾重返故國，並接受他關於其母親的詢問。然後晚上抵抗布琉努叛亂貴族的襲擊，並且在堤格爾擊退嘉奴隆後與他會合。到蕾琪女王的寢室時發現傷重而死的奧古斯特後安慰堤格爾。第二天與一眾月光騎士軍將領商討對付施密特軍的方案。
但回王都尼斯途中遇到葛雷亞斯特操控的科提亞爾軍與安迪卡軍襲擊而敗北後，作為全軍代理總指揮官勉強統整起只剩下兩萬一千人的月光騎士軍謁見蕾琪女王。謁見後與玻德瓦宰相、奧傑子爵、莉姆、凡倫蒂娜等作秘密會談。其後在與玻德瓦宰相單獨談到擁堤格爾為王的事。隨即收到墨吉涅軍第二度入侵的消息。
在對抗墨吉涅軍的作戰會議上，受堤格爾所命作為守住王都的守備隊指揮官（但實際指揮的是米拉）。當堤格爾請求他如有萬一就由他照顧蒂塔以及將自已拱上王座的意圖時，反過來請他與蒂塔交換兩方的想法以及詢問他有無這想法。以後堅守至40天，終於等到堤格爾的分隊歸來。
堤格爾等人造訪布琉努王宮書庫期間，通知他倆布琉努派遣出使吉斯塔特的使節團與萊格尼察公國的新任戰姬等消息。在餞別宴上得知堤格爾開始設想成為國王。
當蕾琪決定親自前往亞爾堤西姆時有所疑問，但眼見法隆陛下的手記而被蕾琪說服，並與克羅德和瑟蕾娜一同同行。以後也不得不隱瞞著玻德瓦宰相與她前往吉斯塔特。與蕾琪一起來到利托米什爾，並且與葛斯伯重聚。以後亦有出席吉斯塔特的太陽祭。
在本編結束時（三年間），身穿以綠色爲基調的絹服，頭發和胡須都變成了顯眼的花白，可背脊依然筆直、步伐也相當穩重。這時已計劃隱居。
尤爾潘·羅達特
馬斯哈伯爵之長男。
布琉努王國內亂時因馬斯哈顧忌到自己要是有個什麼萬一，需要他繼承血脈，而沒有讓他參戰。
布琉努正遭受薩克斯坦舉兵進犯時代父守護領地。
葛斯伯·羅達特
馬斯哈伯爵的二兒子，22歲（第三部）。
在堤格爾成為伯爵前如同他的哥哥。
內亂時因應必要時需有相應地位的人在場而在奧德待命。
王國遭薩克斯坦入侵時擔任父親隨從出征，在波瓦爾平原上的決戰中率領兩百名十字弓兵。得勝後亦有參與凱旋儀式。於晚上抵抗布琉努叛亂貴族，趕著與馬斯哈會合時受到嘉奴隆襲擊，被其擊倒，醒來時馬斯哈已經到來。以後的布羅瓦爾平原一戰中，與堤格爾等弓箭手發射火箭，向施密特軍縱火。
他率領的偵察部隊發現了剛救出艾蓮的堤格爾與米拉。
在偵察格爾果瓦要塞時被穆拉特軍從背後偷襲，身負重傷。直到舉行堤格爾餞別宴前康復。
以後作為使節團的副使與堤格爾一同出發。使節團解散後留在吉斯塔特，與盧裏克一組在王都裏搜集情報，期間發現盧斯蘭王子罹患的心病未癒。離開王都途中受強盜集團襲擊，因米拉屬下的偵察兵前來而得救，以後一同去尋找堤格爾。抵達劄岡之後分頭行動，並隨奧爾嘉以後找到堤格爾以及與其交戰的嘉奴隆。以後為了保護剛變回原樣的堤格爾和蒂塔而與無數魔物交戰。
黑龍旗軍組成以後與堤格爾、達馬德和納姆離隊潛入王都救出尤金。行動中負責潛入，並且在眾人被發現時與堤格爾向帕耳圖逃出，抵達以後受堤格爾請求到利托米什爾帶尤金的妻女到他身邊。來到尤金生前的領地利托米什爾並且參與其葬禮。馬斯哈隨與蕾琪來到利托米什爾後與其父重聚。以後亦有出席吉斯塔特的太陽祭。
瑪奇爾塔
馬斯哈伯爵的奶媽。超過70歲。現在於馬斯哈的宅邸裏擔任侍女。
在馬斯哈出生前就在宅邸裏工作，小時候經常照顧馬斯哈。馬斯哈對她抱持著既尊敬又倚重的心情。
堤格爾還小時到奧德玩的時候受她所照顧過，她對堤格爾也是以親切的態度接待。
馬斯哈與莉莉安妮成婚時超過50歲，但以後經常被莉莉安妮吃醋。
莉莉安妮
馬斯哈的妻子，堤格爾對她的印象是一名纖瘦而充滿威嚴的貴族夫人。
葛斯伯曾對堤格爾說過“我的身高是超過她了，但我這輩子應該還是在她面前擡不起頭來”。
在馬斯哈23歲時和莉莉安妮結婚，當時的她只是19歲。但她認為馬斯哈信任瑪奇爾塔，以及瑪奇爾塔會推敲馬斯哈的心思做事這兩點一直不滿而在吃瑪奇爾塔的醋。以後她從學會打理家事開始，終於化解芥蒂。

### 官員
皮埃爾·玻德瓦（Pierre Badowin，聲：檜山修之）
輔佐國王法隆和蕾琪女王的宰相。一名身穿灰色官服的男人。那微微上吊的雙眼以及微圓的臉龐，還留著長至兩頰的八字鬍，不禁讓人聯想到貓。作為參政者，一般只站於現實視角，而不相信奇蹟。
在國王因病倒下以後，代替他繼續支撐布琉努王國處理著各種國務。對於老相識的馬斯哈則是將國王的現狀告訴了他，並向他說明關於貴族請願的事情交由兩位公爵處置，而身為宰相的他不會出手干涉與其相關的紛爭。在蘇菲到布琉努王國拜訪時亦與她一談，並通知她有關堤格爾已經犯下反叛罪的消息。
為了厘清堤格爾的真正想法而與他親自見面。最初擔心堤格爾抱持著「擊敗泰納帝公爵以後取代兩大公爵地位」的想法，但對於他表示全無野心的親口聲言大感驚訝。在返回王都以後立刻向國王法隆稟報堤格爾和蕾琪的事情。並代替國王執行凱旋儀式。
布琉努王國內亂以後仍然擔任宰相，並請求馬斯哈到王宮任職，支持著蕾琪女王。經常和馬斯哈互相指責對方的不是。
判斷不管是在公開還是私人兩邊的場和方面，堤格爾是與喜歡他的蕾琪女王結婚並當上國王的不二人選，而且愈快愈好。
在餞別宴先與堤格爾交談，以後告知眾人關於「月光騎士」稱號的事。
當蕾琪決定親自前往亞爾堤西姆時一度反對，並要求至少有一百名士兵護衛，但眼見法隆陛下的手記後被蕾琪說服。
為了延後光輪祭的舉辦發布蕾琪目前正置身吉斯塔特以平定吉斯塔特的混亂的聲明。
賽沛特男爵
布琉努國王年輕貴族，爵位為男爵，年約25歲（背叛後被捕）。雖是宮中的文官之一，但曬得黝黑的精悍臉龐，使他看起來更像個戰士。
據杰拉爾所言，他是所謂的中立派，即雖沒有積極地支持蕾琪公主，但也沒有表現出不滿或反感。但凡倫蒂娜看破他以帶有強烈負面情緒的目光看向了堤格爾，相信他背叛布琉努的謠言，而襲擊他和與梅莉桑德勾結是「正義」。
接過了堤格爾等人的武器。跟蹤艾蓮時因技術不高而被揪出來時，試圖掩飾跟蹤原因。然後晚上企圖襲擊堤格爾時被趕來的廬里克擊敗並且被葛斯伯逮捕以後打入大牢。
迪勒波德伯爵
布琉努國王貴族，爵位為伯爵（背叛後被捕）。
曾擔任過書記官和參議，是在王宮任職超過二十年的資深官員。與玻德瓦和馬斯哈也有深交，但也是制訂賽沛特男爵的叛亂計劃的人物。
叛亂計劃失敗以後被捕，當被馬斯哈質問叛亂原因時面不改色指出他“無法理解”。
伊西德爾
盧堤迪亞核心都市亞爾堤西姆的代理領主。年約35歲，有著深黑色頭發，並蓄著包覆整張下巴的濃密胡須。
根據葛斯伯的說法，此人是受到玻德瓦指名，並成為代理領主，亦是個相當優秀的人才。堤格爾亦認為他是個做事誠懇，能讓人産生好感的男人。
在布琉努王國內亂以後至使節團來到亞爾堤西姆的兩年間，作為官方派遣的代理領主令其走上重建的道路。
即使在薩克斯坦軍和墨吉涅軍入侵之際，也沒有從這座都市之中離開，而是加強防禦堅守不出。
在都市受到多勒卡伐克與其操縱的龍襲擊時率領士兵，在各處展開了救援行動。事件過後不得不再重建亞爾堤西姆。
在再重建期間發現通往聖窟宮的樓梯以後，寫下報告書並通知王都。

### 銀色流星軍／月光騎士軍
堤格爾維爾穆德·馮倫
詳見堤格爾維爾穆德·馮倫
蒂塔
詳見蒂塔
巴多蘭
詳見巴多蘭
馬斯哈·羅達特
詳見馬斯哈·羅達特
葛斯伯·羅達特
詳見葛斯伯·羅達特
雨果·奥杰（Hughes Augre，聲：糸博）
治理位處亞爾薩斯南方的特里托爾的貴族，爵位為子爵。55歲（第一部）→56歲（第二部）→57歲（第三部）→60歲（本編結束時）。擁有青銅色瞳孔瘦小身材的老人。平常是個會露出和藹笑容的穩重人物，但同時也具有著執政者的威嚴與嚴厲。
在與堤格爾進行接觸前曾率領軍隊前往孚日山脉企圖一舉剷除山賊團，但卻吃了敗仗，他本人亦因而受傷。
在初期對於泰納帝以及嘉奴隆的鬥爭表示中立，但是在經過馬斯哈的介紹與堤格爾進行接觸後，因為將其領地裡的山賊團肅清掉而成為了他們的同伴。在那之後率領其士兵以及近鄰的貴族們所形成的軍隊在阿爾薩斯和堤格爾一夥合流，開始並肩作戰。
布琉努正遭受薩克斯坦舉兵進犯時身在王都尼斯。首度擊退薩克斯坦以後亦有出席晚宴，並接受堤格爾關於其母親的詢問。
在本編結束時（三年前），在堤格爾登基的同時決定告老還鄉成為隱居。目前將孩子們衆集到財富之神德奇的神殿，教導他們讀書寫字和簡單的算術，藉以為其子培育人材。
杰拉爾·奥杰（Gerard Augre，聲：前野智昭）
奧杰子爵的兒子，擁有一頭褐色捲髮以及與其父親相同青銅色瞳孔的約25歲青年。和父親一同加入銀色流星軍。
是個愛挖苦諷刺別人、從來都不持有樂觀想法的现实主义者，即使對於父親所認同的堤格爾也並不信任。為了防止堤格爾會為了守護亞爾薩斯而做出捨棄特里托爾的行為，向堤格爾提出嚴厲的意見從而盡可能地觀察其器量和掌握他的為人。
另外亦有貼心的一面，當發現因為戰鬥疲勞而靠在一起熟睡的堤格爾和米拉之後，裝作没看到同時為了避免打擾到他們休息而禁止周圍的人進入。
並非那種武藝高超並直接在戰場上活躍以發揮積極作用的類型，而是個具有正確而快速地進行計算能力和恰如其分的處事手腕的人，這在處理補給和分配以及接收和檢查物資等調度後勤事務方面時發揮出巨大力量。這與在戰場上活躍的路里克形成鮮明對比，兩人相見時經常發生吵架。連莉姆暫時離隊前亦曾要盧里克特别注意他；而堤格爾亦曾警告他會將他變成布琉努的光頭。但兩人對危險氣味相當敏感這方面卻使他倆從此相合。
布琉努王國內亂以後，因其事務處理才能獲得極高的評價而於布琉努王國宮廷擔任書記官。其中一項工作是每兩個月前往萊德梅里茲向艾蓮報告孚日山脈的工程進度。
堤格爾落海失踪時正受玻德瓦宰相之命潛伏於涅梅塔庫，隨時觀察泰納帝公爵家遺族是否有出現可疑之舉。並在詳細掌握其遺孀梅莉桑德的動向後將調查結果回報給玻德瓦。
布琉努正遭受薩克斯坦舉兵進犯時身在王都尼斯。當堤格爾率領的月光騎士軍前來時作為使者與他見面，並告知他背叛布琉努的謠言。得勝晚宴中告知盧里克王宮的氣氛並不平靜以及存在著仇視堤格爾的團體。第二天與一眾月光騎士軍將領商討對付施密特軍的方案。
墨吉涅軍第二度入侵時繼續為王都尼斯管理和分配物資作出了貢獻。
以後作為使節團的副使與堤格爾一同出發。使節團解散後與堤格爾一同留在吉斯塔特，與達馬德一組在王都裏搜集情報。直到堤格爾突然離開了王宮並不知去向後，試圖請尤金幫忙時才得知尤金被押入大牢；在城門全數敞開而離開王都、朝著西北方前進的途中受強盜集團襲擊，因米拉屬下偵察的士兵前來而得救，以後協助米拉計算和物資管理。
在本編結束時（三年前），從父親繼承爵位和領地特裏托爾。並辭任宮廷書記官，與父親一同回到了領地。在當上奧傑子爵家的當家後，隨即獲蕾琪擔任在布琉努東部擁有領地的小貴族們的代表。即使忙碌得叫苦連天，尖酸刻薄的嘴還是不變。
西蒙·迪涅
加入銀色流星軍的布琉努國王貴族，爵位為男爵。約30歲，特徵是人中留著又細又捲翹的短鬍子，手裡拿著長柄釘錘和盾牌。
在布琉努王國裡，男爵的等次為五爵之末，是沒有資格獲得領土的。他們每年只會收到王國給予的些許俸祿，其他福利必須靠自己爭取。大部分的男爵都是依附在身為貴族的親戚之下，負責管理小鎮或村莊。但他卻是個只對精進自身和旅行感興趣的男人。馬斯哈看上他的實力與能在逆境中處之泰然的優點而將他引薦給堤格爾。堤格爾便把大約500名士兵交給他指揮。
在維萊克雷納平原之戰時，向堤格爾回報夏托爾子爵與凡唐伯爵背叛。
夏托爾子爵
加入銀色流星軍的布琉努國王貴族，爵位為子爵（背叛後被肅清）。
在維萊克雷納平原之戰時，背叛銀色流星軍並且投靠泰納帝公爵，被堤格爾一箭射殺。
凡唐伯爵
加入銀色流星軍的布琉努國王貴族，爵位為伯爵（背叛後被肅清）。
在維萊克雷納平原之戰時，背叛銀色流星軍並且投靠泰納帝公爵，被堤格爾一箭射殺。
布魯烈克伯爵
布琉努國王貴族，爵位為伯爵。年約25至30歲之間，有著一副端整的容貌和一頭自然卷曲的慄色頭髮。身穿鐵灰色的鎧甲，腰上掛著有如柴刀一般的巨劍。
布琉努正遭受薩克斯坦舉兵進犯時擔任六千騎貴族聯軍的總指揮宮，在南方與盧特司騎士團組成約一萬的軍隊，抵抗漢斯率領的薩克斯坦南攻軍的進犯。但是首戰中戰敗。以後與堤格爾和艾蓮的布琉努吉斯塔特聯軍會合，並組成月光騎士軍。在波瓦爾平原決戰中終於有反擊薩克斯坦軍的機會。以後也與月光騎士軍共同進退。
在對抗墨吉涅軍的作戰會議上，受堤格爾所命作為分隊領軍。在王都攻防戰第40天時掩護堤格爾的進攻。得知柯方現身王都後與堤格爾趕來恭賀他平安無事。

### 泰納帝家系關係者
菲利克斯·亞倫·泰納帝（Felix Aaron Thenardier，聲：松本大）
布琉努國王上流貴族，42歲（KIA），爵位為公爵，是馮倫家完全望塵莫及的世家大族。第一部最终頭目。銳利的眼神中蘊含著對自己力量的自信和毫無所懼的高傲。家族具有許多勢力龐大的貴族，擁有相當廣闊的領土，可動員兵力亦最多可到一萬名。
不論在王國主辦的馬上對戰中和與鄰國薩克斯坦的戰場上也立下過顯赫戰功，即使已經42歲但依舊繼續鍛煉著自己的身體，單憑劍術可與艾蓮匹敵。亦娶國王的侄女為妻，成為王家姻戚。可是他的自信卻逐漸轉變為高傲自大而導致他出現殘虐的性格，開始理所當然地蹂躪領民。是個能夠面不改色十分坦然地下達冷酷無情命令的人，另外亦保留理性判斷能力，至少不會對有利用價值的人施以嚴厲懲罰。
最初以為堤格爾是個除了弓箭以外沒有什麼長處、再渺小不過的懦弱小鬼，但其後堤格爾的一連串英勇戰績讓他也不得不承認堤格爾是個需要傾注全力才能擊破的對手。
自從法隆倒下之後就不斷擴大自己勢力，更為了顯示自己的力量而命令自己的兒子薩安將整個亞爾薩斯燒毀。但是當他得知薩安被堤格爾和吉斯塔托軍擊敗並戰死後感到無比憤怒。為了向他們復仇而派出了刺客想除掉他，並暗中拜託琉德米拉進行援助以阻止艾蕾歐諾拉的行動，與此同時也派遣了納瓦拉騎士團消滅堤格爾等人，但最終多個計劃都宣告失敗而一度無計可施。
當墨吉涅王國派出了大軍入侵的時候，一方面下令固守，另一方面企圖將堤格爾所率領的銀色流星軍推到前線與墨吉涅軍對戰並藉敵人之手徹底擊潰他們，或是在他們存活了下來以後由他親自處決。
擊退了墨吉涅王國從海上進攻布琉努南部港口的船隊以後，從多勒卡伐克手中得到了五頭龍，先在蒙托邦草原上擊破嘉奴隆軍隊，然後企圖擊破銀色流星軍。雖然在對銀色流星軍的決戰中施以一切手段以取得勝利，但先後失去了兒子薩安和心腹斯堤德使他企圖親手殺死堤格爾的復仇之心更為強烈，甚至放棄了一些原來可取得勝利的計策。結果在梅勒維爾草原決戰中慘敗，並在最後與堤格爾展開單騎決鬥中被堤格爾一箭射殺。遺言是：「布琉努……就交……」
名字中的姓氏來自法国作家維克多·雨果的長篇小說《悲惨世界》的德纳第夫婦。
薩安·泰納帝（Zion Thenardier，聲：木村良平）
泰納帝公爵的兒子同時也是繼承人，17歲（KIA）。
雖然也具有一定的武藝，但在性格方面卻具有一定問題，對於地位比自己低的人則是表現出自大無禮的一面並且在關鍵時候也完全排不上用場。看不起並侮辱使用弓箭的堤格爾，但在聽見身為總指揮官的王子戰死後卻拋下身邊同伴光顧著自己逃跑。而且虐待領民就等同於捏死小蟲般不痛不癢，但他還是對國王或王子等王族抱有身為臣子的敬意。
受父親之命親自率軍侵略亞爾薩斯。入侵堤格爾的宅邸以後企圖侵犯蒂塔，但是手被堤格爾射中而並無得逞，軍隊被艾蓮所率領的吉斯塔特軍所擊退。以後在莫爾塞姆平原與堤格爾展開單騎決鬥又被自己所看不起的弓箭射穿其左臂。喪失戰意的他再度拋下身邊下屬，企圖乘上飛龍逃走（動畫版第3話中還追加了阿爾薩斯會由他父親毀滅的狂言），但被堤格爾以黑弓將飛龍一併擊墜並陷入平原角落的泥沼之中而戰死（動畫版第3話中改為堤格爾對其與飛龍的首箭就一併射殺）。
梅莉桑德·泰納帝
泰納帝公爵的遺孀，將滿35歲（第三部，起事失敗後自盡），外表看起來卻比實際年齡年輕約5歲，長有璀燦的金色長髪與端正的臉龐。法隆國王的侄女，也是蕾琪的表姊。
在夫婿謀反的罪證確鑿之後理應同被問罪判刑，但因王族血脈而免於受罰。而蕾琪也沒有想要將同時經歷喪夫及喪子之痛，又失去封地的表姊處刑的念頭。然而蕾琪和玻德瓦也不可能放任她不管，因而將她安置在涅梅塔庫的一座神殿之中。
但從杰拉爾寄給玻德瓦的信，說明其行為有異。比如自去年開始，就一直在打探蕾琪身邊的各種情報。其後被馬斯哈認為是招來布琉努正遭受薩克斯坦舉兵進犯以及南部主要港口倒戈的主犯。被認為其目的是要驅逐蕾琪，讓自己坐上王座。
在布琉努王國正舉行光輪祭中獲邀請參加，但她卻企圖指出杜蘭達爾是贗品以動搖蕾琪女王的政權。因没想到蕾琪準備了兩把假的寶劍而行動失敗，並且被軟禁在王都尼斯王宮的地下樓層客房裡。
布琉努首度擊退薩克斯坦的凱旋儀式當晚得阿爾曼子爵救出，以後帶領叛亂貴族組織攔截蕾琪。被其質問她統治布琉努的方式時，說出她將一切都導向「正途」的企圖。但堤格爾與艾蓮先後突入謁見大廳導致戰局逆轉以後，企圖以假寶劍的碎片刺殺蕾琪，但被其以火把點燃燒傷，最終為求解脫而以碎片自盡。遺言是：「我……只是，想回到……那個、時候……」
斯堤德（Steid，聲：濱田賢二）
泰納帝公爵所信賴的隨行騎士，33歲（KIA）。
頂著一頭金色短髮，臉色蒼白而且如蠟像般面無表情的臉上長著細小鬍渣，擁有一副中等身材，穿戴著鐵灰色的鎧甲。
作風踏實不浮誇，同時也是名身經百戰且很少失敗的武將，不僅武藝高強、善於指揮，也於忠泰納。
當墨吉涅王國派出了大軍入侵的時候根據泰納爾公爵的下令堅守王都。雖然順利阻止了由葛雷亞斯特率領的嘉奴隆軍隊的進攻，但卻被逼得不斷後退，一度被逼到涅梅塔庫的附近。直到得到泰納帝公爵的增援才反敗為勝。
在泰納帝公爵親自出馬前往聖窟宮時幾經堅持以後獲與其同行，並與堤格爾等人發生遭遇戰。期間展現比盧里克高強的實力。更在聖窟宮崩塌時企圖以長劍刺殺堤格爾，連堤格爾都對其把生死置之度外不禁為之駭然。但其致命一擊卻被巴多蘭拾身擋下而失敗，他亦被巨岩碾碎一半身體陣亡。
其訓練過劍術的一部份騎士成為日後布琉努叛亂貴族以下50人組成的組織戰力。
索尼埃爾侯爵
對泰納爾迪耶公爵進行協助的布琉努國王貴族，爵位為侯爵。
在梅勒維爾草原決戰時，指揮四槍之陣的行動。但終究無法如泰納帝或斯堤德那般靈活指揮四槍之陣。向泰納帝公爵要求支援也被拒絕了。
阿爾曼子爵
對梅莉桑德進行協助的布琉努國王貴族，爵位為子爵（背叛後被肅清）。
在王國南部擁有封地，是個體態結實魁梧的壯漢，手腳都有蕾琪公主的一倍粗。在戰場上總是扛著巨劍站在部隊前方，以驍勇善戰聞名。
在布琉努王國正舉行光輪祭中獲邀請參加，但梅莉桑德指出杜蘭達爾是贗品以後拿起杜蘭達爾贗品並將其折斷。因没想到蕾琪準備了兩把假的寶劍而行動失敗，並同樣被軟禁在王都尼斯王宮的客房裡。
布琉努首度擊退薩克斯坦的凱旋儀式當晚得布琉努叛亂貴族以下50人組成的組織救出，救出梅莉桑德後一同攔截蕾琪並把第二把假的寶劍都粉碎，但堤格爾與艾蓮先後突入謁見大廳後，企圖與艾蓮交戰時被堤格爾一箭射殺。
科提亞爾伯爵
布琉努國王貴族，爵位為伯爵（KIA）。
向梅莉桑德效忠，並為她招募約一萬人的軍隊。
但王都尼斯的一片草原上被凱倫所殺，其一萬兵力也被奪走。

### 嘉奴隆家系關係者
馬克西米利安·班奴薩·嘉奴隆（Maximilian Bennusa Ganelon，聲：飛田展男）
與泰納帝齊名的布琉努國王上流貴族，爵位為公爵（背叛人類，成為魔物，已消滅）。和泰納帝家一樣擁有好幾位勢力強大的貴族親戚，與其互相競爭從以前關係就相當惡劣。其權勢就連國王法隆也無法忽視。嘉奴隆的姊姊與國王的侄子結婚，因此也是王家姻戚。
個子相當矮小，大約與14、5歲的少年相當，就連華服下的身軀也很瘦小，手腳如孩童般纖細。頭上沒有半點毛髮，總是戴著絲質帽子。
根據布琉努建國神話及古文獻記載，初代嘉奴隆公爵幾乎可以說是夏立爾先王的重臣和摯友，並非常受後者所信賴。而且初代嘉奴隆公爵原為神官。雖說是神官，但不只接受諸神神旨，還會在深山或是森林深處之中與精靈和妖精交談，借用其智慧，同時也擅長咒術。據說更與難以分辨是老人還是骸骨的怪物交戰。因而受夏立爾委托管理當年降下神諭的聖窟宮以及建在上頭的都市亞爾堤西姆。嘉奴隆家作為神官的歷史自初代起只延續了三、四代，因習慣了布琉努貴族身分而結束。
但事實上就是初代嘉奴隆公爵本尊，年齡遠超於布琉努國王的建國史。布琉努建國以前除與非人之物接觸，有時也在人類的居住地出沒，被人們稱爲「（小小）賢者閣下」。直到一天在盧堤迪亞遇上年約25歲的夏立爾時，徹底改變了自己的人生。以後被他一直帶往一連串的事件和戰爭期間，爲他絞盡腦汁獻上計略。夏立爾建國成國後從神官直到成為獲封盧堤迪亞為領地的公爵。稱夏立爾為他的一位老友，但他在另一方面又認為這是他人生之中最不尋常的一段。
因受魔物柯契意的長年影響，現在的他是個沒有任何可以討人喜歡一面、令人生厭的醜惡小人。在故事中表現出殘忍的一面，並堅持「無論是領地還是財產，向來都是多多益善，而來分一杯羹的同夥則是愈少愈好」的主張。
得知黑弓在堤格爾手上。而他在談到龍時，亦暗示他曾多度以其能力擊倒龍。會讓他認真考慮並采取行動的只有戰姬、魔物以及女神。然而他亦曾說過，要是他被黑弓或是龍具毀滅，就再也不能復活。
有著奪走魔物生氣和能力並使之消滅的「吞噬」能力。使用時會從手發出紫光並剌向對象，並且以連結兩者的紫光奪走對象的力量。過去吞噬的第一頭魔物是柯契意，因而被魔物如此稱呼，而自身也逐漸變得不像人類，但卻不承認魔物為其同類並討厭被這樣稱呼。但不單是凡倫蒂娜，各款龍具都判斷其為一頭魔物。目前被他吞噬的魔物包括柯契意、芭芭·雅加和旺賈諾伊，已知從「吞噬」中奪得的能力是與身材不符的怪力、徒手接箭、超高速轉移、將身軀的一部份變化為被黃色磷光包覆著的白骨、將左眼變成左臂、體內收藏大劍、單手揮動大劍（疑似從柯契意奪取的能力）、火球與雷電魔法、生成大量魔物（從芭芭·雅加奪取的能力），以至如觸手般伸縮自如的舌頭、吐出看似黑色痰沫的酸液（從旺賈諾伊奪取的能力）。
真正目的是召喚並且吞噬「魔之蒂爾·納·法」，將其力量納為己有，讓自己成爲神。認為就算自己因而顛覆世界也無所謂。為了讓魔之蒂爾·納·法降臨于世，他需要利用堤格爾成爲女神的容器。而吞噬旺賈諾伊以後，大陸各地因而發生各種異常的現象。
可也不是毫無弱點，堤格爾發現他並無學習劍術，以致攻擊方式相當單調。
自從國王法隆倒下之後就不斷擴大自己勢力。並在王都舉辦王子的假葬禮以掩飾她存活的事實。但事實上他之所以和泰納帝競爭，只不過是為了打發時間。對他來說，蕾琪是生是死也都無所謂。
在戰敗的羅蘭返回王都以後，將他騙進一間小房間，然後施以一種名為「蜂牢」的刑罰，以毒蜂將他處死。但其實真正的目的是要消滅杜蘭達爾的使用者。
在布琉努國王內戰的後期將所有的財產運出亞爾堤西姆後，裝成患上失心瘋並放火燒光亞爾堤西姆而且發放假消息以偽裝成已經死亡；並藏身在一座港口都市裡。在提格爾勝利以後與葛雷亞斯特離開布琉努，並在凡倫蒂娜的協助下潛逃到奧斯特羅德公國。
亞斯瓦爾和吉斯塔特內亂獲平定以後，使用假名麥亞·裘里納煽動奧格爾特伯爵以救出被囚禁的堤格爾之名義攻打路伯修公國。以後吞噬掉芭芭·雅加剩餘的力量，消滅了她。
布琉努首度擊退薩克斯坦的凱旋儀式當晚突襲王宮。為了試探堤格爾的其實力而與其交戰，擊倒葛斯伯和盧里克後被得前來協助的凡倫蒂娜的堤格爾以黑弓與龍具之力擊退，事後在斜坡以下與凡倫蒂娜交談。
旺賈諾伊再度被堤格爾和琉德米拉擊敗後企圖吞噬他，因隨後現身的多勒卡伐克提議在冬季讓蒂爾·納·法降臨于世而暫且聯手。
當使節團北上港都期間，在崩塌的聖窟宮裡待機時以杜蘭達爾攻擊旺賈諾伊，並且將其釘在牆壁上過後吞噬掉旺賈諾伊剩餘的力量。以後在吉斯塔特執行讓女神降臨的儀式。但旺賈諾伊並無因吞噬而被徹底消滅，以後依然留在其的體內；之前吞噬魔物後並無出現任何變化的身體，如今其特徵稍微顯露到表面。
第二次吉斯塔特內亂開始後，在使節團宿舍的堤格爾房間留下恐嚇信。以後在劄岡一座損毀的蒂爾·納·法神殿以內作好召喚魔之蒂爾·納·法的儀式，然後等待堤格爾的前來，並在他來到以後先後以魔物的能力與杜蘭達爾展開激戰。當奧爾嘉等一眾戰姬先後趕到以後，隨即將堤格爾變成魔之蒂爾·納·法。等到眾戰姬削弱魔之蒂爾·納·法以後，吞噬掉其的剩餘力量並且變成一頭巨人。並一邊生成無數魔物襲向艾蓮等人，一邊以召喚出來的黑色太陽顛覆世界。莉姆也變成戰姬並加入眾戰姬的攻勢以後，右手一度被擊破而失去杜蘭達爾。最後雖以瘴氣防護膜擋下堤格爾集眾人之力生成的箭矢，但被堤格爾射出的下一箭射穿臉孔。在看到查爾斯的幻覺以下，被以前吞噬的力量反噬消滅、化作光芒向上噴發而變成极光。遺言是：「好啦，把心愛的紅駒牽來吧……奔向……大地的盡頭……」嘉奴隆滅亡以後，令大陸全土都爲之混亂和恐怖的異常現象也隨即消失。
名字來自法国11世纪的史诗《羅蘭之歌》中查理大帝手下最好的十二位聖騎士當中出賣羅蘭的背叛者加納隆伯爵。
凱倫·安格蒂爾·葛雷亞斯特（Charon Anquetil Gleast）
對嘉奴隆公爵進行協助的布琉努國王貴族，爵位為侯爵，約25歲（已被處決），治理艾瓦露地區，奥杰子爵以前也曾經和他打過幾次交道。
臉龐如貴族少爺般俊秀，灰髮也梳理得相當整齊—身上穿著繡有金線的華貴絹服，與他修長的身形極為相稱。
雖然同樣也是一個殘忍的人，但是他本身也知道自己的殘忍程度遠不及嘉奴隆公爵。
事實上曾擔任前往亞爾薩斯的嘉奴隆軍隊的指揮官。
對於艾蓮一見鍾情，並將企圖把她變為自己的東西視為其唯一私欲，但被她所厭惡。
指揮和編隊能力高明得讓人戰慄，能夠正確地看出一群烏合之衆當中每一個人的長處，並將他們編制在適合的隊伍之中。以後就是藉以擊敗月光騎士軍，同時以縱欲和恐懼令他倆聽命於他。
以使者的身份在堤格爾和艾蓮面前出現，交涉失敗以後率領嘉奴隆軍隊攻打銀色流星軍，但被堤格爾的計策所擊退。
在泰納帝軍堅守王都時，率領嘉奴隆軍對泰納帝軍積極地持續進攻並一度逼到涅梅塔庫的附近。由於被嘉奴隆公爵發布了緊急命令而從戰場趕回亞爾堤西姆，導致蒙托邦草原的嘉奴隆軍兵敗如山倒。當他在談論如何擊破泰納帝迪耶公爵的五頭龍的手段，嘉奴隆公爵卻宣稱他有屠龍計策時，他也從後背傳來一陣惡寒。
亞斯瓦爾和吉斯塔特內亂獲平定以後，受到嘉奴隆「盡可能地令布琉努陷入混亂」的命令，回到布琉努並來到南部港口都市普拉爵，煽動不滿蕾琪女王的布琉努南方港口都市有力人士偷走杜蘭達爾，企圖觸發第二次布琉努王國內亂。並策劃主導表面上暗殺蕾琪公主、事實上偷走杜蘭達爾的行動。偷出杜蘭達爾後交給嘉奴隆公爵。之後來到了涅梅塔庫，並偽裝為梅莉桑德的黨羽，乘機將科提亞爾伯爵殺害並奪走其一萬兵力。
在月光騎士軍回王都途中的各條河川下毒後派安迪卡子爵軍隊尾隨其後，並於下毒的另一河川以科提亞爾軍與安迪卡軍包夾擊敗月光騎士軍時，利用反龍具鎖鏈俘虜艾蓮，並企圖她變成其東西而多度以變態手段非禮她。但得知墨吉涅軍第二度入侵布琉努後，企圖領軍儘快前往盧堤迪亞西南方的蒙圖爾途中受提格爾和柳德米拉的奇襲中右手兩度受箭所創，艾蓮亦從他的魔掌中逃出。以後在蒙圖爾之役當中敗走，最後在蒙圖爾被過去陷害的道尼抓住，最後被過去自己所創的極刑「火焰甲冑」燒灼、全無遺言以下殺死。凱倫死後，其燒毀了的頭顱被道尼用以獻給月光騎士軍。
在動畫版當中，因擔任交涉的使者的部份被省略了而並非出現，即使嘉奴隆逃到奧斯特羅德公國亦並無出現。
安迪卡子爵
對葛雷亞斯特進行協助的布琉努國王貴族，爵位為子爵。
受葛雷亞斯特所命，率領兩千人的軍隊，一開始尾隨月光騎士軍，並且在後者與受葛雷亞斯特指揮的科提亞爾軍時從後突襲。
法農·拉司裴德
對葛雷亞斯特進行協助的布琉努國王貴族，爵位為子爵（已被處決）。
為拉司裴德家的長子，理當有朝一日會繼承宅邸、爵位和領地蒙圖爾。然而其個性粗鄙，連父親都大感失望而指名的繼承人卻是次子道尼後，兩年前向嘉奴隆求助。在葛雷亞斯特以「企圖背叛王室」的罪名，處以極刑「火焰甲冑」燒死他後，誣衊道尼並迫使他逃亡後，得以「名正言順」的繼承家位。
但在敗走的葛雷亞斯特逃亡到蒙圖爾後不久，被過去陷害的弟弟道尼斬首而死。頭顱亦被道尼用以獻給月光騎士軍。
道尼·拉司裴德
被葛雷亞斯特和法農所陷害的布琉努國王貴族，爵位為子爵。
兩年前被葛雷亞斯特使計，將莫須有的罪名栽贓到頭上，被迫與自己一同展開流亡生活的朋友們逃亡。
在葛雷亞斯特逃亡到蒙圖爾時帶著朋友們乘夜突襲，將主要目標、其兄長法農斬首後，順勢以其人之道還至其人之身般將葛雷亞斯特本人所創的極刑「火焰甲冑」將其燒死。以後將兩人的首級獻給月光騎士軍，以及一起進宮陳述證明自身與和父親的清白。

### 騎士
羅蘭（Roland，聲：東地宏樹）
人稱布琉努最強的騎士，別名「黑騎士」，亦是納瓦拉騎士團團長，27歲（遇害）。頭盔、鎧甲、軍靴以至斗篷都呈現如潑墨般的漆黑（動畫版當中的鎧甲還於多處追加了紅色寶石狀裝飾）。其歷經鍛鏈的高大身軀充滿讓人倍感壓迫的氣勢。
原來是被遺棄在位於尼斯柳貝隆山麓下的孤兒，被一名巫女發現後，在柳貝隆山頂的神殿中生活，並對布琉努王國的建國君主夏立爾的崇拜日漸成長。在只有9歲時與當時還是王子的法隆相遇，並與他攀談以後決心成為騎士。
自13歲時便通過測試成為騎士之後，因為比任何人都要來得高超的劍術、槍術和騎術而從未在任何比試和戰爭中敗退過。在王國主辦的騎戰中連續三年獲得優勝；而且總是站在戰爭最前線英勇殺敵並將敵方主將斬於馬下。在年僅17歲接下駐守西方國境的職務時，仍然記得他的國王法隆把布琉努王國的寶劍「杜蘭達爾」下賜給他，並使他對法隆的忠誠心變得更為堅定。
收到來自王都的訊息以後派出納瓦拉騎士團全軍去討伐被判斷為叛國的堤格爾。在首次戰鬥中成功擊敗艾蓮等人並將趕來救助艾蓮的堤格爾斬傷；在第二次戰鬥中即使面對兩位戰姬聯手攻勢也佔有優勢，但最終在面對堤格爾誓言守護人民的信念和黑弓解放其威力以後便喪失了戰意投降，同時首度在心中發現終究無法徹底捨棄迷惘。在和平對談期間把「杜蘭達爾」交給堤格爾保管以證明他認同其所主張的正義。
在那之後返回王都並打算向國王稟報堤格爾一事以澄清誤會，但其後卻陷入嘉奴隆公爵的陷阱，被施以一種名為「蜂牢」的刑罰，最後死亡。
雖然被害，布琉努王國內亂以後，羅蘭之名仍讓人所畏懼。能從其劍下存活的堤格爾曾稱讚他非常強而且是位相當了不起的騎士。其遺體由玻德瓦偷偷接收並葬於柳貝隆山頂神殿。
名字來自法国11世纪的史诗《羅蘭之歌》的主角、查理大帝手下最好的十二位聖騎士之首羅蘭。
奧利維（Olivier，聲：內匠靖明）
納瓦拉騎士團副團長，亦是羅蘭的副官。體型修長。
在戰敗後率領軍隊返回到納瓦拉城以防止西方國境一直無人防守。
布琉努王國內亂以後，代理團長率領納瓦拉騎士團並公開宣誓效忠公主。
墨吉涅軍第二度入侵時率領騎士團進駐王都尼斯，受堤格爾所命統領來自西方的諸侯軍隊和騎士團的任務。當西方貴族們仍不信任堤格爾時，說出羅蘭交托「杜蘭達爾」給堤格爾的事。以後的守城戰第三天帶領部下，在城牆南側以十字弓打擊墨吉涅軍。可第四至五天就用盡粗箭，只得將十字弓收拾掉。
慶功宴以後與堤格爾正式告別，在這以前向他表達其所期望的國王的姿態。
在本編結束時（三年間），在堤格爾登基爲布琉努王以後不久，爲了向堤格爾宣示忠誠而正式升任爲團長。以後布琉努西部就長保安泰。
名字來自法国11世纪的史诗《羅蘭之歌》、查理大帝手下最好的十二位聖騎士之一、羅蘭的好友奧里維。
奧古斯特（聲：高階俊嗣）
統帥卡爾瓦多斯騎士團的騎士（KIA）。亞爾薩斯的平民出身，是個老實且值得信賴的男人。
在成為騎士之前一直侍奉著烏魯斯，因而和堤格爾與蒂塔關係很好，也是馬斯哈的舊識。其後烏魯斯為其寫推薦信，並為他當上騎士而高興。在羅蘭轉任納瓦拉騎士團之前亦經常有機會共事，所以才會對他的信感興趣。
對於因自己是騎士而無法幫助已經成為反叛者的堤格爾一事感到十分懊惱。直到墨吉涅的大軍入侵布琉努王國的時候，收到納瓦拉騎士團的羅蘭和奧利維請求救援的信，於是立刻率領二千名卡爾瓦多斯騎士團團員，和佩爾許騎士團的埃米爾以及盧特司騎士團的夏耶一起趕上前線，並在奧爾梅亞會戰中和堤格爾會合。
接到玻德瓦宰相的傳喚，受命保護蕾琪女王。布琉努首度擊退薩克斯坦以後亦有出席晚宴。晚上布琉努叛亂貴族襲擊時掩護蕾琪女王等人逃進地道避難，在卡爾瓦多斯騎士團被一一擊潰以下與叛亂貴族組織的暗殺者背水一戰，在寡不敵眾以下被刺殺。死前與趕來的堤格爾對上眼後才斷氣。奧古斯特死後，其遺體與卡爾瓦多斯騎士團成員一同葬於戰神特裏格拉夫的神殿墓園。
埃米爾（聲：石川英郎）
統帥佩爾許騎士團的騎士。比堤格爾年長約十歲。
在墨吉涅的大軍入侵布琉努王國的時候，從馬斯哈·羅達特伯爵那裡明白事情經過後，便立刻率領1,500名佩爾許騎士團團員，和卡爾瓦多斯騎士團的奧古斯特以及盧特司騎士團的夏耶一起趕上前線，並在奧爾梅亞會戰中和堤格爾會合。
在奧爾梅亞會戰後，向堤格爾提議讓銀色流星軍到佩爾許騎士團駐守的堡壘駐紮。
夏耶（聲：高岡瓶人）
盧特司騎士團騎士，年約30歲，是個虎背熊腰，有著一張嚴肅面孔，聲線也粗的男子。
在墨吉涅的大軍入侵布琉努王國的時候，在雨果·奧杰子爵的請託下，便立刻率領1,500名盧特司騎士團團員前來支援，和卡爾瓦多斯騎士團的奧古斯特以及佩爾許騎士團的埃米爾一起趕上前線，並在奧爾梅亞會戰中和堤格爾會合。
布琉努正遭受薩克斯坦舉兵進犯時收到命令，率領4,000名騎兵，在南方與以布魯烈克伯爵為首的貴族軍隊組成總計大約一萬的軍隊，抵抗漢斯率領的薩克斯坦南攻軍的進犯。但是首戰中戰敗。以後與堤格爾和艾蓮的布琉努吉斯塔特聯軍會合，並組成月光騎士軍。得勝以後亦有參與凱旋儀式。
在布羅瓦爾平原一戰中攻擊施密特軍的右翼，並在騎士團的左側遭到猛攻時撤退。
墨吉涅軍第二度入侵的守城戰中負責堅守東側城牆。慶功宴以後與堤格爾正式告別。
雷奧納爾
統帥盧特司騎士團的騎士。
柯方
統帥賽維拉克騎士團的團長，約45歲。
據說是一位偶爾會意氣用事的人，但平常的他行事不拘小節，也很受騎士們愛戴。不僅是個出色的戰士，也是個優秀的指揮官。只是對於要塞之外的一切都不太感興趣。與布魯烈克伯爵為舊識。
在薩克斯坦入侵之際，該騎士團處於無法動彈的狀態。
墨吉涅軍第二度入侵時，反抗蕾琪抛棄要塞、前來王都集結兵力的命令，並表示要死守要塞。
當月光騎士軍分隊協助他倆解圍以後，一度反過來斥責堤格爾的分兵決定，但反受艾蓮斥責其無視公主命令以後，向堤格爾道歉並受其指揮。銷毀要塞以後，與布魯烈克伯爵佯攻馬西裏亞。以後再率領騎士團，以火攻破壞南部各個港都的船隻，切斷墨吉涅軍的補給線。最後遙訪王都，並獲堤格爾和布魯烈克的恭賀。
加斯塔迪
統帥格爾果瓦騎士團的團長（KIA）。
墨吉涅軍第二度入侵時，反抗蕾琪抛棄要塞，前來王都集結兵力的命令，並表示要死守要塞。
但當穆拉特軍解除對要塞的包圍，而企圖率領格爾果瓦騎士團從後突襲穆拉特軍時，反被其包圍殲滅。他也在拼命奮戰後戰死沙場。
貞德
蕾琪以雷格那斯的身份參與迪南特戰役時跟隨於身邊護衛她的女護衛（KIA），故鄉在阿尼亞斯的某個村落。本編中未登場。
教導蕾琪許多事，包括如何生火、眺望夜晚的繁星以辨識方位的方法，甚至是宮廷裡的導師們絕不會告訴蕾琪的一些庸俗的故事。
在迪南特戰役中保護蕾琪，在刺客襲擊中逃出了迪南特。
但在蕾琪試圖返回王都時，被嘉奴隆公爵所阻撓，為了守護蕾琪而殞命。
名字來自法国百年战争的女將領、天主教聖人聖女貞德。
克羅德
蕾琪拜祭羅蘭時跟隨於身後護衛她的男騎士。穿著白銀胸甲，腰上配著長劍，未滿30歲。
尊敬著羅蘭，也知道不得不打造假的不敗之劍的事情原委。
布琉努首度擊退薩克斯坦的凱旋儀式當晚，布琉努叛亂貴族襲擊時逃進地道避難，沒想到還是被梅莉桑德帶領的叛亂貴族組織攔截，因堤格爾與艾蓮先後突入謁見大廳而得救。
堅守城牆40天時亦與瑟蕾娜一同保護蕾琪。
當蕾琪親自前往亞爾堤西姆時起，與馬斯哈伯爵和瑟蕾娜一同同行。
瑟蕾娜
蕾琪拜祭羅蘭時跟隨於身後護衛她的女騎士。穿著白銀胸甲，腰上配著長劍，未滿30歲。
尊敬著羅蘭，也知道不得不打造假的不敗之劍的事情原委。
蕾琪走進堤格爾泡澡的澡堂時代替原管理員，站在澡堂門口守候。晚上布琉努叛亂貴族襲擊時逃進地道避難，沒想到還是被梅莉桑德帶領的叛亂貴族組織攔截，因堤格爾與艾蓮先後突入謁見大廳而得救。
當蕾琪現身城牆時，將造型類似於「杜蘭達爾」的長劍遞給蕾琪。堅守至40天時亦與克羅德一同保護蕾琪。
當蕾琪親自前往亞爾堤西姆時起，與馬斯哈伯爵和克羅德一同同行。並且陪同蕾琪打開聖窟宮的門扉。

## 吉斯塔特王國

### 王族
黑龍化身的王
吉斯塔特王國的建國君主。據說在300年前，從超過50個部族在吉斯塔特的土地上爭奪霸權，減少至約30個時忽然出現。
自稱是黑龍的化身，並表示只要臣服於他便可獲得勝利。幾乎大部分的部族都嘲笑他，但仍有七個部族相信了他的話而選擇追隨他。作為效忠的證明，他們從部族中選出外貌最美且擅長武藝的女子送給他為妻。他賜予這七個妻子龍具並讓她們成為初代戰姬。之後他所率領的七部族，在與其他部族的戰爭中接連取勝。在統一各部族後仍然持續征討鄰近諸國，逐漸擴大自己的領土。最後終於建立了吉斯塔特王國。
成為國王以後在國內設置了七個公國，連同自治、徵稅、徵兵等各種特權分別賜給了七名妻子，並且確立了戰姬制度和目的。
此外，他是歷代國王之中第一位亦是唯一一位可以獲得全部戰姬的忠誠的吉斯塔特國王。
維克特·阿圖爾·沃克·崔·埃斯堤斯·吉斯塔特（King Victor，聲：長克巳）
吉斯塔特之王，60歲（第一部）→61歲（第二部）→62歲（第三部，已故）。早於第一卷從艾蓮口中提及，直到第二卷正式登場。
具有修剪得相當整齊乾淨，但看起來卻缺乏光澤的灰色頭髮和鬍子。不只臉色暗沉，藍色的雙眼也欠缺活力。背部雖然相當挺直，但從他寬鬆的衣服中伸出的手臂，卻顯得異常細瘦。
與歷任國王一樣對自國各名戰姬之事有所恐懼，即使當布琉努王國已經在內戰邊緣亦沒有表現出任何積極態度。但因獲得了阿尼亞斯之地而獲評為名君。
可臨終前想讓「回歸」的盧斯蘭王子坐上王位的執念，卻導致凡倫蒂娜可乘機引發規模更大的第二次吉斯塔特內亂。
被艾蓮評為「太没有擔當」「反正國王是他，我就用對待國王的方式和他相處」「性格多疑又陰險，還老是想著該如何削弱戰姬的力量，害怕他會被這股力量反咬一口，連要把力量轉而對付他國的知識和野心都沒有」。
而堤格爾亦形容他有如位於昏暗森林深處，數十百年都不曾沐浴在陽光下、沒有任何氣味和聲音的無底沼澤。
自稱在十多歲時也經常扛著弓箭騎馬，可20歲之後因成為國王而都被沒收。尤金認爲其弓箭技術不如堤格爾。
將布琉努王國視為極為親切的比鄰友邦，什至因至指名尤金而非伊爾達繼任；可也不會為了吉斯塔特而特意擁立一位傀儡國王，認為這只會帶來混亂的局勢。
第二部初通過信件發出請託，委託堤格爾擔任前往亞斯瓦爾王國的密使，去跟杰梅因交涉。
第8卷時感染了風寒以後，將尤金和伊爾達兩人召上王都，並指定尤金為下一任的國王以及伊爾達輔佐新王。
因羅達特伯爵對於將堤格爾作為使者的身分出使他國的質問，答應堤格爾毋須三年期限即可返回布琉努王國，只是建議讓他回國以前參與太陽祭。
第11卷初在太陽祭上正式宣佈帕耳圖伯爵成為吉斯塔特王國的新任王儲。以後與堤格爾會面中請問他想要的獎賞，同時警告堤格爾沒有野心與慾望是其極大的缺點。最後給予堤格爾二十輛馬車份的大桶吉斯塔特金幣連馬與馬車。第二天宣布布琉努王國正遭受薩克斯坦王國入侵，而堤格爾決定回布琉努對抗薩克斯坦以後，下令艾蓮與凡倫蒂娜支援堤格爾。
第12卷賜前來王都謁見的菲尼莉雅「煌炎的朧姬」的稱號、阿爾夏芬的姓氏以及萊格尼察公國。
第15卷前開始有意地將自己減少的工作量托付給尤金，直到秋季時看見凡倫蒂娜帶來已經康復的盧斯蘭王子以後，宣布盧斯蘭王子的「回歸」和王子繼任下一任的王位。同時賜孫兒瓦雷利王子與尤金的女兒結婚。以後伊爾達公爵前來謁見時回應其詢問，並希望他今後協助盧斯蘭和瓦雷利王子。
當堤格爾的使節團來到吉斯塔特王都席雷吉亞第二天駕崩。
盧斯蘭·吉斯塔特
維克特的兒子，吉斯塔特王國的王子→代理國王，第一順位的王位繼承人，30歲（故事開始前）→38歲（第三部，已故）。有一名兒子。
凡倫蒂娜成為戰姬之後曾在經過神殿時見過他。任憑淡金色的頭髮胡亂生長，臉的下半部也滿是鬍渣。身上邋遢地穿著一件上等綢衣，右腳穿著皮靴左腳卻是赤腳。五官相當端正但是目光無神，嘴巴半開地哼著走調歌聲，口水流到了下巴。並以該模樣踩著有如醉漢般的步伐在神殿四周遊蕩。
以前是個開朗又豁達的王子，在政務和軍事上的表現都相當出色，也認真學習武藝和學識，重臣們也很信任他並認爲他會成為下一任國王，對他感到相當放心。但在八年前罹患心病，在王宮外圍的離宮縱火。數日後便以養病為由被幽禁在某間神殿裏。因為維克特還懷著一絲期待，認為他的病或許有一天會痊愈，所以並未剝奪王位繼承權。
幾乎無人得知其罹患心病的原因。凡倫蒂娜曾因好奇而調查過王子為何得了心病，但是花費了近一年的時間調查後也沒有發現任何陰謀詭計。最後也只能以王子生病作結。只有姑姑娜塔夏得知其心病的真相。
曾化名「沛特羅夫」以探訪娜塔夏與待在其身旁的凡倫蒂娜，並與她聊起王都的近況。知道凡倫蒂娜喜歡看書後，便經常向她介紹書籍，並親近得可稱呼她「蒂娜」。
凡倫蒂娜回報布琉努和薩克斯坦之間的戰事後，潛在王都並且潛入其所在的神殿，並且餵飲著治愈心靈的藥物。結果秋季時治愈，並且獲父王宣布「回歸」和繼任下一任的王位。以後總是依偎在凡倫蒂娜的身旁。同時也答應了其子瓦雷利與尤金之女的婚事。
當堤格爾的使節團來到席雷吉亞時代父王接受堤格爾等人的謁見。父王去世後主持其喪事。
發現凡倫蒂娜與菲尼莉雅引發戰姬互鬥以後，處以兩人交出龍具並禁足三十天的處分。第二天微服親臨歐貝達斯的宅邸，並且探望蘇菲與莉莎。然後與堤格爾交談，一方面得知他與一眾戰姬之間的往事，另一方面也向他說明自己患上心病與康復以後的事。得知堤格爾提議舉辦狩獵大會的目的以後，希望與他成為朋友。
在狩獵大會中與尤金暢談，期間讓尤金憶起了以前的維克特國王的身影，確實地化解彼此的芥蒂並締結了強烈的信任關系。可隨即受到刺客攻擊，因艾蓮護駕而保著一命。以後得尤金更積極地輔佐政務。但因以前凡倫蒂娜被禁足，加上需要埋首處理政務而並無休息，十天後因過勞而在辦公室昏倒。
兩天後才恢復健康，但這時開始出現記憶障礙。以後更變得極為衰弱，變回罹患心病時的模樣，並將回歸王都的凡倫蒂娜誤看作年輕時的她。
第18卷在氣色稍有好轉時，將兒子瓦雷利托付給凡倫蒂娜照顧。凡倫蒂娜為救瓦雷利而受重傷後來到城牆，並將她抱至離宮。同時派出急使請堤格爾獨自前往王都。堤格爾到來後告知他凡倫蒂娜和米隆的死因，並得知他稱王的理由與以後的事後，將吉斯塔特與其子瓦雷利都托付給堤格爾。最後一如八年前般，燒掉離宮並且藉以自焚。遺言是：「雖然這對喚醒我的她來說有些過意不去，但死人果然還是不該四處走動才對。」
瓦雷利·吉斯塔特
吉斯塔特王國的王子，盧斯蘭的兒子、維克特的孫子，2歲（故事開始前）→9歲（第二部）→10歲（第三部）。早於第二部提及，直到第三卷正式提到名字。
雖然將滿十歲，但不僅個子矮小，身材也相當消瘦，看起來比實際年齡小上一、兩歲。
父親罹患心病以後，維克特國王將他軟禁於王宮某房間，不讓任何人與他會面。據說是他害怕其孫子如兒子般忽然感染心病而作出這樣處置。
另外，由於母親因病逝世，可說是2歲時就失去雙親。雖然衣食無慮，也接受了基本程度的教育，但打從懂事時起他就一直是一個人生活。
第15卷，盧斯蘭王子「回歸」後不久，獲維克特賜與艾莉莎結婚。隨著維克特駕崩，盧斯蘭決定將婚事暫且當成是維克特決定的事項。
以後盧斯蘭提到，他與兒子見過兩次面。但他與其說是在看父親，不如更像是在看一個陌生人。
第18卷被父親托付給凡倫蒂娜照顧，期間都在辦公室閱讀故事書籍。凡倫蒂娜出征後，改為晴天時到城牆上方讀書。但因而在凡倫蒂娜於姜蓓爾格之戰兵敗後，被米隆挾持為人質，因凡倫蒂娜捨命所救而保著一命。以後強忍悲痛引導獨自前往王都的堤格爾到盧斯蘭所在的離宮。盧斯蘭死後，他獲安置在娜塔夏的住處生活。
薇若妮卡·羅迪納
維克特的長女。早於第二部提及，直到第三卷正式提到名字。
原第三順位的王位繼承人，因結婚的關系，其王位繼承權轉移到丈夫身上。
目前與女兒一同照料失明的丈夫。
卡洛爾·羅迪納
維克特的長女婿。現第三順位的王位繼承人。早於第二部提及，直到第三卷正式提到名字。
因與維克特的長女結婚而獲得王位繼承權，但因爲數年前發生意外而失明。
雖然在妻子和女兒的照料而能如往常般生活以至治理領地比葉盧卡，但被維克特認為不可能治理一個國家。
愛荻萊妲·羅迪納
維克特的長女的女兒（外孫女），11歲（第二部及第三部）。早於第二部提及，直到第三卷正式提到名字。
第四順位的王位繼承人。
目前與母親一同照料失明的丈夫。
第18卷被其監護人切因貝爾和艾芮克擁戴爲下一任國王。以後隨著愛荻萊妲軍歸順于凡倫蒂娜的麾下而親臨王都，據說她本人表現得相當安份。姜蓓爾格之戰並不跟隨前愛荻萊妲軍。
維克特的胞弟
本名未有交待，第五順位的王位繼承人。伊爾達的父親和尤金的嶽父。55歲（第二部），比兄長小6歲。
一直深受劇烈腰痛所苦，一天內有將近一半的時間都必須躺在床上。被維克特認為不可能親自處理政務。
娜塔夏·吉斯塔特
維克特的妹妹，第六順位的王位繼承人。55歲（第三部末），早於第二部提及，直到第三卷正式提到名字。
曾結過兩次婚，但兩任丈夫都早逝。目前王位繼承權仍在她身上，而她並無子嗣。
維克特多次建議她再婚，但都被她拒絕，並移居至第二任丈夫的故鄉奧斯特羅德，渡過將近二十年甯靜的生活。可還是接受每一位訪客的造訪。
曾得凡倫蒂娜陪伴身旁，並被她視之爲第二名母親。一方面以嚴厲的態度指導她的禮儀課程，另一方面也教導她從讀書寫字起眾多知識。在凡倫蒂娜12歲離開前，稱她為自己的「心愛的女兒」。
凡倫蒂娜率領五千兵力從奧斯特羅德出征前，從向她造訪中得知盧斯蘭王子過去患上心病的真相以及「沛特羅夫」是盧斯蘭王子的事實。
盧斯蘭死後，瓦雷利安置於其住處內生活，堤格爾亦因而親自造訪了其宅邸。
伊爾達·克魯堤斯
詳見吉斯塔特貴族·官員
尤金·舍巴林（Eugene Shevarin）
吉斯塔特王國南部、萊德梅裏茲東部的帕耳圖地區領主，爵位為伯爵，44歲（第二部）→45歲（第三部，遇襲而亡）。有著細瘦的臉龐，留著深灰色的長髮和灰色的長胡須。
為艾蓮剛成為戰姬時教導她吉斯塔特貴族應遵守的禮節和規範，以至統治者應有的風範的恩師，亦隱約察覺艾蓮與堤格爾兩人之間的關系。亦與烏魯斯為舊識。
過去曾經是維克特國王的親信，並負責吉斯塔特與布琉努之間的外交工作將近10年。由於毫不畏懼地向國王建言的剛正個性受到其賞識，15年前獲其好意與瑪麗娜結婚，並帶著妻子移居到國王賜給他作為領土的帕耳圖地區。育有女兒艾莉莎。之後作為對國王表示忠誠，除了太陽祭之外幾乎無踏進王都一步。
根據吉斯塔特的法律，王族的女性結婚時，其王位繼承權會轉移到丈夫身上，目前是第八順位的王位繼承人。
曾指引堤格爾，向他說明唯有繼承前人遺志之人，才有辦法成爲下一代的統治者的見解。臨終前亦以此為基準，請求繼承其遺志的堤格爾當上吉斯塔特的國王。
第8卷受命召上王都後，被維克特國王指定為下一任的國王，即使受困擾仍然顧及伊爾達的感受。為了與其打好關係而採凡倫蒂娜的建議，贈送伏特加給伊爾達。但反而導致毒殺騷亂，亦令兩人關係一度惡化到無法修復的地步。
在艾蓮阻止了比多格修以後才向她說明他將成為下一任國王的事實。在這以前伊爾達、堤格爾、艾蓮、莉莎、莉姆以及凡倫蒂娜等六人都知道這事。
在第11卷吉斯塔特王都舉行太陽祭時亦有出席。太陽祭第二天與堤格爾會面。
第12卷指導前來王都謁見的菲尼莉雅。
第15卷前開始承擔起維克特國王托付的工作量。雖然因盧斯蘭王子「回歸」和繼任下一任的王位而與王位擦身而過，但卻反而暗自松了口氣之時，女兒艾莉莎卻獲維克特賜與盧斯蘭之子瓦雷利結婚。約一個月卻得知伊爾達身亡的消息。而維克特國王也去世後，因尴尬的立場和無法返回帕耳圖領地而變得十分憔悴。
在狩獵大會中與盧斯蘭王子暢談，讓他感到如釋重負並一度恢復成原本的作風，確實地化解彼此的芥蒂，並締結了強烈的信任關系。沒想到受到刺客攻擊時試圖護駕，因艾蓮的護衛而保著一命。離開狩獵場期間也與堤格爾稍談。以後變得更積極地輔佐盧斯蘭王子的政務。沒想到十天後，盧斯蘭王子因過勞昏倒，他不得不暫代統治者的位子。
凡倫蒂娜脫離軟禁以後的第二天舉行會議，墨吉涅軍入侵與多格修公爵、波爾斯伯爵舉兵叛亂及其對策，以後正式向堤格爾等人承認凡倫蒂娜和菲尼莉雅已經逃跑，並要求艾蓮應付後者。沒想到堤格爾離宮後隔天，被米隆指控（實為凡倫蒂娜藉米隆誣衊他）牽扯一起重大陰謀並且被軟禁於離宮的地牢。雖然得潛入的堤格爾等人救出，但被發現的米隆襲擊時刺穿了左側腹，但仍指示堤格爾從南門的哨所逃出王都。但所受的傷導致他撐不過十天，最終亦在終於抵達領地帕耳圖地區的城鎮澤蔔傑以後在一間旅館去世。去世前一天，當葛斯伯帶艾蓮等人來到旅館時，請求堤格爾當上吉斯塔特的國王，以及照顧其妻女與帕耳圖。尤金死後，其遺體被放入棺材之中，在馬車的搬運下前往利托米什爾。
瑪麗娜·舍巴林
尤金的妻子、維克特國王的侄女、伊爾達的妹妹。早於第二部從尤金提及存在，直到第三卷正式提到名字。
原第八順位的王位繼承人，因結婚的關系，其王位繼承權轉移到丈夫身上。
第18卷，被葛斯伯帶到澤蔔傑見瀕死的丈夫最後一面。以後請求堤格爾去做他想做、以及只有他能做到的事。回到利托米什爾過後，以尤金的遺孀的身份向帕耳圖周遭諸侯發出有著舍巴林家的印記的信。在姜蓓爾格之戰當中在士兵的護衛以下在離戰場有段距離的位置觀戰。
艾莉莎·舍巴林
尤金的女兒、維克特國王的侄女，13歲（第二部）→14歲（第三部）。早於第二部從尤金提及存在，直到第三卷正式提到名字。
聽到艾蓮在戰場上的事迹後，就說自己也想趁現在開始學習劍術和馬術。
第15卷，盧斯蘭王子「回歸」後不久，獲維克特賜與瓦雷利王子結婚。隨著維克特駕崩，盧斯蘭決定將婚事暫且當成是維克特決定的事項。
第18卷，被葛斯伯帶到澤蔔傑見瀕死的父親最後一面。

### 七戰姬
艾蕾歐諾拉·維爾塔利亞
詳見艾蕾歐諾拉·維爾塔利亞
琉德米拉·露利葉
詳見琉德米拉·露利葉
蘇菲亞·歐貝達
詳見蘇菲亞·歐貝達斯
亞莉莎德拉·阿爾夏芬（Alexandra Alshavin，聲：小松未可子）
吉斯塔特的七戰姬之一。21歲（第一部）→得年22歲（第二部，已故），自15歲被龍具選上後成為戰姫。給人的第一印象是恬靜、溫厚且冷靜，暱稱「莎夏」。負責管轄著在萊德梅里茲北部和路伯修南部的萊格尼察公國。
有著長度齊肩但缺乏光澤的潤澤黑髮和男子般的口氣，身上穿著寬鬆的白衣，肌膚白皙得嚇人，身形和臉型則相當纖細單薄，即使穿著衣服也看得出她身形單薄。說話的口氣也相當溫和穩重，不像是會給對方帶來壓力的人。而與堤格爾首度見面時的言行舉止亦很難讓人聯想到她的年齡。戰鬥時為一身黑底的軍裝。
擁有掛在腰間兩側成對的雙劍型龍具，名為「煌炎」巴爾格雷，能操控炎，別名「討鬼之雙刃」。因此她持有「煌炎的朧姫」、「刃之舞姬」的別名。
據說是因為一種「血之病」的疾病，莎夏家的女性全都很短命。曾祖母、祖母、祖母的妹妹和母親全都在大約30歲的時候或之前過世。自懂事以來，便在母親的教導下學習了許多事情讓她一人也能活下去。在11歲母親過世後決定離開村子去旅行以尋找願意和她結婚的丈夫。在漫長的旅途中還學會了左右手各持一把短劍戰鬥。在15歲的時候被煌炎巴爾格雷選為戰姬，來到王都獲得維克特國王的認可，正式成為戰姬並得到姓氏阿爾夏芬以後前往萊格尼察公國。在19歲時「血之病」終於發病，現在的她很想要孩子。
與艾蓮關係良好，交情甚至比蘇菲有過之而無不及。當她們首次見面時便在艾蓮心中留下了深刻印象。儘管兩人的性格或喜好都不同，但相處時卻出乎意料地契合。教導艾蓮身為戰姬應具備的知識以及切勿濫用龍技。在初次見面的那天便有著能以彼此暱稱稱呼對方的感情。她們甚至互相發出只要有任何一方遭遇危機，另一方就會不惜一切代價趕到對方身邊的誓言。由於艾蓮和莎夏一樣都出身平民，從小就一直到處流浪，這或許是讓她們的感情比其他人更親密的原因。
在發病以前，當看到艾蓮和米拉兩人吵架的時候，就是由她在替兩人進行裁決；更有一次當兩人相互對峙時，由她當兩人的對手並向兩人展示壓倒性的實力。艾蓮從未在較量中贏過她。而蘇菲亦曾提及，她在18歲曾在練習賽中同時迎戰包括蘇菲在內的三位戰姬並且大獲全勝。
可是由於發病的緣故，加上第一部時的夏天即將結束時突然惡化，目前還是無法靠自己的力量下床行走，既沒有好轉又沒有惡化。儘管理論上早已無法戰鬥而莎夏試圖讓他們離開了她並尋找新持有者，但龍具依舊沒有捨棄她。
由於萊格尼察被莉莎入侵，艾蓮不得不從銀色流星軍暫時離隊並由布琉努趕回吉斯塔特以保護她。
堤格爾出使亞斯瓦爾前經過萊格尼察時根據莉姆的指示做訪莎夏的公宫，在她的提議以下改為前往萊格尼察港口都市利普諾鎮，而她亦在對話中喜歡了他，並曾約定再次會面；同時她向馬特維寫信，委託他與堤格爾同行並且盡可能地協助堤格爾。
在托爾巴蘭率領兩萬海盜們對吉斯塔特發動襲擊時，向莉莎傳令要求增援以後抱持著必死的覺悟親自上陣指揮。其後先後在自軍旗艦鐵獅號與海盜的旗艦惡鬼號上與托爾巴蘭決戰並將其戰勝，但自身亦被托爾巴蘭所重傷，最終於德米特裏宅邸的寢室在前來拜訪她的艾蓮面前安詳離世，煌炎巴爾格雷也在她離世的那一瞬間為了尋找下一位繼承者而在艾蓮面前伴隨著火焰消失了。
一連串事件以後的堤格爾才得知她離世後亦只能深感後悔。
直到堤格爾成兩國之王近一年的聯歡會的最後，艾蓮與堤格爾一同看見她的幻影現身直到消失。
伊莉莎維塔·法米那
詳見伊莉莎維塔·法米那
凡倫蒂娜·葛林卡·埃斯堤斯
詳見凡倫蒂娜·葛林卡·埃斯堤斯
奧爾嘉·塔姆
詳見奧爾嘉·塔姆
菲尼莉雅·阿爾夏芬
莎夏逝世後，由「煌炎巴爾格雷」選上的吉斯塔特的新任戰姬，暱稱「菲尼」。得年25歲（第三部登場時，背叛、兵敗後自盡）。
本為平民，為了謀生而選擇成了傭兵。不屬於任何傭兵團。在戰場上有著「亂劍菲尼莉雅」的外號，現在處於半引退的狀態。
與艾蓮及其的養父、傭兵團「白銀疾風」的團長韋沙隆為舊識；但在最後因為傭兵的工作而以敵對的身分在戰場上將韋沙隆殺害。認為殺死韋沙隆是情非得已的決定，但也認為艾蓮可能無法接受這樣的說法。
本人雖然不承認，但過去曾受韋沙隆的影響而考慮過要怎麼治理一個國家。在吉斯塔特王都席雷吉亞與萊格尼察公國之間的荒野得到龍具承認後決心將此當成對韋沙隆一種弔唁而決心繼承萊格尼察公國。但莉姆認為她所想建造的是一個以對外征伐爲重心的國家。堤格爾認爲這是瘋狂的夢想。事實上，韋沙隆亦認為有些地方令人擔心，而其擔心最終成真。
第12卷造訪了吉斯塔特王都席雷吉亞並謁見維克特國王，以後在練兵場首度試用巴爾格雷。
第14卷時已經成爲萊格尼察的統治者剛滿一個月，並且獲周遭人們逐漸認同。這時與莉莎及剛回吉斯塔特的凡倫蒂娜會面。
第15卷與堤格爾的使節團及親自前來的奧爾嘉會面，但因沖動而嘲諷了艾蓮。得知國王駕崩以後趕來王都。以後找了地方投宿，並經常出入王宮。受凡倫蒂娜位攏後，在莉莎前到某廣場時伏擊她。雖然將她重創，但被趕來的堤格爾擊退。回王宮後與凡倫蒂娜同受交出龍具並且禁足的處分。軟禁期間與堤格爾和莉姆會面，並得知關於異形魔物的資訊。
第16卷末逃出王都，六天後回萊格尼察公國的公宮並準備與萊德梅裏茲開戰。以後指揮四千兵力，在布洛斯洛地區等待萊德梅裏茲軍到來以後與艾蓮、莉姆開戰，交戰中毫不猶豫地使用龍具以外的武器。但最後被艾蓮從左肩斬至胸口而敗北後，以煌炎巴爾格雷自焚。遺言是：「原諒我擅作主張，但萊格尼察就拜托你了。」
米莉劄
凡倫蒂娜被「清肅」後，本編結束一年前由「虛影艾薩帝斯」選上的吉斯塔特的新任戰姬，17歲（本編結束時）。
在與堤格爾首次會面的場合以上，曾詢問他是否也得成爲他的女人。
在結束拜謁以後，堤格爾在莉姆的陪同下邀請她在庭園談話，並且拚命解釋著那並非戰姬應盡的義務。可由於現存的戰姬全都成了新任國王的愛妾，她還是不太相信的樣子。

### 萊德梅里茲
莉姆亞莉夏
詳見莉姆亞莉夏
廬里克（Rurick，聲：興津和幸）
艾蓮屬下的士兵中屈指可數的弓箭手，也可以使劍的萊德梅里茲公國騎士，21歲（第一部）→22歲（第二部）→23歲（第三部），穿梭過諸多戰場，無論武藝或指揮能力都有相當歷練。
在堤格爾來到萊德梅里茲公國以前是全公國第一的弓箭手，紀錄上能夠將箭射至270阿爾昔（約270米）之外。即使在王都舉辦的弓術大會上也沒有人能贏過他。
曾為羞辱堤格爾而故意在艾蓮測試他實力時給他一把粗造的弓，但堤格爾仍然以該弓展現驚人弓術。在拿劣弓給堤格爾使用的事情曝光後，艾蓮下令將他與另外兩人處死，結果在堤格爾代為求情才讓他得以免除死刑，從此對堤格爾十分敬重。作為免除死亡的代價，他理了個光頭變成禿子。
以後作為堤格爾在公宮範圍內的監視者之一，出乎意料地對他有好感。
當堤格爾為了保護亞爾薩斯而開始奮戰以後，與他踏足布琉努王國並投身於他的戰鬥，成為他的左右手般的存在。曾參與戰爭會議、擔任堤格爾護衛，以及在艾蓮和莉姆暫時從銀色流星軍離隊時領導吉斯塔特士兵。（動畫版第8話中還取代了亞拉姆偵察墨吉涅大軍的角色）經常與杰拉爾發生吵架。但兩人對危險氣味相當敏感這方面卻使他倆從此相合。
布琉努首度擊退薩克斯坦以後亦有出席晚宴，並從傑拉爾得知王宮的氣氛並不平靜，以及存在著仇視堤格爾的團體。然後晚上與堤格爾抵抗布琉努叛亂貴族的襲擊，並趕著與馬斯哈會合時受到嘉奴隆的襲擊，被其僅以碎劍的沖力擊倒，醒來時馬斯哈已經到來。
察覺到堤格爾與艾蓮發生關係，但並無告發。
與堤格爾使節團一同到達王都席雷吉亞以後，與葛斯伯一組搜集情報。以後遇上堤格爾時，告知他傑拉爾所查到的「沒有影子的男人」的事。
在布洛斯洛之役中，受莉姆所命代替她指揮萊德梅裏茲軍。可由於並無習得領兵指揮的技巧，導致萊德梅裏茲軍陷於苦戰。因路伯修軍從後方襲向萊格尼察軍而得救。堤格爾擊斃嘉奴隆後，告知他亞拉姆戰死的消息。
在巴休的結冰河川上迎擊蠻族前，向艾蓮報告全軍仍然希望在她指揮以下作戰。在第一次姜蓓爾格之戰以後受艾蓮斥責時請求挽回的機會，但被拒絕。
在本編結束時（三年間），期間所寫處理孚日山脈周遭發生過的小小事件的報告書當中仍然有著與傑拉爾互相譏諷著彼此的身影；亦不只一次向堤格爾埋怨制止艾蓮，以免孩子淪爲單親之身。
亞拉姆
吉斯塔特軍偵察兵，年近30歲（KIA）。留著一頭如廉價毛刷般的茶髮，圓圓的臉和身材看起來就像水獺。在堤格爾身為俘虜的時候便與他結識，是堤格爾在玩西洋棋、撲克牌和九柱戲時的玩伴。
身手不下於堤格爾，能謹慎地踩著無聲的步伐離開斷崖。
由於亞拉姆等人組成的五人小隊率先發現嘉奴隆軍並準確地報告嘉奴隆軍的組成，替他們爭取到極為充足的準備時間，因此堤格爾批准他們到索涅村裡一刻半鐘。
在墨吉涅的大軍入侵布琉努王國的時候，與特地參與偵察部隊行動的堤格爾偵察墨吉涅大軍，並協助堤格爾將蕾琪帶回營地。
在布洛斯洛地區與萊格尼察軍交戰中，受命從後方送往萊德梅裏茲軍左翼以擋下敵軍右翼菲柏爾特的部隊的攻勢時戰死。
路尼耶（Lunie）
艾蓮所飼養的幼龍，身長約4切特（約40公分）的矮胖幼龍。頭上具有一對角，全身包覆青綠色的粗糙鱗片（動畫版改為全身都是青綠色的毛），以及背上長有如蝙蝠般的翅膀。
蘇菲非常喜歡它，但由於蘇菲第一次拜訪萊德梅裏茲公宮時一看到它就非常喜歡它，並因爲情緒太激動而忍不住沖過去用力抱住了它。在那之後路尼耶就一直對蘇菲懷有戒心，在蘇菲面前像一隻受驚的兔子般嘗試逃跑。在艾蓮妥托了蘇菲幾件事情後，約定要讓路尼耶給她玩。
除了它的主人艾蓮以外，就只喜歡被蒂塔抱在懷裡。
雖然從來不親近堤格爾，但當堤格爾前往狩獵時，就會以行動沉默地要求與他同行，亦成為堤格爾第一位狩獵時的同伴。在狩獵會機智地協助堤格爾追蹤逃跑的獵物和向他要求更多獵物的肉。
在本編結束時（三年間），身形成長許多，變得和小馬不相上下。最近常常負責陪同貝雀爾等堤格爾的孩子們一同玩耍。最後與堤格爾、艾蓮和貝雀爾站站在位于亞爾薩斯中央一帶的一處丘陵上。

### 奧爾米茲
列扎諾夫
奧爾米茲公國南方福德尼要塞城主，35歲，但卻已經滿頭白髮和滿臉白鬚，讓人以為他有相當年紀。而那副低沉嘶啞的嗓音，更加深了這樣的印象。
若是在戰場上，這位城主的吶喊可是相當宏亮的。而這也是米拉之所以將這座要塞交給他掌管的原因之一。
當米拉親自前來要塞視察時親自迎接並報告墨吉涅軍的行動。

### 萊格尼察
馬特維（Matvey）
萊格尼察港口都市利普諾鎮商船「榮耀白海豚號」的船長，人稱「白海豚的馬特維」。看起來約35歲。身形比堤格爾之前所見的水手們都還要大上一圈。
留著短髮，皮膚是經過日曬的紅銅色，細小的眼睛銳利有神。從他頂著黑色絲絨帽和穿著繡有金邊的大紅上衣的外表來看是個莽漢，但壯碩的體型使他光是沉默地站著就充滿壓迫感，有禮的說話態度反而更讓人恐懼。
莎夏為他大恩人，發誓效忠於莎夏，因此不拒絕她的要求。雖然也很敬佩和莎夏親近的艾蓮，但對其他戰姬則沒什麼興趣。
在堤格爾到了萊格尼察的港口都市利普諾鎮以後找到了他，並且安排堤格爾上船。到了亞斯瓦爾王國以後與他同行，亦充當不熟悉亞斯瓦爾語的堤格爾的口譯員角色。
在堤格爾墜海後找為了尋找堤格爾，與莎夏一起出海並擔任其隨從。
堤格爾返回萊德梅裡茲公國的路上也在萊格尼察與他見上一面，然後兩人痛快地聊了個通宵。
當堤格爾帶領的使節團抵達利普諾時亦有見面，這時當上了輔佐德米特裏的職務。
德米特裏
萊格尼察港口都市利普諾的市長。40多歲。穿著領口和袖口都繡有毛皮的上衣，還有褲管長達腳踝的皮長褲。
與馬特維原本就是舊識。
其宅邸就在港口附近。
從莎夏口中所提及就能看穿偽裝為侍女的艾蓮的真正身份。
在蘇菲等人搭乘的船抵達利普諾時出面迎接並處理護衛船和傷者。
當艾蓮趕去利普諾後，為了艾蓮的安全而拒絕讓艾蓮出港，但提供一間客房給她並讓她等待消息。
當堤格爾帶領的使節團抵達利普諾時亦有見面，並向堤格爾等人說明當前的萊格尼察戰姬為菲尼莉雅。
保羅
甲胄魚號船長，45歲，據說以前曾經是鐵獅號船長的部下。比一般人略嫌矮胖的身體上，套了一件將大量鐵片像魚鱗一樣縫在表面的皮甲。
在過去的人生中遭遇的風暴和海盜數也數不清，甚至曾經碰上比人類龐大許多的鲨魚或鳄魚。但從未見過像托爾巴蘭這樣的怪物，雖然對於戰姬為了下屬而與托爾巴蘭交戰和馬特維早已知道但從不說明感到憤怒，但被馬特維說服。
薩烏魯
萊格尼察公國的騎士（KIA），討伐海盜的經驗相當豐富，能力足以擔起一部分戰場的指揮工作。
在奧爾席納海戰中指揮左翼並指揮14艘船，與艾伯特交戰時企圖包圍敵人之後再全部殲滅，但被其突破後反被海盜船逼進了岩礁區，最終與燃燒的船同歸于盡。據說當他消失在火焰之中時，身上插著超過30支箭矢。
由琵德
萊格尼察公國的騎士，45歲，在公宮累積了相當多年的資曆，並侍奉過莎夏前任的戰姬、莎夏本人以及菲尼莉雅等三名戰姬。
其實已經默默地有所察覺菲尼莉雅的夢想，這是由於他侍奉過三名戰姬，以自己的雙眼見識過她們的他本人觀察力更勝一籌。以其年齡和立場而言，理應出聲制止菲尼莉雅。然而，他卻選擇了遵從她的命令。因爲他想跳脫迄今踏實的生活方式，在這位新主君身上賭一把。
在布洛斯洛之役中，受菲尼莉雅所命代替她指揮萊格尼察軍。不時還來到了接近軍隊中央的位置。但正當將萊德梅裏茲軍左翼逐漸逼入絕境時，路伯修軍卻從後方襲來。菲尼莉雅自盡後，宣佈投降。
戰後感激艾蓮的寬宏大量，告知了萊格尼察軍今後動向，並承諾會在之後協助萊德梅裏茲和艾蓮。此外還婉拒艾蓮歸還煌炎巴爾格雷。
菲柏爾特
萊格尼察公國的騎士（KIA），為奧爾席納海戰之中戰死的薩烏魯之子。
在布洛斯洛之役中，以兩手握持的長柄劍作為率領一百名騎兵的部隊長，構成萊格尼察軍右翼的部隊。期間擊殺包括亞拉姆所內眾多萊德梅裏茲兵，但在路伯修軍從後方襲來後不久戰死。

### 路伯修
那姆（Naum）
路伯修公國的騎士，約30歲。
在莉莎成爲戰姬前就任職于路伯修的公宮，多次跟隨莉莎以及前任的戰姬造訪過王都，以近乎兄長或父親的情感守望著她。
雖然臉上滿是代表操勞的皺紋，但胡子刮得相當乾淨，所以看起來離蒼老的印象還有段距離。
在路伯修的公宮中少數友善對待失憶的堤格爾並承認其實力的人。另外也知道關於堤格爾的事迹和調查過莉莎的背境。知道莉莎對堤格爾抱持著好感，並且對此感到難受。
奧爾席納海戰後陪伴著沿海岸散心的莉莎。
在伊爾達要向尤金報仇時與莉莎、堤格爾一同出征。期間向堤格爾說明莉莎的背景。
堤格爾晉升為其直屬見習騎士時，為其於路伯修公宮中可靠的上司。
在堤格爾帶著其熟人來到公宮時代莉莎出面迎接，以後帶堤格爾到莉莎的辦工室並得知莉莎再度出外的目的。
堤格爾離開前還來到了堤格爾等人留宿的旅館道別。
在布洛斯洛之役中，與主子莉莎一同從萊格尼察軍右後方出現，並且對萊格尼察軍的後方作一次打擊。
黑龍旗軍組成後與堤格爾、葛斯伯和達馬德離隊潛入王都救出尤金。期間請求堤格爾，在莉莎對他的好意方面親自開口。行動中負責潛入，並且在眾人被發現以後與達馬德躲藏在王都避風頭的地方。
直到王都納入堤格爾的掌握以後才重逢。以後回到了路伯修，依舊以騎士的身分侍奉莉莎。
馬爾克
堤格爾被分配到馬夫的工作時與他住在同一房間的馬夫，17歲，但矮小的身高讓他看起來比實際年齡小了兩歲。
皮膚白皙，四肢纖細，比起粗重的體力活更擅長修理馬具等要求手巧的工作。在所有共用馬夫房間的人之中和堤格爾最親近的。
拉扎爾
路伯修公國的老文官。在莉莎成爲戰姬前就任職于路伯修的公宮。
一開始亦懷疑來歷不明而且失憶的堤格爾，只同意其獲得一百枚銀幣及晉升為見習騎士。直到後來堤格爾如其所言，於十天內排除了薩布爾和塔爾納巴兩村居民的不滿才承認其實力。
以後與那姆一樣站在較為擁護堤格爾的位置。
堤格爾離開前還來到了堤格爾等人留宿的旅館道別。

### 吉斯塔特貴族·官員
伊爾達·克魯堤斯（Ilda Krutis）
吉斯塔特王國北部、鄰近路伯修的比多格修地區領主，爵位為公爵，34歲（第二部）→35歲（第三部，遇刺），維克特國王的侄子。為第七順位的王位繼承人，並被王國冊封爲公爵。體型修長，身體因為曆經鍛煉和戰鬥而曬得黝黑，肌肉相當結實。輪廓深邃的臉顯得既威風又強悍。
由負責治理的領地比多格修領距離路伯修很近，所以與莉莎的關係可以說是相當融洽而且毫無芥蒂，雙方都曾經幫助過彼此。與凡倫蒂娜也有所往來。
除了是個能力優秀的統治者，也以專精武藝、英勇作戰為人所知。他本人也認爲自己具備英勇戰士的資質。事實上，其劍術、馬術和指揮作戰的能力都很優秀，甚至還有人暗地裏流傳著在吉斯塔特北部或許無人能出其右的說法。過去亦曾教導莉莎基礎劍術。
所用之劍是由薩克斯坦王國享譽盛名的鐵匠打造的鋼鐵之劍，為即使將鎧甲砍成兩半也不會傷到刀刃的剛劍。
第8集受命召上王都後，被維克特國王指定輔佐新王。雖然對於作為其年上的妹婿沒有特別懷有不滿情緒，而且其王位繼承順位較低以及勢力範圍疏遠而沒有視他為競爭對手或提防他的理由，但在尤金被指定為下一任的國王時卻令兩人之間的關係蒙上陰影。正在苦思為何選上尤金而非自己時，因瓦倫蒂娜而一度積極地思考試圖取得尤金的信任。之後卻因尤金送來的伏特加被下毒導致其侍從身亡令他怒不可遏，在回到比多格修以後集結兵力並揚言要向尤金報仇，觸發吉斯塔特王國內亂。
在其軍隊南下進攻尤金的領地時發現莉莎的軍隊以後，嘗試說服對方當作沒有看到他們被拒而自己亦拒絕烏魯斯（堤格爾）的提議以後，企圖從後突襲莉莎，但被隨後趕來的艾蓮折斷劍身擊敗。以後企圖騎馬逃走，但最終被堤格爾一箭射倒其座騎以後被路伯修軍俘虜。以後到王都席雷吉亞向維克特謝罪，在這以前稱讚莉莎身邊的有一位厲害的弓兵。
第11卷吉斯塔特王都舉行太陽祭時亦有出席。這時稱堤格爾為馮倫伯爵。
第15卷得知盧斯蘭王子「回歸」和繼任下一任的王位以後造訪王都，並質問尤金相關事情。以後一直繼續留在王都造訪王宮，並察覺到官僚陣容的變化以及盧斯蘭與凡倫蒂娜的關係，並幾乎判斷出凡倫蒂娜是幕後黑手。向維克特國王提出謁見時曾提出過詢問，但數天後卻被凡倫蒂娜殺害，並且僞裝成因王宮下樓梯時不慎踩空，滾落至底階不幸身亡。其遺族和友人們認為他死于謀殺時也為時已晚。
朱利安·克魯堤斯
伊爾達的兒子，約15歲（KIA），在父親死後繼承其爵位。
雖然是個聰穎的少年，但經驗尚淺，無法察覺那些企圖捆綁住自己的謀略蛛絲。
為了繼承克魯堤斯家而遙訪王都的時候遇上凡倫蒂娜，被她煽動父親之死可能是遭人設計。
以後受凡倫蒂娜所放出的風聲影響，主張父親的死亡並非出于意外，並暗中集結著兵力。而他也曾公開譴責過盧斯蘭。
凡倫蒂娜脫離軟禁以後的第二天，尤金在會議中宣佈他舉兵叛亂，要求剝奪盧斯蘭王子的王位繼承權並將之逐出國境。在距離王都僅有三天路程之地時先派使者對王都作最後通牒，這時卻被凡倫蒂娜率領的奧斯特羅德軍所襲擊，他本人在戰役中陣亡。朱利安死後，比多格修便因各家族之間為決定出克魯堤斯家的新任當家的內鬥而接連爆發小規模的戰爭。
羅吉翁·法米那
莉莎的父親。在萊德梅里茲附近擁有領土的貴族。
似乎也是因莉莎的「異彩虹瞳」而將其拋棄在鄉下貧寒農村。但由於原本預定要繼承爵位的兒子因病去世，只剩下她與其有血緣關係而將她接了回去。
在第一部以前的一年前私吞了部分人民繳納的稅收，並向王國提出造假的報告，並暗中將生活陷入困頓的領民組成強盜集團，襲擊鄰近諸侯的領土。而受害的貴族聯合起來向國王申訴，負責調查此事的蘇菲在數日後看穿羅吉翁即為主謀，並掌握了確切的證據。於是國王便下令距離羅吉翁領土最近的艾蓮前去討伐。這時莉莎卻提出了改由自己前去說服他。但羅吉翁不僅沒有理會面談的要求，甚至意圖逃出吉斯塔特。結果艾蓮率兵前去追捕並順利討伐他。
奧格爾特·卡薩柯夫
吉斯塔特王國北部、與路伯修接壤的波爾斯地區領主，爵位為伯爵，35歲（第二部，KIA）。有著「血腥的卡薩柯夫」的別稱。有一個妻子與兩名小孩。第二部最终頭目。
有著一頭褐色短髮，以及遍布臉頰和下顎的茂密絡腮鬍。身材魁梧，肩膀很寬，肌肉也相當結實，搭配銳利的眼神，給人一種精焊而充滿魄力的印象。在繼承爵位和領地之前一直都是一名聲威遠播的戰士。擅長使用戰鎚，加上其強健臂力能夠破盔陷甲，裂肉斷骨。
對於「異彩虹瞳」有著強烈的厭惡，因此也對伊莉莎維塔感到厭惡。該厭惡感可說是基於迷信而產生生理上的恐懼和忌諱。為莉莎的父親羅吉翁·法米那的友人。
在吉斯塔特王國北部實力僅次於伊爾達，作為領主、戰士和指揮官都能在兵民中獲得威望。強烈貪婪的榮譽欲使他甘願跨越危險一步。對於同年代的伊爾達有著強烈的競爭意識，雖然自身也是戰功的受讚揚者之一，但不論領地廣度、爵位和武勳各個方面都不如伊爾達而令其心理上相當複雜的。
受到使用假名麥亞·裘里納的嘉奴隆公爵的煽動，以救出被囚禁的堤格爾之名義攻打路伯修公國。最終在比爾鍥湖附近與艾蓮交戰中被其斬首。失去當家後的波爾斯聲望一落千丈，最終被凡伦蒂娜乘機拉攏過去。
艾戈爾·卡薩柯夫
奧格爾特的長子，17歲，在其死後繼承其爵位。
有著遺傳自父親的褐色短發和魁梧體格，他有把握只要長劍在手，同世代的劍士就通通不會是他的對手。
其父基于對伊爾達的自卑感而選擇槌矛，但他就不受此限。配備盔甲、頭盔和長劍後，看起來就像是一名威風凜凜的戰士楷模。這身英姿同時也扮演著凝聚人心的角色。
因父親的死，聽說相當憎恨艾蓮與莉莎，蔑稱後者為「不祥雙瞳的戰姬」。
在凡倫蒂娜間接將資訊透露給他、以煽動其敵意以下，告密蘇菲與艾蓮、莉莎達成協議，企圖擁立尤金伯爵並推翻盧斯蘭王子。以後還沒遵守盧斯蘭王子發布的召集令，而是停留在波爾斯之地，並仍舊主張尤金、莉莎、艾蓮和蘇菲乃是諸惡之源，完全沒有改口的意思。
凡倫蒂娜脫離軟禁以後的第二天，尤金在會議中宣佈他送了書信入宮，要求將尤金逐出國境。
隨後被率領路伯修軍的奧爾嘉突襲領地，因其散播的各種謠言，不得不先讓領民安心，然後親自率領兩千步兵迎擊。首戰中擊退僅有一千兵力的路伯修軍，然而包圍它們時，卻反被其以載滿石頭的雪橇與奧爾嘉擊破駐守河川的部隊。隨後帶領本隊前來救援的他也被奧爾嘉碎劍折臂擊敗，為了保命而只能投降。
黑龍旗軍在巴休平原之役擊敗蠻族以後，親自造訪營地，並且向莉莎表示敬意，也對奧爾嘉鄭重地做過問候。
沛迦門男爵
以監察官身分監視被下令禁足的凡倫蒂娜的吉斯塔特貴族，爵位為男爵，27歲（第三部）。
雖有男爵的頭銜，但既無領地亦無官銜。多年來輾轉在各地的村落或城鎮擔任代理領主，穩健地累積不少功績。
因其耿直的個性，以及不屬于盧斯蘭派和尤金派的中立立場而獲提拔爲監察官的人選。
在戰姬們爆發內鬥的隔天，帶著十名士兵造訪了凡倫蒂娜的宅邸，並且收下（實為假的）艾薩帝斯。
以後其個人資訊被凡倫蒂娜完全掌握，其朋友被利用以誘使他離開宅邸，以致凡倫蒂娜可乘機溜出並與使者密會。
布拉特·舒托維
支持尤金登上王位的吉斯塔特貴族，爵位為子爵，治理克爾諾夫之地（背叛，已被平定）。
派遣使者與凡倫蒂娜密會。企圖在哈基姆軍入侵吉斯塔特、而鎮守南部的戰姬率領軍隊現身時，趁機在國內舉兵。
在奧爾米茲軍和墨吉涅軍對峙時，率領兩千士兵佯裝成友軍一直追蹤著奧爾米茲軍的動向，並於隔天舉兵叛變，迅速壓制連結著王都席雷吉亞和南部一帶的齊敘巴達北側道路。但被蘇菲遙距指揮的三千波利西亞軍打敗，他本人生死不明。
吉諾瓦·切因貝爾
吉斯塔特貴族，為愛荻萊妲的監護人之一，爵位不明（背叛，後死於內訌）。
第18卷支持愛荻萊妲登上王位，並且成為南部多名諸侯舉兵反叛的領導者。
但他只將愛荻萊妲當作滿足自身野心的棋子。結果在舉兵的第三天，在切因貝爾的營帳裏爆發爭執以後，額頭被一劍劈裂開來而死。
兩人死後，失去統帥的而期間有四名諸侯和三千士兵離去以後、剩下七千兵力的愛荻萊妲軍決定歸順于凡倫蒂娜的麾下。
劄基爾·艾芮克
吉斯塔特貴族，為愛荻萊妲的監護人之一，爵位不明（背叛，後死於內訌）。
第18卷支持愛荻萊妲登上王位，並且成為南部多名諸侯舉兵反叛的領導者。
但他對愛荻萊妲百般呵護，並因與愛荻萊妲的父親卡洛爾有所往來而放軟心腸。結果在舉兵的第三天，在切因貝爾的營帳裏爆發爭執以後，胸口被長劍貫穿而死。
兩人死後，失去統帥的而期間有四名諸侯和三千士兵離去以後、剩下七千兵力的愛荻萊妲軍決定歸順于凡倫蒂娜的麾下。
羅迪昂子爵
姜蓓爾格之戰當中，凡倫蒂娜軍的中央指揮。
弗勒德倫男爵
姜蓓爾格之戰當中，凡倫蒂娜軍的右翼指揮。
布萊特伯爵
吉斯塔特貴族，爵位為伯爵。
與蕾琪有數面之緣，也多次在領地和布琉努的貿易之中出面洽談。
認為「要是堤格爾勝利的話，吉斯塔特就會遭到布琉努並吞」，因而參與姜蓓爾格之戰。
其後蕾琪和瑪麗娜前來，分別化解誤會並談及凡倫蒂娜的野心，以及爲尤金蒙受罪名入獄一事喊冤，而且自己已經上場作戰以證明忠義。他選擇相信她的說法，因而與多名戰友商量此事後帶兵脫離戰場。
米隆
吉斯塔特王宮的侍從長，60歲（第三部，背叛，後死於內訌）。
與尤金一樣侍奉維克特多年，並以腳踏實地的態度贏得了目前的地位。年輕時為中等身材，現在則是有著凸出的小腹。以維克特過去所賜的驅魔短劍為武器。
維克特駕崩以後，效忠對象轉為其子盧斯蘭。但凡倫蒂娜認為是「極致到有些醜陋的忠誠心」「維克特王想讓盧斯蘭坐上王位的執念轉移到其身上」。
討厭瓦雷利，並將其父親患上心病的事怪罪於他。
堤格爾的使節團來到吉斯塔特王都席雷吉亞時，告知他倆維克特國王身體不佳，以及由盧斯蘭殿下負責代收贈禮。以後也通知他盧斯蘭殿下願意與他見面。以後也為與被軟禁的菲尼莉雅會面的堤格爾和莉姆引路。
第16卷末帶著士兵沖入辦公室，以密函指控尤金涉嫌牽扯一起重大的陰謀，並且將他軟禁。以後一旦提到他，都浮現出憤怒與恨意；並曾經只為了斥責他而特地跑到離宮的地牢。
在接手處理政務後，確實展露了穩健的處理能力；但由於視野狹隘，政局幾乎陷於泥淖。凡倫蒂娜清剿比多格修軍後親自出面迎接，撤銷她的行動問罪並帶她探看盧斯蘭王子。凡倫蒂娜認為要操控米隆比尤金容易得多，亦是是她用來掩飾野心的絕佳擋箭牌。
第18卷發現堤格爾等人救出的尤金以後，一怒以下以短劍刺傷了他並隨即逃離現場，導致尤金傷重而死。凡倫蒂娜於姜蓓爾格之戰兵敗後，在城牆上挾持著瓦雷利為人質，企圖將其首級獻給堤格爾以延續盧斯蘭的壽命。在凡倫蒂娜試圖救出瓦雷利時，以短劍重創了她。但看到凡倫蒂娜負傷時的目光後，失足從城牆墜下而死。遺言是：「陛下、陛下……臣討伐了王室的敵人！臣……」
厄巴托夫
在吉斯塔特王宮任職的官僚，艾蓮提到與尤金的關系良好的三人之一，將滿40歲（第三部）。
有著中等身材，發線後退了不少的褐發和鷹勾鼻給人深刻的印象。表情顯得有些僵硬，未知是天生如此，還是因爲要洽談的話題相當嚴肅的關系。
認為尤金的罪嫌是「莫須有」。即使請求重新調查，也只收到「無此必要」的回覆。更被米隆以態度不佳爲由解除職務，而被貶爲一介雜工。
在王都一間酒館與堤格爾和納姆會面，並且願意為他倆提供情報的協助，以及請求他倆解救尤金。

### 白銀疾風
韋沙隆
艾蓮的養父、傭兵團「白銀疾風」的團長。與菲尼莉雅首遇時約35歲（KIA），身材中等。
將还是个婴儿的艾莲從戰場中捡來，並让她在佣兵团里长大。對於艾莲與莉姆而言就像是父親般的存在。
梦想是建立並治理一個國家，只有艾莲相信他打算实现梦想。莉姆認為他所想建造的是一個長於內政的國家。
與18歲時的菲尼莉雅首遇以後成為舊識；但在最後因傭兵的工作而以敵對的身分在戰場上被菲尼莉雅殺死。
奧可沙娜
負責「白銀疾風」雜務的女性之一。個性開朗，也很疼艾蓮和莉姆。
與隸屬於團裏的一名傭兵成為情侶並順利結婚，包含韋沙隆在內的團員們都給予兩人祝福。
然而，她在分娩之際喪命，連生下來的小孩也夭折了。丈夫在埋葬兩人後，向韋沙隆申請退團，就此不知去向。

### 吉斯塔特平民
蕾娜
堤格爾前往劄岡期間遇上的少女，年約十歲上下（遇害）。
出身於村莊的獵戶。有著栗色的頭發，綁了短短的雙馬尾，在麻衣上頭披著毛皮。令堤格爾想起了蒂塔。
從將近一個月前起多度看過天空的變異。
堤格爾湊巧走過了在森林裏休息的兩父女面前時，希望父親能幫助他。對堤格爾的弓術連連稱贊。
但當晩人類變成的魔物襲擊村莊時，被變成了魔物的父親殺害。
大衛
蕾娜的父親（變成魔物，後被擊斃）。有著結實的身材，做著在衣服上披了鹿皮的打扮。下半張臉布滿黑色的胡須，右手握著弓，左手則是握著綁了獵物的繩子。
從將近一個月前起多度看過天空的變異。
一開始對堤格爾抱有疑心，但受女兒影響而給他住家倉庫投宿。對其弓術與解體獵物的手法評價很高。對他放下疑心後，希望堤格爾帶其女兒逃亡。
但當晩人類變成的魔物襲擊村莊時也變成了魔物，亦將其女兒殺害，他在魔物狀態以下被堤格爾以僅由「力量」生成的箭矢射殺。
葛雷布
大衛和蕾娜所住村莊的村民。
受嘉奴隆顛覆世界的影響而生病。

## 墨吉涅王國
夏夫立牙爾
墨吉涅自古流傳的故事中一名很久很久以前的王子，以後成為國王。
雖然是個被世人批評為「少根筋」和「沒神經」的王子，但卻帶著一股傻憨的氣息，因而廣受人民的喜愛。由于有忠心而能幹的宰相鼎力相助，其父王的治世得以安穩宛如磐石。
直到了國王駕崩那天，他終于要即位時，卻將國內的統治交給宰相打理，自己踏上了尋找理想王妃的旅程。
旅途中多次被強盜、怪物或是刺客襲擊，但每次總會有武藝過人的戰士或是聰穎的智者出手相救。他會說服他倆協助自己，並且撰寫介紹信通知宰相，讓這些幫助過他的人們前往國都，而自己則是繼續旅行。
終於在某一天，他邂逅了一名美女，並親自將她帶回了國都，將她迎為王妃。她不僅美貌和氣質過人，更有著一顆遠比他聰明的頭腦。
一直在他過世之前，在宰相、王妃以及他親自拔擢的忠臣們的努力之下，他打造了一段和平的治世。
克雷伊修·沙辛·帕拉米爾（Kreshu Shaheen Baramir，聲：岩崎征實）
墨吉涅國王的胞弟，將滿37歲（第一部）→39歲（第三部）。
雖然生得一副中等身材，但隱藏在色彩鮮豔的絹服下的體態卻相當結實，纏在頭上的絹布還插著一支巨大七彩羽毛。擁有一對深遷的大眼、很長鼻樑和耳朵，紅色的鬍鬚佈滿整個下巴，一路延伸至胸膛。
外表雖稱不上醜惡，但非常奇特，再加上那與眾不同的奇妙服裝，看起來更像個小丑。但他絕非能以外表判斷的男人。他具有擔當指揮官的實力，會跟別人開一些小玩笑，並且因為他寬容的性格而令士兵們都相當信賴他，但畢竟是王族所以身邊的隨侍們都還是懷抱著尊敬和畏懼，甚至會表現出不安。
曾於十年前僅率領200艘船艦前去迎戰進攻墨吉涅的薩克斯坦軍所派出的1,000艘船酌艦隊並取得了壓倒性的勝利。敬畏其實力的薩克斯坦軍便將他稱為「赤鬍」或巴巴羅薩。
在入侵布琉努王國時為墨吉涅三萬大軍（主力部隊）的總指揮官，其實力在奧爾梅亞會戰中一度將銀色流星軍逼入絕境。但隨著看到敵方不斷有增援出現的情況下，認識到變成長期戰會對自己不利，於是便乾脆利索地下令撤退。兼有期待他會跟其他勢力相互牽制和不損害其臉面，而派遣使者褒獎堤格爾並贈與他「流星落者」的稱號。
在吉斯塔特沿岸受到海盜威脅的同時，再作為墨吉涅在吉斯塔特與墨吉涅兩國的國境部署的十萬大軍並且超過30天的總帥。在分別收到墨吉涅在亞斯瓦爾的行動失敗和堤格爾落海失踪的消息以後決定撤退，同時留下最快明年率領十五萬大軍進攻布琉努的驚言。
布琉努正遭受薩克斯坦舉兵進犯時，下令先派遣使者前往薩克斯坦以兩國聯手瓜分布琉努王國的土地，同時派兩萬大軍往奧爾米茲公國以聲東擊西，也曾一度舉兵攻打過波利西亞公國。藉以找出穿過阿尼亞斯入侵布琉努的路線後，派出精銳部隊殺向奧爾米茲軍，並受到不少耗損後才停止攻勢撤退。同時再度侵略布琉努。從薩克斯坦撤軍以後的南部港灣都市群開始，對城鎮逐一攻下、掠奪。即使有人向他投降，亦會毫不猶豫地將他倆當成戰奴扔到最前線去。當到了王都尼斯城牆前時，以布琉努語向蕾琪公主呐喊勸降，否則消滅尼斯。在攻城戰第40天加大兩名將領的兵力，得知堤格爾所率領的分隊突襲以後，以龐大兵力阻撓堤格爾的接近。雖然以一切手段阻撓堤格爾接近自己，但被堤格爾從400阿爾昔射出的箭矢先後擦傷太陽穴和擊中胸口倒下。（同時有兩名側近被堤格爾一箭射殺）昏睡一整天後才醒來時，先後得知没能打下王都、蘇菲以時趕來增援以及作為國王的兄長駕崩以後，經充分考慮後，不得不為追上政治鬥爭的情況而撤離王都。
回國後宣稱自己將要繼承兄長的位子登上王座，但被侍奉著王子和公主的的王族和貴族所反對。
第二次吉斯塔特內亂結束後，身穿墨吉涅的傳統白色寬衣出席吉斯塔特王國太陽祭。
在本編結束時（三年間），成為墨吉涅的統治者。
人物造型以公元15世紀阿爾及爾著名海盜巴巴羅薩·海雷丁帕夏為原型。
哈基姆
墨吉涅國王王族，為克雷伊修的兄長的侄子，35歲，有著一張圓臉，身材也相當圓潤。肌膚和其他墨吉涅人一樣顯得黝黑，最大的特徵，則是他將黑色的胡須綁成了三支分岔的模樣。
其領地位于墨吉涅北部。有著比其他王族相當廣闊的領地，並與許多諸侯維持著良好的關系，其影響力相當強大。除此之外，他還是第二公主的監護人。可弱點在於他缺乏戰場上的功績。士兵們的聲望，幾乎都集中在克雷伊修一人身上。
對克雷伊修登上王座的宣言表示反對。爲了能在王位爭奪戰脫穎而出，他必須盡快立下戰功，好獲得士兵們的聲望，藉以與克雷伊修並駕齊驅。爲此，他企圖進軍吉斯塔特。但因而被凡倫蒂娜發現並當成棄子。她刻意將盧斯蘭和尤金說成不成器的無能之輩，並進一步煽動其侵攻吉斯塔特的決心。把這些話當真以後，爲擬定計畫而派遣使者。
以後率領約五千兵力入侵吉斯塔特。十天後在齊敘巴達與奧爾米茲軍對峙，並在舒托維軍壓制道路的隔天早上，奧爾米茲軍退下山丘時進攻。但這正中米拉的下懷，並在其率領的騎兵隊突擊以下潰敗，不得不落荒而逃。
卡西姆（Kashim，聲：川原慶久）
入侵布琉努王國的墨吉涅兩萬大軍（先遣部隊）的將軍，年近30歲（KIA）。擁有墨吉涅人特有的褐色皮膚，眼神如刀刃般銳利的男人。不像一般士兵戴著頭盔，他纏著一條白色的頭巾，並以鑲有寶石的銀飾固定住。
曾是一名奴隸，因為能力受到認可才得以恢復自由，並在戰場上立下許多功績，最後晉升將軍。有覬覦更高地位的野心，亦害怕因為失敗而再次回歸奴隸身分，寧死也不要再過那種生活。
在偵察部隊能準確地報告敵軍情報的時候，他從不吝於慰勞士兵並給予他倆獎賞。這也是他能夠從一介奴隸晉升為將軍的原因之一。
在墨吉涅入侵布琉努王國時擔任先遣部隊總帥，目標是佔領布琉努王國南部並在前進的同時徹底摧毀所有村鎮。但在面對銀色流星軍時卻在不到兩天內兩度受挫並損失了全軍一成戰力。為了引出堤格爾等人更不惜下令殺死男性奴隸並威脅會殺死女性奴隸，但向其突擊時被堤格爾一箭射殺。
達馬德（Damad）
克雷伊修的部下，19歲（第二及三部初）→20歲（第三部後期，POW→投靠堤格爾）。從一介士兵的身分受到克雷伊修提拔，2年前開始成為其親信。
身材高挑，鼻梁和下巴都又尖又瘦。雖然體型瘦削，卻不會給人軟弱的印象，剽悍的眼神令人聯想到老虎或豹。
出身貧窮農家的四男，雖然有一片大麥田，不過田地是由家裡的大哥繼承，因而從軍以期能有一獲千金的機會。
擅長弓箭和劍術，作為指揮官的能力亦有著相當高的評價。
對堤格爾有著高度評價，並希望以實力與他較量。
夢想是擁有一棟裝滿黃金寶石的豪宅，並有數不盡的美女，還有聰明的奴隸可以幫他做事。
受克雷伊修所命，潛入吉斯塔特以調查堤格爾的生死，並在發現了他的行蹤時將其刺殺。
喬裝商人潛入吉斯塔特王國十多天後，後在某森林救下了被強盜襲擊的堤格爾，但當發現他認為自己可能是還活著的堤格爾時劍企圖將其殺死。但堤格爾躲過其刺殺以後，最終與堤格爾達成暫時合作協議把他送回公宮。沒想到來到公都時，卻遇上堤格爾的熟人並確信烏魯斯是堤格爾以後，唯有一人離開現場並回到墨吉涅，並認同其弓術比起傳聞中更加精湛。以後仍對堤格爾抱持著令其困惑的友情，即使墨吉涅第二度入侵布琉努時仍無法放下這情感。
在墨吉涅第二度入侵布琉努時受克雷伊修命率領兩千騎兵的偵察隊，偵察並收集王都尼斯一帶以及布琉努西部地區的情報。即使月光騎士軍敗北仍認為堤格爾比沙狐還來得頑強，亦轉而深入王都以北的地帶。在蒙圖爾之役當中見證月光騎士軍擊敗葛雷亞斯特軍以後回到本隊。
在王都攻防戰第40天時受克雷伊修所命，以兩千騎兵與艾蓮交戰。雖然戰前服用藥物並一度藉以力壓艾蓮，但仍被艾蓮折劍擊敗，摔下馬背後死命地抱住某布琉努騎兵馬背保命。其所有權交給了堤格爾而成為其戰俘。
在小說第15卷受堤格爾所託，加入使節團並擔當布琉努與吉斯塔特加深情誼的見證人，並且保證事後釋放他。使節團解散後卻繼續留在吉斯塔特，與杰拉爾一組在王都裏搜集情報。這時與堤格爾已經產生了近似友情的羈絆，並認為自己可把背後交給他，即使因而不再重返墨吉涅。
哈基姆入侵吉斯塔特時受堤格爾的提議，並得米拉任用以潛入哈基姆軍，打探敵軍狀況。儘管堤格爾在這以前還鼓勵他事成後放手去做自己想做的事，以後仍留在吉斯塔特，與米拉、蘇菲一同經過王都及向西方前進以與艾蓮會合，以後作為蒂塔的護航。抵達劄岡之後分頭行動，並隨奧爾嘉以後找到堤格爾以及與其交戰的嘉奴隆。以後為了保護變回原狀的堤格爾和蒂塔而與無數魔物交戰。
黑龍旗軍組成後與堤格爾、葛斯伯和納姆潛入王都救出尤金。行動中負責確保退路，並且在眾人被發現時帶路到南門的哨所以後與納姆躲藏在王都避風頭的地方。
直到王都納入堤格爾的掌握以後才重逢。以後被提拔爲堤格爾國王的護衛，在吉斯塔特王宮過起了新生活。三年後正考慮在王都買一棟房子。
葉克雷姆
受到克雷伊修提拔的將軍，平民出身，將滿26歲（第三部）。
在跟隨克雷伊修遠征的將軍之中身材最爲嬌小。在各方面的表現都有平均水准，但並沒有過人之處。但喜歡執行繁瑣而枯燥的工作。
之所以能當上克雷伊修的隨從，只因前一任為遠房親戚隨從在屆齡退休之際推薦了他的關系。能夠將原本總是一片淩亂的警備隊長房間，打掃得十分幹淨，整理得井井有條。以後被帶上了戰場並負責設置營帳時，在他精准的指示和毫不拖泥帶水的動作以下，轉瞬間便將營帳設置完畢。之後多次參與戰役，並磨練身爲指揮官的本事。
在墨吉涅第二度入侵布琉努時跟隨克雷伊修，指揮兩萬名騎兵。在距離王都尼斯城牆500阿爾昔處（約500公尺）的地方停止行軍，並執行紮營的命令。
作為攻城戰的先鋒，首天與第2天以一萬名步兵和三萬名戰奴埋掉南側和東側的壕溝；第3天在最後的壕溝架設攻城梯，同時為弓兵準備“墊腳台”，晚上對“沒有在規定的地點排泄”的士兵處以鞭刑。每隔數天便會與亞珥加修換班指揮，持續發動攻勢。在攻城戰第40天受命以兩萬五千兵力進攻王部南側，因克雷伊修被堤格爾擊傷昏迷而停止攻勢。
阿布夏爾
受到克雷伊修提拔的將軍，25歲（第三部，KIA）。
三年前起首度在克雷伊修的指揮下帶兵，以後追隨這名王弟。
被亞珥加修認爲他是個眼高于頂的傲慢男子。
在墨吉涅第二度入侵布琉努時跟隨克雷伊修，指揮兩萬名騎兵。當墨吉涅軍到了賽維拉克要塞時受命以九千步兵和一千騎兵包圍要塞。
但包圍要塞20多天後，得知月光騎士軍襲來時，轉為迎擊援軍。但因而先後受到要塞裡的騎士團反攻和艾蓮率領的後續部隊夾擊。最終與艾蓮交戰中被其斬首。墨吉涅第二度入侵布琉努時唯一被殺的將領。
亞珥加修
受到克雷伊修提拔的將軍，33歲（第三部）。
在壯碩的體格上穿著一襲華麗的紅衣，並在黑發上抹了一層厚厚的香油。據說連尊敬他的部下，都會盡量避免站在他的下風處。其十隻手指上都套上黃金打造的戒指，腰上也佩戴黃金打造的短劍。
在本國王都坐擁一座奢華豪宅，裏面有來自各國的美女奴隸與他作伴。據說他對待奴隸的方式相當寬宏大量。
進攻前會以金幣誘使部下，而在當天的戰事結束後，便會在士兵的面前將金幣發給達成任務的人們，藉以提高士氣。
葉克雷姆對其的評價是“毫無品味的庸俗之人”，可沒有人（包括本人）對此抗議過。
在墨吉涅第二度入侵布琉努時跟隨克雷伊修，率領兩萬五千名步兵。攻城戰後每隔數天便會與葉克雷姆換班指揮，持續發動攻勢。在攻城戰第40天受命以兩萬五千兵力進攻王部南側，堤格爾從後突襲克雷伊修時又受命回本隊攔截分隊攻勢，因克雷伊修被堤格爾擊傷昏迷而停止攻勢。
穆拉特
受到克雷伊修提拔的將軍，35歲（第三部）。
有著一頭短發，在鼻子下方蓄了濃密的黑胡子。由于沈默寡言，又是喜怒不形于色的類型，因此同袍們都打趣地說他是“最不想一起賭博的對象”。
在墨吉涅第二度入侵布琉努時跟隨克雷伊修率領的兩萬五千名步兵。當墨吉涅軍到了格爾果瓦要塞時受命以一萬兵力包圍要塞。
得知阿布夏爾軍被擊敗後，假裝前去支援而解除對格爾果瓦要塞的包圍，並在格爾果瓦騎士團帶出要塞時反過來包圍殲滅他倆，並編制分隊將前來偵察的葛斯伯隊擊退。
但得知停泊在馬西裏亞的船隻被破壞的消息後，不得不南下並在阿葛特構築新的補給線而放過月光騎士軍。
峽亞
在吉斯塔特王都席雷吉亞開店的武器商人。
堤格爾等人營救尤金時，賣給他們與衛兵的武具極爲相像的裝備。

## 亞斯瓦爾王國
始祖亞特留斯
亞斯瓦爾王國的建國君主。在亞斯瓦爾領土為只有亞斯瓦爾島的島嶼國家而且還有五個部族在島上爭奪統治權的時期是個平凡戰士。
據說他偶爾會夢見自己化為統帥五部族之王的象徽紅龍，並相信這是神的啟示以後決心為王。幾乎所有人都嘲笑他，但有十二名夥伴願意追隨他。
在那之後，他總是站在最前線揮劍殺敵，在許多戰爭中贏得勝利。他讓各部族皆歸順於他，還剷除了海盜、擊退派兵侵略亞斯瓦爾的各國軍隊。而跟隨亞特留斯的十二人則被稱為圓桌騎士。
在亞斯瓦爾，人民信仰的是亞特留斯和十二名圓桌騎士。因為他們認為亞特留斯的勝利全都是來自於神的庇護。
在《魔彈之王與聖泉的雙紋劍》內死而復生，並瞬間掌控了整個國家。
名字起源於亞瑟王傳說中亚瑟王原型人物羅馬指揮官盧修斯·阿托里斯·凱斯特斯。
瑟菲莉亞
亞斯瓦爾王國在被大陸加帝斯王國入侵時期的公主。
位於大陸的加帝斯王國派出了大量艦隊渡海侵略亞斯瓦爾。亞斯瓦爾雖然拚死抵抗敵人，但在具有壓倒性人數優勢的大軍之前仍是節節敗退，將近一半國土被敵方侵占。國王因此臥病不起，勸諫國王投降或企圖逃跑的人相繼出現。
這時她挺身訓斥膽怯的臣子或士兵，展現出堅毅的態度。擁有稀世美貌的她可說是一位女中豪傑，自己持劍投身戰場，奮戰的英姿讓人不敢相信她是女性，而且獲得了足以和亞特留斯匹敵的輝煌戰績。據說她的口頭禪是「鎧甲即是我的夫君，戰場便是我的宮殿」。
在國王死前以後，經過一年協商，瑟菲莉亞登基成為亞斯瓦爾王國首位女王。
瑟菲莉亞女王也是位優秀的統治者。她安撫國內因國王去世和女王登基而不安的民心，討伐了沿岸的海盜，讓國內外的局勢都穩定下來。而且還展開反擊，出兵攻打並消滅加帝斯王國。
達成將勢力版圖延伸至大陸這個大業的瑟菲莉亞女王獲得了『霸主』的稱號，一直統治著亞斯瓦爾，終生未婚。她選定一位與父王血緣相近的繼任者之後去世。
人物造型以英國聖潔女王伊麗莎白一世為原型。
塔拉多·格拉墨（Tallard Graham）
杰梅因王子以下的百騎長，年約25歲。
外表是有著金色短髮和清澈藍眼的年輕人。歷經日曬的臉俐落又結實，看起來英氣逼人，眼神同時帶有霸氣和好奇心，是個身材中等但非常適合穿鎧甲的青年。手裡拿著弓，左腰佩掛長劍，右腰則系著箭筒。
據萊斯特將軍所言，原本是個來自漁村的獵人，因而被其嘲笑和被艾略特輕視為來自漁村的平民。
弓術被堤格爾認為可與他匹敵。和長劍比起來，他也比較擅長使用弓箭，針對弓箭的話題可與堤格爾暢談一番。
以前曾經是率領五千兵力、極為出色的將領，經常逆轉局勢反敗為勝，在戰場上被稱為是戰無不勝，也深受士兵們愛戴。甚至還有傳言指出，若杰梅因王子沒有其幫助，或許早已在這場戰爭中落敗了。而且他不像其他將軍那樣掠奪村落或對人民施暴。但由於他建議杰梅因制止其他士兵們掠奪和對人民施暴，惹來其不滿而被貶職為百騎長。
被貶職以後因無法容忍杰梅因的統治方法、不想敗給艾略特王子和其個人野心而決定策劃叛亂計劃。在巴爾韋德附近巡邏並籠絡跟隨自己的士兵，同時思考攻下宅邸的計劃和執行時機。在杰梅因分出士兵企圖拿下堤格爾等人的機會付諸實踐，乘機刺殺杰梅因。在巴爾韋德深得城鎮居民的歡迎，在叛亂中刺殺杰梅因的時候，他們知道是塔拉多篡位之後就冷靜下來了。
儘管是個全面發展的優秀年輕人，但事實上卻有著只要能獲得勝利並判斷那是必要而且是最好的方法，就會不擇手段的冷酷無情的一面，並認為這是他所嚮往的王者姿態。在堤格爾等人的討論中，蘇菲亞懷疑他總有可能會成為吉斯塔特的可怕敵人的一天。
叛亂成功以後成為巴爾韋德的城主以代替杰梅因與堤格爾結盟，並且通知堤格爾有關蘇菲亞已經被艾略特囚禁的消息以取得堤格爾的支持。但同時亦以刺殺杰梅因為誘餌，引誘艾略特登陸亞斯瓦爾大陸，以削弱艾略特的海盜的實力。
讓堤格爾等人前往路克斯堡壘後前往桂妮薇亞公主的藏身處。成功拉攏桂妮薇亞以後不到十日便募集到將近一萬的兵力，並在返回巴爾韋德的路上收到了傳令兵的報告而前往賽連堤斯，以桂妮薇亞之名率領著七千騎兵討伐艾略特。
內亂結束以後，被桂妮薇亞授與了公爵的爵位並擁立為將軍。
不到半年後，在月光騎士軍與施密特軍激戰時，率領將近一萬全都是騎兵的亞斯瓦爾軍從月光騎士軍後方出現。這時眼中的霸氣比以前更為耀眼，而且在絹服上穿戴白銀盔甲。以後與堤格爾單獨會面，並在當中達成了聯手的條件，迫使施密特軍從布琉努狼狽的撤退。
第二次吉斯塔特內亂結束後出席吉斯塔特王國太陽祭，並預定今年之內正式成爲亞斯瓦爾的國王，順帶邀請堤格爾出席。
在本編結束時（三年間），比堤格爾晚了一年登上了王位，成為亞斯瓦爾的統治者。
名字起源於北歐神話中的寶劍格拉墨。
撒迦利亞國王（Zacharias）
亞斯瓦爾王國前任國王。
第二部開始的半年前統治亞斯瓦爾王國。雖然亦曾經企圖侵略布琉努王國，但因健康狀況欠佳而一直停留在觀望情勢的階段。
被認為是一位心胸寬大的君主，很適合「明君」一詞。
在布琉努王國內亂即將平息之前駕崩，聽說是因為食物中毒或是意外而死。
根據他臨死前的遺言，屬意讓長男杰梅因繼承王位。
杰梅因（Germaine）
亞斯瓦爾王國第一王子，撒迦利亞的長子，27歲（遇刺）。
堤格爾對其的第一印像是「圓滾滾」。無論是臉部的線條還是凸出的肚子都很圓。五官可以說是眉清目秀，但或許是因為贅肉太多，感覺只剩下以前還很英俊時的輪廓而已。身高和體型中等，讓肥胖的肚子顯得更不自然。
原本就傲慢又猜疑心強烈。在父親在世時還稍微安分，但當父親死後，見王位近在眼前，就忍不住採取行動。雖然根據父親臨死前的遺言，屬意讓他繼承王位，但是在登基典禮數天前，將其弟妹們召來王宮並且以有謀反嫌疑為理由將他們一一殺害。但是，艾略特和桂妮薇亞卻逃過了他的毒手。而前者確定自己平安逃過一劫後發起了軍事政變。而且很多貴族諸侯也對他心生不滿而發動政變。他亦因此逃出了王宮。亞斯瓦爾王國國內局勢因而陷入混亂。為了解決兵力不足的問題而僱用薩克斯坦的佣兵部隊。
其根據地就在巴爾韋德。
過去輔佐父親處理各項政務時，調查出某個貴族一再私吞從領土收取的稅金，並且謊稱收成情況不佳或發生飢荒。他專斷獨行地逮捕該貴族之後對其嚴厲處罰，並使其他貴族們繳交尚末繳納的稅金。因而相信以恐懼能讓他人遵守法律。對父親心胸寬大的思維方式抱著複雜的感情。看到想保護人民的堤格爾就會想起父親，忍不住怒火中燒地討厭他。
當堤格爾擔任密使來到阿斯瓦爾王國時，其所屬軍隊開始陷入萬劫不復的狀態以下，企圖將堤格爾等人拿下以引渡他們给墨吉涅王國，並藉著這項交易與墨吉涅王國結盟以挽回劣勢。但亦因而導致宅邸的安全性變得薄弱，並且在王位上被引起叛亂的塔拉多所刺殺。
艾略特·布魯姆·戈德溫·納撒尼爾·加拉哈德·亞斯瓦爾（Elliot）
亞斯瓦爾王國第二王子，撒迦利亞的次子，25歲（背叛後被肅清）。
熟悉杰梅因的人一看到他都會覺得他是身材較瘦的杰梅因王子，容貌亦與其相像。具有近似餓狼般的粗暴和露骨的慾望，給人精悍印象的端正五官也多了幾分惹人厭的傲慢。
為人與杰梅因似乎相差無幾，但至少並無狠心殺害手足。本來就口無遮攔，有時會冒出與王族身分格格不入的用字遣詞。作風膽大心細，曾破解了堤格爾的空城計，為絕對不能等閒視之的對手。
撒迦利亞國王死後，先留下能逃離險境的後路以後才前往宮廷，以後從杰梅因的毒手中逃出來。而在確定自己平安逃過一劫後與很多貴族諸侯一起發起軍事政變。但為了解決兵力不足的問題，卻籠絡了在北海肆虐的海盜一起引發叛亂以反抗杰梅因。
其根據地就在亞斯瓦爾島，亞斯瓦爾港口都市馬利亞由附近的海域就像他倆後院一樣。就兵力來說佔有上風，但也因此讓其軍隊陷入有如盜賊團的慘況。
表面上裝出想和吉斯塔特深交的樣子，暗地裡卻與墨吉涅簽訂秘密條約；並且作為尋求支持的代價，以陷阱將蘇菲亞囚禁並且一直劫持著她。
被杰梅因和蘇菲亞蔑稱為「海盜頭頭」和「海盜王子」。
得知杰梅因被殺以後率領三萬海盜，從根據地亞斯瓦爾島登陸亞斯瓦爾大陸。但其進攻一直被堤格爾所拖延。在最後賽連堤斯之戰中兵敗如山倒，企圖以事先在洛爾卡村預備的船隻逃走，但卻被堤格爾以黑弓將所在船隻一併擊沉後被塔拉多軍俘虜，並在王都克爾切斯特被處決，頭顱被掛在宮殿旁的圓柱上示眾。
桂妮薇亞·可爾契肯·奧菲莉亞·貝德維爾·亞斯瓦爾（Guinivere）
亞斯瓦爾王國第一公主，20歲，比蘇菲年幼一歲。及腰的黑色長發會因為光線的角度而變得像是綠色，身材相當纖細苗條。有著雪白的鵝蛋臉、細長的雙眼、小巧的鼻樑和薄唇。是一名擁有驚人美貌的女性。性格溫順老實。
撒迦利亞國王死後，利用艾略特逃脫時造成的混亂，從杰梅因的毒手中逃出來。為了遠離紛爭而一度隱居。
當塔拉多前往其藏身處時並不想見塔拉多，直到聽見杰梅因的死訊後才答應謁見他。接下來塔拉多便拉攏了她。讓為數不多、支持桂妮薇亞的勢力也支持塔拉多。
以後在王都克爾切斯特的宴會上以一身全黑禮服正式露面，並與蘇菲亞交談。並如塔拉德的預先安排一樣，與布琉努和吉斯塔特建立了友好關係。
在本編結束時（三年間），雖然沒有明確描述，但推斷她與塔拉多結婚，並將王位讓給塔拉多以後成為亞斯瓦爾王妃。
名字起源於亞瑟王傳說中亞瑟王的妻子桂妮薇兒。
格雷迪爾（Kressdill）
塔拉多的直屬心腹之一。
外表是比青隼要年長幾歲的瘦削男子。灰色的長髮用繩子隨意束起，穿在身上的鎧甲顯得有些沉重。瘦長的臉型和細小銳利的眼睛讓人聯想到狐狸。
協助塔拉多調查妮薇亞的所在地。也對杰梅因派或中立派中一些較可靠的貴族釋出善意，向他們要了士兵和武器。
貝爾德·路特拉（Vaild Ludra）
塔拉多的直屬心腹之一。32歲。
留著和堤格爾的髮色有些不同的紅髮，還有一對看起來個性穩重的藍色雙眼。相貌和身材都很普通，雖然沒有穿著鎧甲，只在腰間佩戴一把長劍，渾身卻找不到一絲破綻。連奧爾嘉都告訴堤格爾這人的身手相當了得。
對於能和締造許多英勇事蹟的堤格爾一起戰鬥感到深感榮幸。另一方面亦塔拉多之受所命測試堤格爾的能力，並於路克斯堡壘侵略戰中發現堤格爾對指揮士兵的看法超越了塔拉多的預測。
自巴爾韋德啟程以後，擔任率領著三千兵力的總帥，向路克斯堡壘展開侵略戰。攻陷以後成為路克斯堡壘的總帥。其後同意堤格爾的放棄堡壘建議。
看到最後堤格爾使用黑弓的力量時最先發言並變得為之畏怯，因而反對將堤格爾成為塔拉多的手下。
蘭弗爾
塔拉多的直屬心腹之一。38歲，比路特拉矮了一顆頭。
有著一張圓臉和寬廣的額頭，蓬鬆的茶髮與耳朵平高，並向內捲起。
雖然在武藝上表現得並不出色，卻很擅長計算和製圖，並改良塔拉多從薩克斯坦買來的投石機。
首度與堤格爾會面時率直地稱讚了堤格爾的弓箭技巧，還詢問了許多關於弓箭的事情。
賽門
受僱於塔拉多的薩克斯坦僱傭兵隊長。30歲，獲得所有部下尊敬的老練傭兵。穿著鐵製的鎧甲，腰間掛著長劍。會說布琉努語。
身高和年齡一樣都可用中等來形容，身體因為傭兵生活而鍛鏈得相當結實。留著黑色短髮，有著銳利的目光，和他那張娃娃臉組合在一起理應會顯得十分年輕，但左臉頰的巨大疤痕卻讓他看起來蒼老不少。令人認為「只要把左臉遮起來就很可愛」。
率領的佣兵除了薩克斯坦人，也有亞斯瓦爾、布琉努或吉斯塔特人。他們的向心力來自其實力和名望。現因將希望寄託在塔拉多以上才受僱於塔拉多。
在與堤格爾比試弓術以後，信賴堤格爾而直接聽從他的指揮。在路克斯堡壘侵略戰時與堤格爾入侵城牆西側，並一路朝堡壘最上層的指揮官室進攻。其後的賽連堤斯之戰中亦有參戰對抗艾略特的軍隊以從貝爾德得到更多報酬。
萊斯特將軍（Leicester）
杰梅因以下受任命帶著三千兵力駐守於路克斯堡壘的將軍。其後卻宣布轉投艾略特，但亦已經在塔拉多的預料之中。
一名頭髮幾乎禿光的男人，僅在左右耳附近留有茶色的頭髮。外表年齡和路特拉一樣不超過35歲。身高和體型中等，卻能若無其事地穿著看似相當沉重的鎧甲，顯然鍛鏈得相當結實。即使在這形態以下仍具有將與其身材相若的人舉起並將人頭單手捏碎的怪力。
不論在劍技或帶兵方面表現得都算傑出，但是只要看到喜歡的年輕女孩，便會將人擄走帶回堡壘，也經常和塔拉多起衝突。不過杰梅因倒是對他的行徑沒有什麼意見。
在奧露嘉偽裝為艾略特王子派来的使者而且帶到所在的指揮官室以後企圖侵犯她，但亦因而令堤格爾得以在路克斯堡壘侵略戰中乘機突襲並且攻入堡壘。這時他顯露出本來的真正身份：托爾巴蘭。
以後在托爾巴蘭需要拉攏和面對海盜們時，才再以萊斯特之姿出現。
克里夫
堤格爾騎兵部隊中突擊海盜的左翼部隊隊長。
其部隊遭到艾略特長弓部隊反擊。返回森林以後還存活。
傑瑞米
堤格爾騎兵部隊中突擊海盜的左翼部隊隊長。
其部隊遭到艾略特長弓部隊反擊。返回森林時已不幸陣亡。
漢米許子爵（Hamish）
對艾略特進行協助的亞斯瓦爾貴族，爵位為子爵。年約25歲（KIA）。其高大身材與其說是魁梧，應該用強韌這個字來形容更貼切。其手臂特別粗壯，還穿著加上裝飾的皮甲，手裡拿著一把與他身高一樣長的弓。
撒迦利亞還在世的時候，艾略特每天都悠閒自在地和年紀相仿的低等貴族們過著放縱享樂的生活。而他便是其中一名酒肉朋友，內亂時則是極少數能獲得他信任的部下。
當杰梅因與艾略特在國內各據一方以爭奪王位時，表面上宣稱中立並展現出靜觀其變的態度，其實暗地裡一直與艾略特密切往來並替他蒐集各式各樣的情報，也是他煽動萊斯特倒戈。
儘管只是個地位相當於子爵的弱小貴族，領土面積不大、能動用的兵力也不多。但是率領的部隊當中有大約400名能熟練地使用長弓的特殊士兵。
弓術達到了只要拉滿長弓弓弦，就能射中距離400阿爾昔的目標的等級，超越了堤格爾的弓箭射程。
雖然在堤格爾騎兵部隊突擊海盜時率領長弓部隊將其擊退，但隊上有兩名百弓長被堤格爾一箭射殺。連他亦對其不知其名的敵手興起了尊敬之意。
在艾略特軍被塔拉多軍擊敗時受艾略特的指令打理蘇菲亞，並且將企圖抓走她的墨吉涅士兵射殺。這時因營救蘇菲亞的堤格爾別動隊出現而與堤格爾展開遠距離單騎決鬥，但被堤格爾擊落其發射的箭矢和錯覺中將其看作黑龍感到驚訝。最終仍企圖發箭時被堤格爾一箭射殺。

## 薩克斯坦王國
奧古斯都·班尼迪克·馮·羅德梭特·薩克斯坦
薩克斯坦王國的現任國王，42歲→45歲（第三部末）。有著一副有如岩石般深邃而充滿威嚴的相貌，統領著境內的諸侯貴族以及這些棘手的土豪們。
眾所皆知的就是一位不笑的國王的形象。就算迎娶王妃和王子平安出世，也不曾揚起過其嘴角。
長期覬覦布琉努王國的國土，對於泰納帝、法隆王以及黑騎士羅蘭等人的憤恨，可不是一句眼中釘即可形容。
直到三人在布琉努王國內亂中同時從這個世上消失，才首度破顏為笑。並且在整頓軍備以及查探布琉努的內情以後，藉此機會再次啟動期待已久的入侵。
但得知侵略布琉努王國的計劃因克呂格軍戰敗、施密特軍受布琉努及中途倒戈的亞斯瓦爾兩國夾擊撤退而以失敗告終後，都不禁顫起肩膀。只因沒了施密特就難以尋找統帥薩克斯坦軍隊的人才而原諒了施密特的失敗。
第二次吉斯塔特內亂結束後出席吉斯塔特王國太陽祭。
漢斯·馮·克呂格
受薩克斯坦國王奧古斯都的命令入侵布琉努王國的將軍之一，31歲（KIA）。有著一頭灰發和藍色眼眸以及一張充滿薩克斯坦人風格的深邃五官和精悍臉龐。為平民出身，受到部將的愛戴。夢想是要搭建一座無可攻陷的城塞和出人頭地。
寸步不離地帶著由父親的同事們兩顆石塊刻成的骰子。過去心血來潮地擲出骰子時，若是合計點數為奇數，就總會得到好的結果。但若是兩個骰子合計得出偶數，便會有棘手的問題擋在他的面前。
小時候是出生在一個小鎮裡的平民出身，名字只有漢斯二字，周圍的人或稱他為「工匠保羅的兒子」。母親則是一位個性很好的家庭主婦。父親的同事期間教導他建築結構和賭博。自15歲剿平盜匪開始從軍。在戰場上展現了工匠的天賦，明確指出己方營地的搭建問題，甚至找出敵方山寨的防守弱點，令領主招募的部隊強攻防禦漏洞，殲滅盜匪集團並奪得勝利。以後在領主的宅邸工作期間學習建築城堡技術，因在戰場上與修建房舍兩方面都取得功績，獲得騎士稱號和受封姓氏。
率領的兩萬薩克斯坦軍（稱為南攻軍或者克呂格軍），在布琉努南部普萊恩維爾山丘地帶展開布陣，並僅僅花了一個晚上將山丘改造成為「山丘要塞」。在籠城戰中擊退先後擊退夏耶與布魯烈克伯爵的布琉努軍和堤格爾的月光騎士軍（但軍中有三名部隊隊長被堤格爾一箭射殺）。
與月光騎士軍首戰後與其使者凡倫蒂娜會面，對她的退兵勸誡相當失望，並說明薩克斯坦軍受梅莉桑德出面請託而出兵。但卻相信堤格爾已經背叛布琉努並轉投吉斯塔特王國，並且同意其獻計。第二晚凡倫蒂娜再臨山丘要塞時先把她帶到丘陵頂上外面由一百人看守的營帳，自己帶領超過一萬八千人的薩克斯坦部隊向掀起「混亂」的月光騎士軍陣營進攻，企圖一舉擊破月光騎士軍。可是卻被月光騎士軍反撲擊潰攻勢以後才察覺到已經中計，企圖逃回的山丘要塞也被凡倫蒂娜縱火而失陷。
以後在要塞以南的十貝魯斯塔（約十公里）的草原重新集結一萬四千人兵力，同時叫來了兩名部下，分別下令趕往施密特軍和在王都尼斯散佈堤格爾是吉斯塔特傀儡的謠言。
最後在另一座丘陵上指揮軍隊與月光騎士軍決戰，但堤格爾以火箭點燃丘陵山腰上的花草並扔擲煤油袋以生成掩護進攻的黑煙，結果逃離山丘時被堤格爾一箭射殺。
雷翁哈特·馮·施密特
受薩克斯坦國王奧古斯都的命令入侵布琉努王國的將軍之一，43歲。有著該國第一的指揮騎兵能力，以及與其相稱的『“閃電”雷翁哈特』的別名。
出生的家族在薩克斯坦貴族階級中不高不階，可在領地之中有著廣大的草原並飼養眾多馬匹。儘管施密特家養馬只是爲了給其他貴族或騎士，而家族內卻幾乎無騎馬高手，雷翁哈特卻是例外。因薩克斯坦騎兵對上鄰國布琉努時往往會遭遇苦戰而很少打下引人注目的輝煌戰果，他以「率領數以萬計的騎兵大軍擊敗布琉努的騎兵」化為決心實踐的目標。長大後成為騎士，完成討伐盜賊等任務累積戰功，並成為一支騎兵隊的隊長。然後以「每個士兵都學會照料馬以及打造馬蹄鐵和馬鞍」的方法，甚至砸下了自身的財産教育部下、改進部隊的編制制度，以及制定掠奪糧食和水的方針，解決了騎兵的各種問題。以後被奧古斯都國王召見時向其表達其組織全騎兵軍隊的夢想，並以一年時間縱橫在薩克斯坦的大地上。再次獲得國王召見並得到其支援的20年以後，被國王任命為將軍。
雖是施密特家族當家，但目前已將家族事務傳給其20歲的兒子處理，本人則是將全副心力都投注在自己打造的騎兵隊以上。所指揮的騎兵不僅迅如閃電，連破壞力都猛如轟雷。
不喜歡平民出身的克呂格。二人曾交談過好幾次，但除了戰事之外，根本沒有交集可言。可亦無小觑其能力之意，得知南攻軍戰敗後有意為其報仇。
率領五萬全都是騎兵的薩克斯坦軍（稱為北攻軍或者施密特軍），繞過納瓦拉騎士團的納瓦拉要塞侵略布琉努王國，一邊掠奪著村莊和小鎮一邊朝東前進，卻從未接近過要塞或是防禦性強的都市。藉由占領河川和湖泊取水，而糧食和物資則是依靠掠奪；而且掠奪糧食之後，將居民集中在一處，要他找布琉努的軍隊，並在把他們趕出居住地後燒毀村鎮。其行軍及掠奪路線只能用毫無章法來形容，有多次向北或南迂回過的蹤迹，並非以直線的方式進軍。以後面對魯頓平原與拉伐爾平原的兩次約三萬的布琉努軍都是以兩支分隊從包夾取勝，之後的三起小規模的抵抗勢力戰事都直接靠著正面突擊擊潰。
在朝著王都尼斯前進的路上遇上堤格爾所率領的月光騎士軍後準備與其在布羅瓦爾平原一戰，因亞斯瓦爾軍在月光騎士軍後方出現而乘機撤退。但在蒙度草原上與月光騎士軍再戰時察覺到亞斯瓦爾軍的背叛，不得不撤退。回到國境線一帶等待他的是納瓦拉騎士團和亞斯瓦爾軍共一萬五千騎。挺過了兩軍的猛攻的他，終於返回薩克斯坦。儘管得到了原諒，但因發誓在擊垮塔拉多前絕不進宮，而成了最後一次向國王的謁見。
在這之後的約十年時光，一直駐守在薩克斯坦和亞斯瓦爾的國境上，投身於與亞斯瓦爾軍交戰的日子。其別名在薩克斯坦的領地上，以支持國家到最後一刻的猛將之名廣爲人知。
畢倫鮑姆
雷翁哈特的副官，將滿40歲。
畢倫鮑姆家從好幾代前就開始侍奉施密特家，而他則是被年紀相近的少爺半強迫地協助他訓練騎兵。其指揮騎兵的能力是僅次於施密特的第二把交椅。

## 山賊團
多奈貝因
前傭兵，32歲（KIA）。在黑色的短髮下有著一張粗獷的臉孔，鐵灰色的雙眼帶著銳利的殺氣。
在許多戰役中活了下來，也曾擊敗過有名的戰士和將軍。
在孚日山脉以下的特里托爾統領一支約有200人的山賊團，並以山頂附近的小城寨作為巢穴。
曾擊敗奧杰子爵率領的軍隊，但在夜間突襲吉斯塔特軍營地時被堤格爾一箭射殺。

## 海盜
格哈德
加入萊斯特（托爾巴蘭）的海盜船長（KIA）。為臉孔有一半被紅髮和鬍鬚遮住的高大男人，身材相當魁梧壯碩。
具備了身爲戰士和船長應有的能力，使用的武器是雙刃戰斧與插在腰間的短劍。
在奧爾席納海戰中負責後方並指揮十五艘船。在包圍路伯修軍的迂回部隊時受到路伯修軍的本隊攻擊以下應戰，被莉莎以驚人的臂力單手拽倒後再被路伯修士兵以長槍刺穿身體而死。
莫裏茨
加入萊斯特（托爾巴蘭）的海盜船長（KIA）。為矮小的男人，與格哈德截然不同。留著金色短髮，沒有蓄胡。
具備了身為戰士和船長應有的能力，使用的武器是挂在腰間的兩把短劍。
在奧爾席納海戰中負責左翼並指揮十艘船，但在包圍路伯修軍的迂回部隊時受到路伯修軍的本隊攻擊後放棄抵抗敵人，並且抛下同伴逃走。
逃離戰場後用盡辦法才抵達大陸，卻對吉斯塔特的地理環境一無所知。當走投無路時發現了村民們後，企圖抓住漁村村民，但被莉莎發現。之後又企圖以沙灘上的小船逃走，但所在小船的兩名劃槳手卻被堤格爾一箭射殺後，向莉莎迎擊時被電擊墜海而死。
艾伯特
加入萊斯特（托爾巴蘭）的海盜船長（KIA）。長得很陰沈，平常也不太說話。不過只要一開戰，就會搶在最前頭進行突擊，是個相當勇猛的男人。
具備了身爲戰士和船長應有的能力，使用的武器是長槍。
在奧爾席納海戰中負責右翼並指揮十艘船，雖然突破包圍並使計擊沉了薩烏魯所在的旗艦，但最終在沖上敵船應戰時被流箭射中頭部而喪命。

## 蠻族
拔茲拉夫
第二次吉斯塔特內亂後期，入侵吉斯塔特北部的北方蠻族首領，33歲（KIA）。
成為首領的一個月前只是某部落的族長副手，但在波雷斯拉夫死後，將消沈不已的同伴們聚集在一起，並主張攻打吉斯塔特。奧爾嘉認為這是「爲了彰顯自身的力量，也爲了提高自己的威權而向外發兵」。
執掌所有軍隊以後以雪崩之勢，一口氣湧入了吉斯塔特北端的城鎮和村落，甚至都市與要塞。這時遇上黑龍旗軍，為了贏得所有人的信服並堂堂正正地坐上全部落首領的地位而決定開戰。
但在巴休平原之役中與黑龍旗軍交戰時，仍沒能編制出分隊，只能以正攻法應戰。結果被莉姆率領的分隊從西北方突襲，並且被她以兩柄匕首刺穿胸口擊殺。
波雷斯拉夫
原本統禦各個部落的首領（變成魔物，後被擊斃）。
因嘉奴隆執行讓蒂爾·納·法降臨人世的儀式，在異常現象的影響下化爲怪物。在殺死家人和朋友以後，被部落的人們擊斃。

## 其他人類
佛瑪
約莫百年前的人物，關于他的身世是一團謎，號稱「北海男爵」。
不僅是個出色的水兵，更是個優秀的指揮官。
他領兵在北海打垮海盜團，因而於亞斯瓦爾、布琉努與吉斯塔特三國受封男爵，成了同時向三國效忠的男子。
從商後，他利用貴族的身分暢行無阻地來往三地，進行跨國貿易，發財致富。直到年過60以後的某一天，乘船出海，就此失蹤。目前最可靠的說法是，他遇上了不合季節的暴風雨，就這麽連人帶船沈入海中，但實際情況卻無人得知。
貝雀爾·馮倫
堤格爾與艾蓮的孩子，有著深紅色的頭發和紅寶石般的眸子。剛滿一歲不久（本編結束時），暱稱「貝堤」。名字來自古老的吉斯塔特語當中的「風」的意思。
雖然還不怎麽會說話，但從未染上任何疾病，是個總是元氣十足地到處跑跳的孩子。已經能以含糊不清的聲音稱母親艾蓮為「媽媽」。
在本編結束時（三年間），與堤格爾、艾蓮和貝雀爾站站在位于亞爾薩斯中央一帶的一處丘陵上。

## 異形魔物
多勒卡伐克（Drekavac，聲：根本明宏）
侍奉泰納帝公爵的老人（已消滅）。一位全身被黑色長袍包覆，並用兜帽蓋住眼睛的矮小老人。主要作為占卜師，但還兼任著調教龍的工作。
真正身份是魔物，調教龍是其能力。本身亦能夠變化為巨龍型魔物。這時頭部變得細長前凸，宛如爬蟲類一般；巨大口腔之中長有無數利牙；除了發出耀眼光芒的兩眼，額頭也會裂開並從中長出血紅色的眼睛。能力是如龍般強橫的力量、從額頭眼睛發出石化或是引發睡意的紅光、從口中噴出含有瘴氣的黑焰。被凡倫蒂娜所知的其中一名魔物和認為終需除掉的對象。
雖然被泰納爾迪耶所重用，但是被錫安所厭惡，甚至討厭到企圖找機會把他殺死。
就嘉奴隆所知，他並不會在戰鬥中感受到喜悅。一旦局勢不利，他便會立刻抽身；若狀況嚴重的話，甚至會對其他魔物見死不救。
受到旺賈諾伊委託，潛入莫爾塞姆平原的沼澤回收飛龍的屍骸。並在飛龍的屍骸上發現除了風的力量以外的另一種力量，認為「弓」的使用者出現了。雖不反對旺賈諾伊生擒黑弓的使用者堤格爾，但仍對渥加諾伊的行動有所警戒。
布琉努王國內亂以至吉斯塔特王國內亂以後，與旺賈諾伊一直隱藏於各處，期間說出魔物的企圖。
為了引出嘉奴隆（柯契意），向琉德米拉的龍具彰顯自身的存在，讓她從奧爾米茲步入布琉努。以後旺賈諾伊對上嘉奴隆時出現，並向後者提議聯手讓蒂爾·納·法降臨于世。
當使節團北上港都期間，與其他魔物商議中，決定由他襲擊堤格爾等人。當他操縱的地龍與火龍都被擊斃後現身並且變化為龍型魔物並與堤格爾等人激戰，最終被堤格爾以集艾利菲爾的力量的黑箭擊穿頸子擊殺。遺言（向意識發出）是：「真不愧是……」
事後嘉奴隆推測他在與堤格爾交手前，先將自己的部分力量分給了渥加諾伊，導致嘉奴隆無法徹底消滅旺賈諾伊。
旺賈諾伊（Vodyanoy）
外表為25歲，體格中等的年輕人。擁有一副中等身材，穿著以毛皮裝飾衣領和袖口的厚實大衣（已消滅）。
真正身份是出現在傳說中的怪物名稱，指的是青蛙型魔物。能力是人類無法仿效的跳躍能力、可如觸手般伸縮自如的舌頭、吐出酸液和從身上噴發出紫色毒霧後變成介于人類和青蛙之間的巨人，此外也具有強大得達到復活的自我治愈能力。被嘉奴隆稱為「只會吃錢的青蛙」。
委託多勒卡伐克潛入莫爾塞姆平原的沼澤回收飛龍的屍骸。
在多勒卡伐克研究飛龍的屍骸以後開始行動，企圖生擒黑弓和其使用者堤格爾，但是被堤格爾和琉德米拉打成了碎末。
但在多勒卡伐克將五頭龍交給泰納帝迪耶公爵之後，藉由自我治愈能力完好無損地又出現在了多勒卡伐克的面前。
艾蓮前往路伯修支援時現身與其交戰，但當芭芭·雅加被擊敗後隨即失去踪影。
受到多勒卡伐克所托，在堤格爾追蹤葛雷亞斯特軍途中第二度襲擊他，因堤格爾得尾隨他的米拉協助而再被打成了碎末。然後在實為受到重創以下遇上嘉奴隆（柯契意）和隨後出現的多勒卡伐克。
當使節團北上港都期間，與其他魔物商議中，與嘉奴隆（柯契意）在崩塌的聖窟宮裡待機，卻受到嘉奴隆的攻擊，並且被其以杜蘭達爾貫穿胸膛並且釘在牆壁上以後吞噬剩餘力量而消滅。
但嘉奴隆無法將其徹底消滅，其靈魂藉多勒卡伐克的力量留在嘉奴隆的體內，依舊巧妙地隱蔽住其氣息，還使其特徵稍微顯露到嘉奴隆的表面和自其身體內部激發出種種痛楚，試圖將嘉奴隆反噬。
旺賈諾伊的名字起源於東歐傳說中的妖精Vodianoi，與中歐地區的水妖精溫蒂妮的名字共通。
托爾巴蘭（Torbalan）
為萊斯特將軍在路克斯堡壘侵略戰中變成的魔物（已消滅）。
高度超過20切特（約2公尺）的白色巨人。具有三隻螺旋狀彎曲的角、會射出紅色光線的紅色雙眼、令人作嘔的慘白皮膚、比堡壘的樑柱還粗壯的四肢和噁心的龐大身體。另外也有調教龍的能力，雖然比多勒卡伐克要少得多。托爾巴蘭亦是出現在童話故事裡的怪物，最喜歡誘拐年幼女孩並在侵犯之後吞下肚。但率領海盜進攻吉斯塔特等的舉動也只為了愉悅。
為多勒卡伐克和旺賈諾伊的同伴，也知道黑弓和其使用者堤格爾的存在，但差別在於它真的企圖將堤格爾與身邊的戰姬一起殺死。似乎與七戰姬也有著多年交戰的宿命，變成巨人時還對奧露嘉怒視著喃喃自語道「我族的敵人、永遠的女武神」。曾經至少與40名戰姬戰鬥過。
破壞力強大。用力伸出的手臂一掃即可輕易將人震飛或在牆壁上擊出了一個大洞粉。深吸一口氣後吐出的氣息會形成一聲咆哮，同時全身釋放出肉眼看不見的衝擊波將天花板和牆壁全都破壞粉碎。長在額頭上的螺旋狀的角更可像鞭子般伸長好幾倍並將天花板刺穿。而且自我治愈能力驚人，即使被斬下手臂仍可貼在傷口上並且重新接合起來。
雖然連奧爾嘉的攻勢和堤格爾射出的第一枝黑箭都能夠以自身和衝擊波輕易擋住，但最終被堤格爾以附帶姆瑪的力量的第二枝黑箭擊中並且與指揮官室的天花板一起向著天空被吹飛。
但其實他被轟飛後掉落到堡壘北側的森林裡，當時受到的傷還沒痊癒。然後他前往亞斯瓦爾島與海盜打交道，並趁著空檔馴養了一隻海龍。接下來還讓跟隨自己的海盜們去襲擊村莊或城鎮累積武器和糧食，並尋找戰敗潰逃的海盜們讓他們加入自己的陣營。
為了向堤格爾復仇而在堤格爾等人乘船回吉斯塔特時騎著受馴養的海龍對船隊展開突襲，因海龍被堤格爾一箭射殺而撤退。其後獨力游泳回某小島，並率領兩萬海盜們對吉斯塔特發動戰爭。其後先後在莎夏所在的旗艦鐵獅號與海盜的旗艦惡鬼號上展開決戰，雖然對莎夏造成致命傷而且壓制趕來支援的莉莎，但最終被莎夏以「雙焰旋」擊殺。
名字起源保加利亚的民間傳說登場的妖怪，相當於聖誕老人的相反立場，與斯拉夫地區的妖怪芭芭雅嘎屬於同一種族。
芭芭·雅加（BabaYaga）
外表為手持掃把，身穿長袍並出現童話故事的老婆婆（已消滅）。
早在吉斯塔特建國之前，其存在便已廣為人知。有部分認為她是精靈、妖精或怪物，也有人說她以老婦人的外型現身以蒐集著死者的魂魄。據說她在上古時代也曾經是受人崇拜的諸神之一，不僅會賜與信徒力量也會施以詛咒。
曾在故事開始兩年前將力量借給莉莎。只要在沒有人的月光下的深夜持續祈禱，就能夠得到力量。能力是藉由言語或製造幻影迷惑人類的心靈，此外還會咏唱咒語操控火球、電光、狂風等魔法，以至召喚泥土人所組成的軍隊或一條巨大黑蛇。變為真正姿態後更具有雙翼以在空中飛行。
對提格爾的黑弓抱持興趣，莉莎與提格爾被芭芭加雅引導到其惡夢之中，甚至使用從多勒卡伐克借來的雙頭龍企圖殺死莉莎。在提格爾的奮戰下擊殺雙頭龍後企圖把提格爾帶走，但被莉莎對其發出的終極一擊擊中而不得不立即撤退。
在莉莎攻入第十座芭芭·雅加的神殿時主動現身並與莉莎交戰，提格爾趕來以後一度控制莉莎，但提格爾打賭成功以後變為真正姿態並企圖親手殺死堤格爾與莉莎。但以黑蛇吞噬提格爾與艾蓮後，卻被回復記憶的提格爾射出的黑箭擊中重創。好不容易的逃離後卻被嘉奴隆公爵吞噬剩餘力量而消滅。
名字起源於斯拉夫地區的妖怪芭芭雅嘎，與保加利亚民間傳說的妖怪托爾巴蘭屬於同族。
柯契意
為嘉奴隆所吞噬的第一頭魔物（已消滅）。
根據古老的傳說，那名魔物也被稱爲「不死之物」，而嘉奴隆確實因而不再老化。

## 神袛

### 十柱神
諸神之王佩爾克納斯（Perkunas）
布琉努和吉斯塔特所崇敬的十柱神之一。為代表太陽與光明的神。
名字起源於立陶宛神話的天空神Perkūnas，相當於斯拉夫地區的神祇霹隆以及希腊主神宙斯。
戰神特里格拉夫（Trigraf）
布琉努和吉斯塔特所崇敬的十柱神之一。為僱傭兵和軍人的信仰。
據說也有著三張不同的面孔。
名字起源於斯拉夫神話中的三頭戰神Triglav。
名譽之神洛吉加司特
布琉努和吉斯塔特所崇敬的十柱神之一。
家畜之神佛洛斯（Veles）
布琉努和吉斯塔特所崇敬的十柱神之一。熊為佛洛斯的化身。
名字起源於東歐神話中的熊神Veles，在東歐地區屬於畜牧，財產，豐收之神。在立陶宛神話代表人死後的幽靈。
大地母神莫西亞（Mosha）
布琉努和吉斯塔特所崇敬的十柱神中四柱女神之一。
頭上戴著一頂用結有白色果實的槲寄生樹枝所編成的頭冠，並用花裝飾自己，有時候身旁還會跟著馴養的犬獸。
風與暴雨女神依莉絲（Elis）
布琉努和吉斯塔特所崇敬的十柱神中四柱女神之一。
戴在身上的東西是號角。
為堤格爾於決戰時所祈禱的神。
豐饒和愛慾女神雅裏德（Iarilo）
布琉努和吉斯塔特所崇敬的十柱神中四柱女神之一。
只纏著一塊薄布。
名字起源於斯拉夫神話的男性年輕神Iarilo。在白俄罗斯的民間傳說中，他騎上白馬，身穿白色外袍，手持麥穗以及頭上帶上花冠的姿態現身。在本作中可說是以女神化的形象出現。
夜晚、黑暗與死亡女神蒂爾·納·法（Tir na Fa）
布琉努和吉斯塔特所崇敬的十柱神中四柱女神之一。為掌管夜晚、黑暗與死亡的女神，亦是一尊有三個長相（或是三尊同名）的神秘神祇。她是佩爾克納斯的妻子和姊妹，更被視為是他的終生宿敵。若與其他神祇的名字作比較，可以看出祂和其他衆神的發音有別。
由於她的性質而極少被人們所崇敬，甚至被視為邪神，在神官和巫女們之間經歷多番爭論。有一派認為不應該與其他諸神齊名，好幾度主張應該將她從這個信仰中排除。然而另一派卻駁回了該提案。最後，這個爭議以「黑暗和死亡終會降臨」的標語和「佩爾克納斯能與祂生涯最大的敵人結為連理，應當給予讚美」的意見作結。結果她並無從十位神祇之列中除名，並作為這個信仰的一部分延續至今。
從聖窟宮的壁畫與王都尼斯柳貝隆山頂的神殿的雕像暗示她是拿着弓的女神，而且不只一尊而是三尊，並曾前往拜訪龍。
據神殿長所言，蒂爾·納·法是在布琉努誕生前的古老時代便已存在的三柱女神的總稱，或是這三柱女神皆是指同一位神祇。若是能接受女神原本即有三柱的觀念，就能理解這樣說法。
據嘉奴隆所言，蒂爾，納·法乃事實上是三名女神的集合體，其實有三個人格，分別稱爲「人之蒂爾·納·法」、「魔之蒂爾·納·法」以及「力之蒂爾·納·法」。她倆分別袒護人類、袒護魔物與將力量提供給其中一個存在。這位女神的內心當中的「人」和「魔」兩個人格總是爭執不休。
夏立爾指出魔物來自另一個世界，而「魔」則是它們的女神。至于「人」則是這片大地的女神。
數百年前，「魔」曾經戰勝過「人」，那正是魔物即將支配這片大地的時刻。而那時，一名巫女向「人」祈求協助。「人」雖然無力幹涉大地，但她找上了擁有弒神之力的三頭龍——吉魯尼特拉，要它出手幫忙。以後爲了方便讓力量遍及於世，三者寄宿在同一個身體裏。
「人」的力量雖不如「魔」，但附身於蒂塔以後仍可將吞噬掉魔之蒂爾·納·法的嘉奴隆所生成的二十多度魔物瞬間消滅。
堤格爾通過家傳黑弓所聽到的聲音被認為是人之蒂爾·納·法的聲音。
據魔物們所言，他倆有能力將她降臨于世。
堤格爾從重傷醒來以後，藉由黑弓發出指示，引導他與伴隨他的蒂塔來到一座以漆黑石材建造的神殿。然後人之蒂爾·納·法控制了蒂塔，要堤格爾以給力量為條件從黑弓向她發箭。結果認為堤格爾勉強合格，並把力量賜給他，並對其強大威力的風險給予警告。
堤格爾經歷過聖窟宮與泰納帝公爵等人發生的遭遇戰後，人之蒂爾·納·法誇獎他終於能夠只靠自己的力量來使用它而不需借助她或其他人的幫忙。但最終還是放棄與他搭話。
堤格爾墜海後將他救下，並且按照其要求將他送回到吉斯塔特（但沒有決定送到何處）。
堤格爾身陷雙頭龍危機時，人之蒂爾·納·法再度附身於蒂塔，並且給予他擬似黑弓。
堤格爾在王都調查包括它在內的情報後，晚上時人之蒂爾·納·法再度附身於蒂塔，並且告知他更接近「她們」以及魔物企圖改變（顛覆）世界的消息。
在劄岡一座損毀的蒂爾·納·法神殿裡，魔之蒂爾·納·法被嘉奴隆所召喚，並強行附身於堤格爾以上，造成堤格爾暴走。眾戰姬削弱魔之蒂爾·納·法的力量後，被嘉奴隆吞噬剩餘的力量。以後人之蒂爾·納·法接受蒂塔的祈禱並再度附身於她，代替不在此處的第七名戰姬，將其力量給予堤格爾生成的箭矢。嘉奴隆被擊斃以後，因「魔」回到歸處，「人」亦因而消失。

### 其他神袛
戰神烏魯夫拉
墨吉涅王國所崇敬的神明。
墨吉涅國旗上的圖案為長了角的金黃頭盔和劍，就是象徵他。
佐裏亞
在吉斯塔特和布琉努建國之前，人們信仰的掌管極光的女神們。
根據蘇菲在吉斯塔特王宮書庫調查時發現的文獻的說法，佐裏亞分別被稱爲『黎明的佐裏亞』、『黃昏的佐裏亞』和『深夜的佐裏亞』，是由三柱構成的女神。『黎明』乃是人類的守護者，而『黃昏』則是群妖的守護者。所謂的群妖，似乎是指妖精、矮人和精靈等生物的統稱。蘇菲認為她與蒂爾·納·法的性質相似。